# Trung Cổ

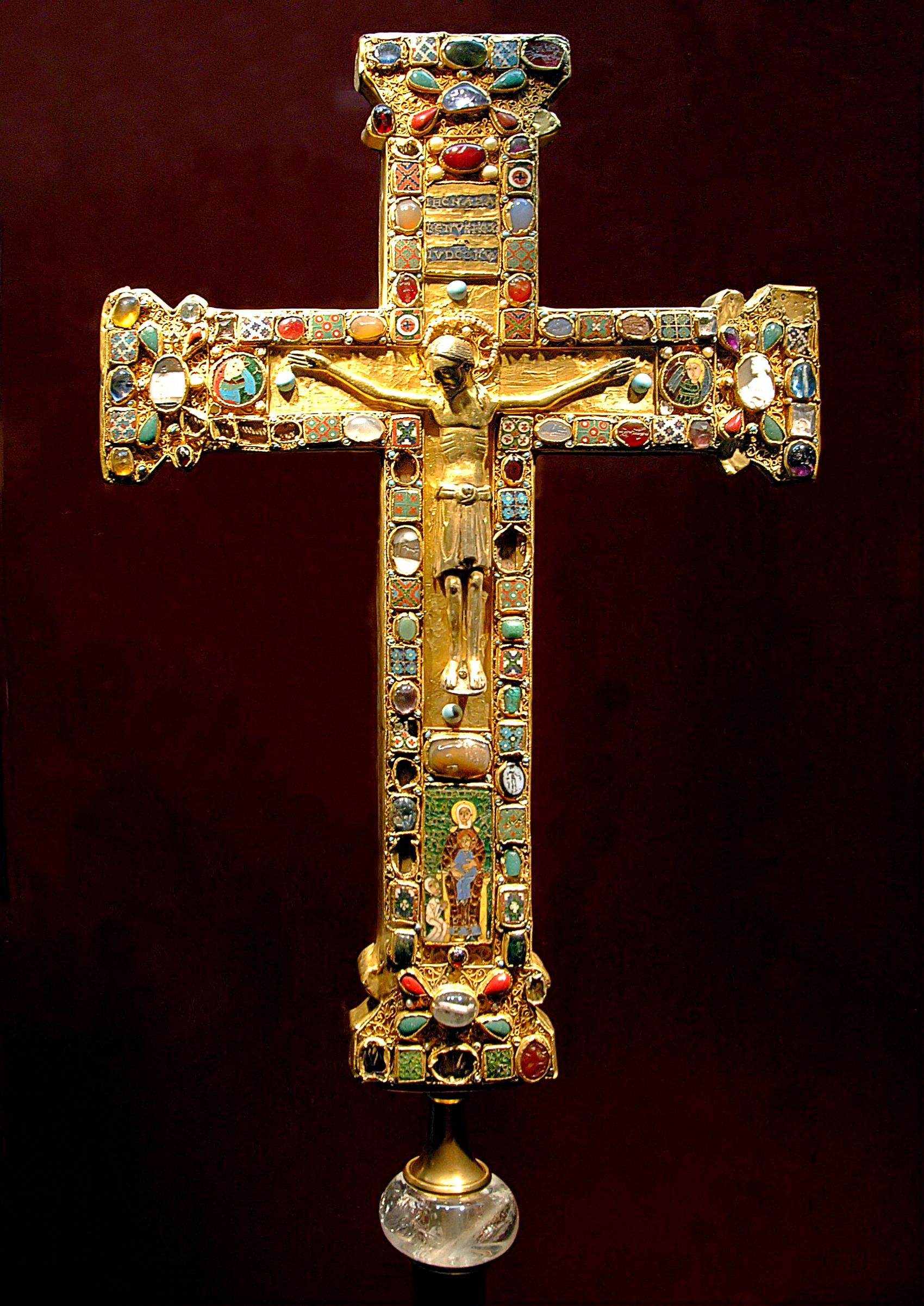
Thánh Giá Mathilde, cây thánh giá nạm ngọc của Mathilde, Tu viện trưởng Essen (973-1011), bộc lộ nhiều đặc trưng trong nghệ thuật tạo hình Trung Cổ.

Thời kỳ Trung Cổ (tiếng Anh: Middle Ages; hay còn gọi là Trung Đại) là giai đoạn trong lịch sử châu Âu bắt đầu từ sự sụp đổ của Đế quốc Tây La Mã vào thế kỷ 5, kéo dài tới cuối thế kỷ 15 và chuyển sang thời kỳ Phục hưng và Thời đại Khám phá. Trung Cổ là thời đại thứ hai trong ba thời đại lịch sử theo cách phân kỳ truyền thống của lịch sử phương Tây, cùng với Cổ đại cổ điển và Hiện đại. Bản thân thời kỳ Trung Cổ được chia làm ba giai đoạn: Sơ kỳ Trung Cổ, Trung kỳ Trung Cổ và Hậu kỳ Trung Cổ.
Suy giảm dân số, sự đảo ngược đô thị hóa, chế độ tập quyền tan rã, sự di cư hàng loạt và xâm lược của các bộ tộc, bắt đầu từ hậu kỳ cổ đại, tiếp tục diễn ra trong Sơ kỳ Trung Cổ. Các làn sóng di cư với mức độ lớn của các man tộc trong Giai đoạn Di cư, bao gồm nhiều sắc tộc German, hình thành nên những vương quốc mới trên tàn tích của Đế quốc Tây La Mã. Trung Đông, Bắc Phi, và bán đảo Iberia bị xâm lăng và rơi vào tay Đế quốc Hồi giáo Umayyad. Mặc dù có nhiều thay đổi quan trọng trong xã hội và cấu trúc chính trị nhưng sự đứt quãng với cổ đại cổ điển không diễn ra hoàn toàn. Đế quốc Đông La Mã (Byzantine) vẫn duy trì vai trò một cường quốc ở Đông Địa Trung Hải. Bộ luật của Đế quốc, Pháp điển Dân sự dưới triều Hoàng đế Justinianus, được tái phát hiện ở Bắc Ý vào khoảng năm 1070. Hầu hết các vương quốc tại Tây phương đều tích hợp một số định chế La Mã còn tồn tại. Các tu viện được thành lập rộng khắp để tiếp tục truyền bá Kitô giáo cho châu Âu. Người Frank, dưới triều đại Nhà Carolus, đã thiết lập nên Đế chế Carolus ngắn ngủi trong thế kỉ 9. Nó bao phủ phần lớn Tây Âu trước khi thoái trào do nội chiến cùng ngoại xâm: người Viking từ phương Bắc, người Magyar từ phía Đông, và người Saracen từ phía Nam.
Bước sang Trung kỳ Trung Cổ, bắt đầu từ những năm 1000, dân số châu Âu tăng nhanh khi các cải tiến kỹ thuật và nông nghiệp cũng như khí hậu ấm Trung cổ giúp sản lượng cây trồng tăng cao và theo đó là thương mại phát đạt. Chế độ trang viên, tổ chức làng mạc của các nông dân trả địa tô và lao dịch cho quý tộc, chế độ phong kiến, cấu trúc chính trị mà trong đó các Hiệp sĩ và quý tộc bậc thấp trả quân dịch cho các lãnh chúa để đổi lấy quyền thuê đất và trang viên, là hai cách vận hành xã hội thời Trung kỳ Trung Cổ. Thập tự chinh, được kêu gọi lần đầu năm 1095, là các nỗ lực của người Công giáo Tây Âu nhằm tái kiểm soát Đất Thánh từ tay người Hồi giáo. Các nhà quân chủ củng cố nhà nước tập quyền, giảm bớt tội phạm và bạo lực, nhưng khiến cho ý tưởng một thế giới Kitô giáo hợp nhất trở nên xa vời. Đời sống trí thức nở rộ với Triết học kinh viện, nhấn mạnh sự kết hợp Đức tin và Lý trí, cùng với sự thành lập các viện đại học. Thần học của Tôma Aquinô, những bức họa của Giotto, thơ ca của Dante và Chaucer, các cuộc lữ hành của Marco Polo, và kiến trúc Gothic trỗi dậy trong các đại giáo đường như Nhà thờ chính tòa Đức Bà Chartres là những thành tựu của giai đoạn này, lan đến thời Hậu kỳ kế tiếp.
Hậu kỳ Trung Cổ gắn với những khó khăn và tai ương bao gồm nạn đói, bệnh dịch, và chiến tranh, gây suy giảm nghiêm trọng dân số Tây Âu; từ 1347 tới 1350, Cái Chết Đen giết chết một phần ba dân số châu Âu. Tranh cãi, dị giáo và ly giáo bên trong Giáo hội Công giáo song hành với sự xung đột giữa các nhà nước, nội chiến, và khởi nghĩa nông dân. Những phát triển văn hóa và kỹ thuật biến đổi xã hội châu Âu, khép lại thời Trung Cổ và bắt đầu thời kỳ cận đại.

## Từ nguyên và phân kỳ
Trung Cổ (hay Trung Đại) là một trong ba thời đại chính trong sơ đồ phân kỳ lâu đời về lịch sử châu Âu: văn minh cổ điển hay Cổ Đại, Trung Đại, và Hiện Đại.
Các nhà văn thời trung đại chia lịch sử làm các thời kì khác nhau như "Sáu thời đại" hay "Bốn đế chế" và xem thời họ sống là giai đoạn cuối cùng trước buổi diệt vong của thế giới. Khi nhắc đến thời đại của chính mình, họ thường tự gọi là "hiện đại". Trong những năm 1330, nhà nhân văn, thi hào Petrarca gọi thời kì tiền Ki-tô giáo là antiqua ("cổ đại:) và thời kì Ki-tô giáo là nova ("mới"). Leonardo Bruni là nhà sử học đầu tiên đề xuất cách phân loại ba thời kỳ trong cuốn Lịch sử dân tộc Florentine (1442). Bruni và các sử gia sau ông lập luận rằng Ý đã khôi phục kể từ thời Petrarca, và do đó thêm một thời kỳ thứ ba vào sau hai thời kỳ của Petrarca. Thuật ngữ "Trung Đại" xuất hiện lần đầu trong Tiếng Latinh là media tempetas (dịch nghĩa đen là "mùa trung gian"). Ban đầu, có nhiều cách dùng khác nhau, bao gồm medium aevum, tức "thời đại trung gian" (trung đại) xuất hiện năm 1625., là nguồn gốc của từ medievale trong tiếng Ý hay medieval trong tiếng Anh ngày nay. Cách phân kỳ ba giai đoạn trở thành tiêu chuẩn sau khi nhà sử học người Đức Christoph Cellarius (1638-1707) chia lịch sử làm ba giai đoạn: Cổ Đại, Trung Đại và Hiện đại. Các tài liệu tiếng Việt cũng sử dụng cách phân kỳ trên, và sử dụng các thuật ngữ "Trung Cổ", "Trung Đại" hoặc "Trung thế kỷ" để chỉ giai đoạn thứ hai.
Mốc lịch sử được cho là đánh dấu khởi đầu thời Trung Đại phổ biến nhất là năm 476, do Bruni sử dụng đầu tiên. Xét cả châu Âu như một toàn thể, năm 1500 thường được xem là kết thúc thời Trung Đại, nhưng không có sự thống nhất rộng rãi nào về thời điểm kết thúc này. Tùy thuộc vào hoàn cảnh, các sự kiện như chuyến hành trình đầu tiên của Christopher Columbus tới châu Mỹ năm 1492, thành Constantinopolis thất thủ vào tay người Thổ năm 1453, hoặc Cải cách Kháng nghị năm 1517 đôi khi cũng được sử dụng. Các nhà sử học Anh thường dùng trận Bosworth trong Chiến tranh Hoa Hồng năm 1485. Đối với Tây Ban Nha, các thời điểm thường dùng là cái chết của Ferrando II năm 1516, cái chết của Nữ vương Isabel I của Castilla năm 1504, hoặc Chiến tranh Granada kết thúc Reconquista năm 1492. Các nhà sử học từ các quốc gia nói tiếng Rôman có khuynh hướng chia Trung Đại làm hai phần: "Thượng phần" và "Hạ phần" (chẳng hạn tiếng Pháp: haut Moyen Âge và bas Moyen Âge). Các nước nói tiếng Anh hoặc nói tiếng Đức, thường chia Trung Đại làm ba giai đoạn: "Sơ kỳ", "Trung kỳ" và "Hậu kỳ" (tiếng Anh: Early, High và Late Middle Ages). Trong thế kỉ 19, toàn bộ thời Trung Đại thường được gọi bằng tên "Thời kỳ Tăm tối" (tiếng Anh: Dark Ages), nhưng với sự tiếp nhận cách phân kỳ ba giai đoạn, việc dùng thuật ngữ Thời kỳ Tăm tối hạn chế lại chỉ để nhắc đến thời Sơ kỳ Trung Đại, ít nhất là trong số các sử gia.

## Ðế quốc Rôma suy tàn

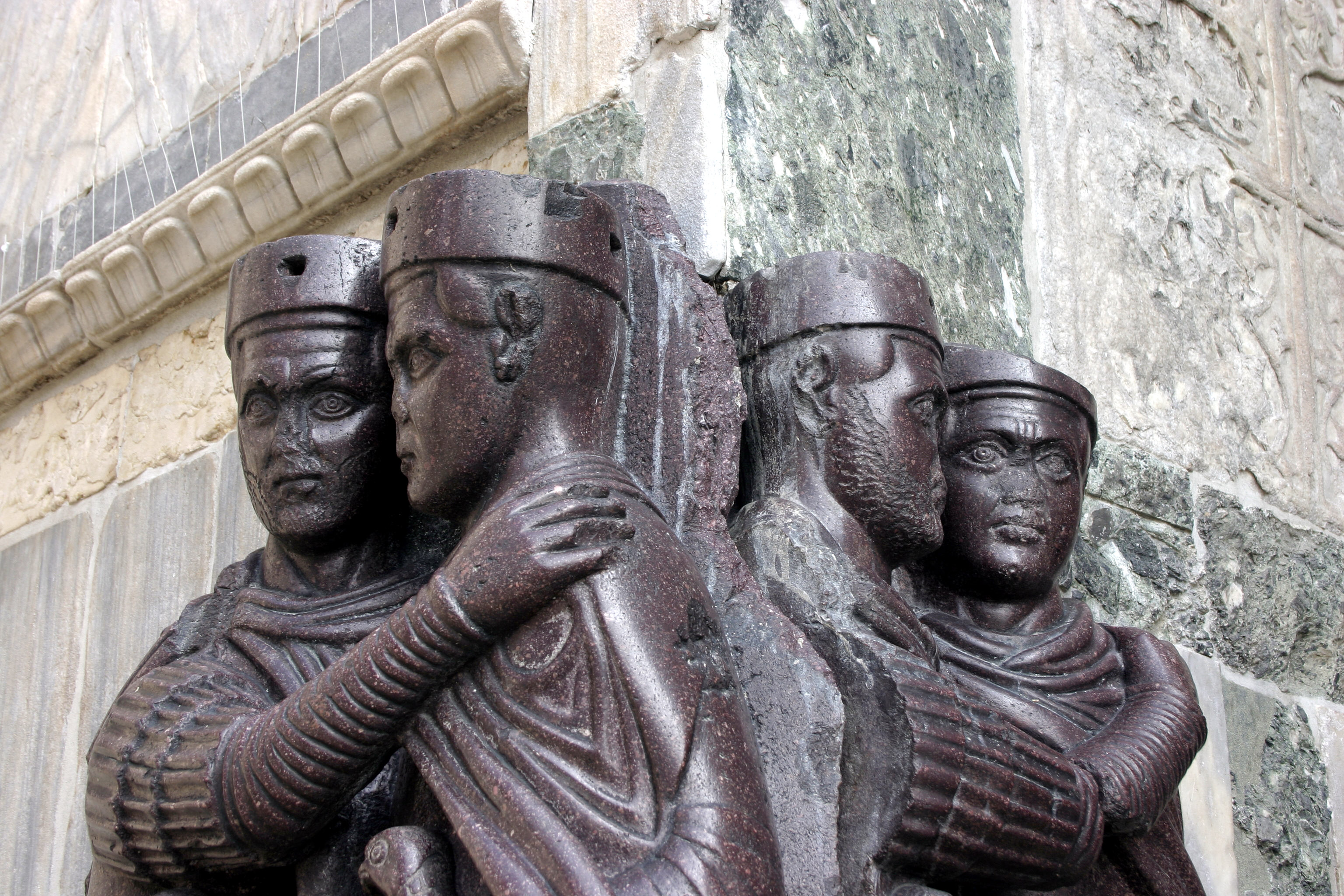
Một bức tượng cuối thời Rôma minh họa Tứ đầu chế, hiện đặt ở Venezia

Đế quốc Rôma đạt đến cực điểm về quy mô lãnh thổ trong thế kỉ thứ 2; hai thế kỉ sau đó chứng kiến sự suy giảm từ từ năng lực kiểm soát của Rôma đối với các vùng thuộc địa xa xôi. Các vấn đề kinh tế, nhất là lạm phát, và các áp lực bên ngoài từ các miền biên giới kết hợp lại khiến cho thế kỉ thứ 3 đầy bất ổn chính trị, với các hoàng đế đoạt được ngai vàng chỉ để bị thay thế nhanh chóng bởi những kẻ thoán ngôi mới. Phí tổn quân sự tăng không ngừng trong thế kỉ thứ 3, chủ yếu dành cho cuộc chiến với đế quốc Sassanid mới phục hưng ở Ba Tư. Quân đội tăng gấp đôi quân số, và kỵ binh cùng các đơn vị nhỏ hơn thay thế Legion làm các đơn vị chiến thuật chính. Nhu cầu thu ngân sách dẫn đến việc tăng thuế và suy yếu tầng lớp địa chủ, những người kém bằng lòng đảm trách các cơ quan hành chính địa phương hơn. Cần thêm nhiều viên chức ở chính quyền trung ương để giải quyết nhu cầu của quân đội, dẫn đến sự phàn nàn từ công dân rằng trong đế quốc có nhiều kẻ thu thuế hơn là người đóng thuế.
Hoàng đế Diocletianus (cai trị 284-305) quyết định chia đế chế thành hai thể chế hành chính miền đông và miền tây năm 286; tuy nhiên Rôma không được xem là bị chia cắt bởi dân cư hay những nhà cai trị của nó, bởi những luật pháp và sắc lệnh ban hành ở một miền này cũng có hiệu lực ở miền kia. Năm 330, sau một giai đoạn nội chiến, Constantinus Đại đế (cai trị 306-337) tái lập thành phố Byzantium thành kinh đô phương đông, đổi tên thành Constantinopolis (hay Constantinople). Những cuộc cải cách của Diolectian đã củng cố bộ máy quan liêu chính phủ, đổi mới chính sách thuế, và tăng cường quân đội, cho đế chế thêm thời gian cầm cự nhưng không tận gốc giải quyết những vấn đề nó đang đối mặt: thuế khóa quá mức, tỉ lệ sinh trong dân số giảm dần, sức ép từ các biên giới, và những vấn đề khác. Nội chiến giữa các hoàng đế đối địch trở nên phổ biến từ giữa thế kỉ 4, khiến cho quân lính xao lãng biên giới và cho phép các man tộc xâm lấn. Trong phần lớn thế kỉ 3, xã hội Rôma ổn định trong một hình thức mới khác với thời kì cổ điển (Rôma trước thời quân chủ), với một khoảng cách giàu nghèo rộng thêm, và một sự suy yếu trong sức sống của các thị trấn tỉnh lẻ. Một sự thay đổi khác là "Kitô hóa", hay sự cải đạo diễn ra trên toàn đế chế sang Kitô giáo, một quá trình từ từ xảy ra từ thế kỉ 2 tới thế kỉ 5.

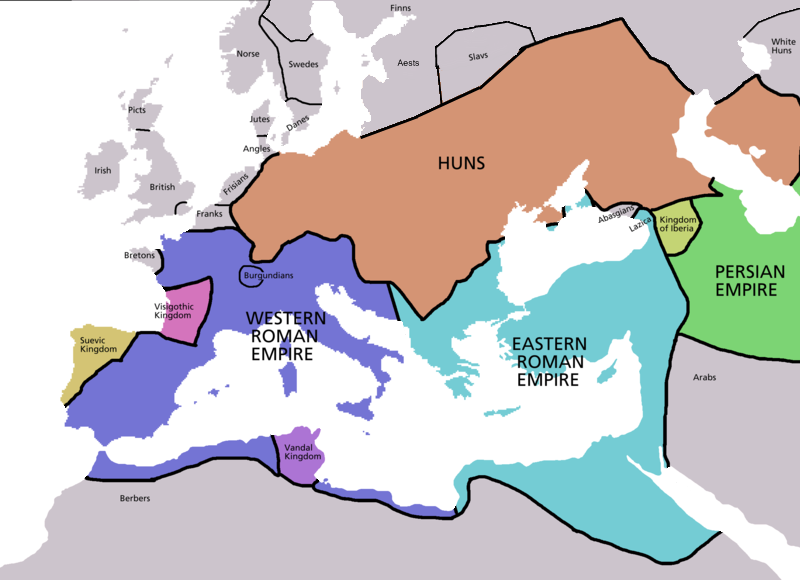
Bản đồ phác lược biên giới chính trị ở châu Âu khoảng năm 450

Năm 376, người Ostrogoth, trốn chạy khỏi người Hung, được hoàng đế Valens (cai trị 364-378) cho phép định cư tại tỉnh Thracia ở Balkan. Sự định cư này không diễn ra không êm ả, và khi những viên chức không giải quyết tốt tình huống, người Ostrogoth bắt đầu cướp bóc và tàn phá Valens, người tìm cách dẹp tắt sự hỗn loạn, đã bị giết trong khi đánh nhau với người Ostrogoth tại trận Hadrianopolis ngày 9 tháng 8 năm 378. Không kém gì những liên minh bộ tộc như vậy từ phương bắc, các chia rẽ nội bộ trong lòng đế chế, đặc biệt là bên trong giáo hội Kitô, cũng gây nên nhiều vấn đề. Năm 400, người Visigoth xâm lược đế quốc Tây Rôma, và tuy bị đẩy lùi khỏi Ý trong một thời gian ngắn, năm 410 dưới sự lãnh đạo của Alaric I họ đã cướp thành Rôma. Năm 406 người Halani, người Vandal và người Suevi băng qua xứ Gallia; trong ba năm sau đó họ đã lan khắp xứ này và từ 409 tràn qua Pyrénées vào miền Iberia. Cái gọi là "Thời đại Di cư" bắt đầu, khi nhiều dân tộc khác nhau, ban đầu chủ yếu là các dân tộc German di chuyển khắp châu Âu. Người Frank, người Alemanni, người Burgundy đều dừng chân ở bắc Gallia trong khi người Angles, người Sachsen, người Juti định cư tại quần đảo Anh. Vào những năm 430 người Hung bắt đầu xâm lược đế chế; vua của họ là Attila (cai trị 434-453) lãnh đạo các cuộc xâm lược Balkan năm 442 và 447, Gallia năm 451, và Ý năm 452. Chỉ đến khi Attila chết vào năm 453, liên minh Hung tan rã thì người Hung mới thôi là mối đe dọa cho đế chế. Những cuộc xâm lược từ các bộ lạc này đã thay đổi hoàn toàn bản chất chính trị và dân cư của thứ từng là Đế quốc Tây Rôma.
Đến nửa cuối thế kỷ thứ 5 miền tây của đế chế bị chia ra thành các đơn vị chính trị khác nhau, cai trị bởi các bộ lạc đã xâm lược chúng trong nửa đầu thế kỷ. Việc hoàng đế cuối cùng của phương tây, Romulus Augustus, bị phế truất năm 476 thường được xem là đánh dấu sự chấm dứt của đế quốc Tây Rôma. Đế quốc Đông Rôma, kể từ sau đó thường được gọi là Đế quốc Byzantine, không có mấy khả năng để khẳng định quyền cai trị trên những phần lãnh thổ phía tây bị mất. Các hoàng đế Byzantine vẫn giữ tuyên bố chúng thuộc về chủ quyền của mình, tuy nhiên dù không một vị vua nào ở phương Tây dám tuyên bố nâng mình lên làm hoàng đế ở phương Tây, Byzantine cũng không có cách nào xác lập lại sự thống trị; cuộc tái chinh phục bán đảo Ý và miền phụ cận Địa Trung Hải của Justinianus I (cai trị 527-565) là một ngoại lệ ngắn ngủi duy nhất.

## Sơ kỳ Trung Cổ

### Các xã hội mới
Cấu trúc chính trị của Tây Âu thay đổi với sự kết thúc đế quốc Rôma thống nhất một thời. Mặc dù sự di cư các dân tộc thường được mô tả là những cuộc "xâm lược", chúng không chỉ là những cuộc viễn chinh quân sự thuần túy mà còn là những đợt di cư toàn bộ các bộ tộc vào đế quốc. Những đợt di dân như vậy xảy ra thuận lợi nhờ giới thượng lưu Tây Rôma không chịu hỗ trợ quân đội hoặc đóng các loại thuế để quân đội có thể kìm giữ man dân di cư. Những hoàng đế ở thế kỉ 5 thường chịu sự điều khiển của những vị tướng quyền lực nắm quân đội như Stilicho (mất năm 408), Aspar (chết năm 471), Ricimer (chết năm 472) hay Gundobad (chết năm 516), những người chỉ một phần hoặc hoàn toàn không có gốc gác Rôma. Khi dòng tộc hoàng đế đứt đoạn, nhiều vị vua thay thế họ cũng mang dòng dõi ngoại dân. Hôn nhân giữa những vị vua này với giới thượng lưu Rôma xảy ra phổ biến đương thời. Điều này dẫn tới một sự dung hợp văn hóa Rôma với các tập quán của những bộ tộc xâm lược, bao gồm những nghị hội cho phép những đàn ông tự do của bộ tộc nhiều tiếng nói trong các vấn đề chính trị hơn trong nhà nước Rôma. Những vật tạo tác còn lưu lại đến nay của người Rôma và man dân thường tương tự nhau, và thường là man dân bắt chước Rôma. Phần nhiều văn hóa văn tự và học thuật của những vương quốc mới cũng dựa trên các truyền thống trí thức Rôma. Một khác biệt quan trọng là sự giảm hụt trong ngân sách thuế do những chính thể mới. Nhiều thực thể chính trị mới không còn chu cấp cho quân đội thông qua thuế, mà dựa vào việc ban cho tướng lĩnh đất đai hoặc cho thuê. Điều này giảm bớt nhu cầu ngân sách thuế lớn và hệ thống đánh thuế Rôma tan rã. Chiến tranh thường xuyên xảy ra giữa các vương quốc và cả trong nội bộ vương quốc. Chế độ nô lệ suy giảm khi nguồn cung suy yếu, các đô thị suy sút và nhìn chung xã hội trở nên nông thôn hóa.

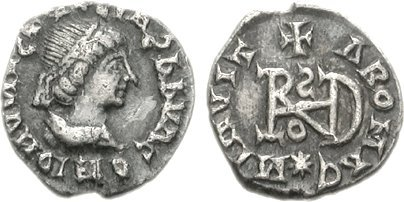
Đồng tiền đúc hình Theodoric Đại đế

Giữa thế kỉ 5 và thế kỉ 6, những dân tộc mới và những cá nhân hùng mạnh lấp vào chỗ trống chính trị để lại bởi chính phủ trung ương tập quyền Rôma. Người Ostrogoth định cư ở Italia vào cuối thế kỉ 5 dưới thời Theodoric Đại đế (mất năm 526) và thành lập một vương quốc đánh dấu sự hợp tác giữa người Ý và người Ostrogoth, ít nhất là cho đến những cuối triều đại của Theodoric. Người Burgundy định cư tại Gallia, và sau khi một triều đại trước đó bị người Hung hủy diệt, họ thành lập một vương quốc vào những năm 440. Giữa miền Genève và Lyon ngày nay, nó trở thành một triều đại hùng mạnh của Burgundy trong cuối thế kỉ 5 và đầu thế kỉ 6. Ở miền bắc Gallia, người Frank và người Briton xây dựng những thể chế nhỏ. Vương quốc của người Frank có trung tâm năm ở miền đông nam Gallia, và vị vua mà ta có được nhiều thông tin là Childeric (mất năm 481). Dưới triều đại con trai của Childeric là Clovis (cai trị 509-511), vương quốc Frank mở rộng và cải sang Ki-tô giáo. Người Briton, gắn bó với dân bản địa của Britannia-tức Đại Anh (Great Britain) ngày nay-định cư ở nơi nay gọi là Bretagne. Những nền quân chủ khác được thiết lập bởi người Visigoth ở Tây Ban Nha, người Suevi ở tây bắc Tây Ban Nha, và người Vandal ở Bắc Phi. Trong thế kỉ 6, Người Lombard định cư ở bắc Italia, thay thế vương quốc Ostrogoth bằng một nhóm những công quốc thỉnh thoảng mới bầu ra một vị vua cai quản chung. Đến cuối thế kỉ 6 sự sắp đặt này mới chuyển thành một nền quân chủ truyền ngôi.
Những cuộc xâm lăng mang những nhóm sắc tộc mới tới châu Âu, mặc dù không đồng đều vì một số khu vực nhận những dòng di cư nhiều hơn vùng khác. Chẳng hạn ở Gallia, những người xâm lược định cư chủ yếu ở miền đông bắc so với tây nam. Người Slav định cư ở Trung và Đông Âu và bán đảo Balkan. Sự định cư của các dân tộc kéo theo sự thay đổi trong ngôn ngữ. Tiếng Latin của Đế quốc Tây Rôma dần dần bị thay thế bởi những ngôn ngữ dựa trên Latin, nhưng có những đặc trưng riêng, được gọi là các ngôn ngữ Roman. Những thay đổi từ Latin sang ngôn ngữ mới mất nhiều thế kỉ. Tiếng Hy Lạp vẫn duy trì là ngôn ngữ của Đế quốc Byzantine, nhưng sự di cư của người Slav dẫn đến sự lan truyền các ngôn ngữ Slav ở Đông Âu.

### Byzantine trường tồn

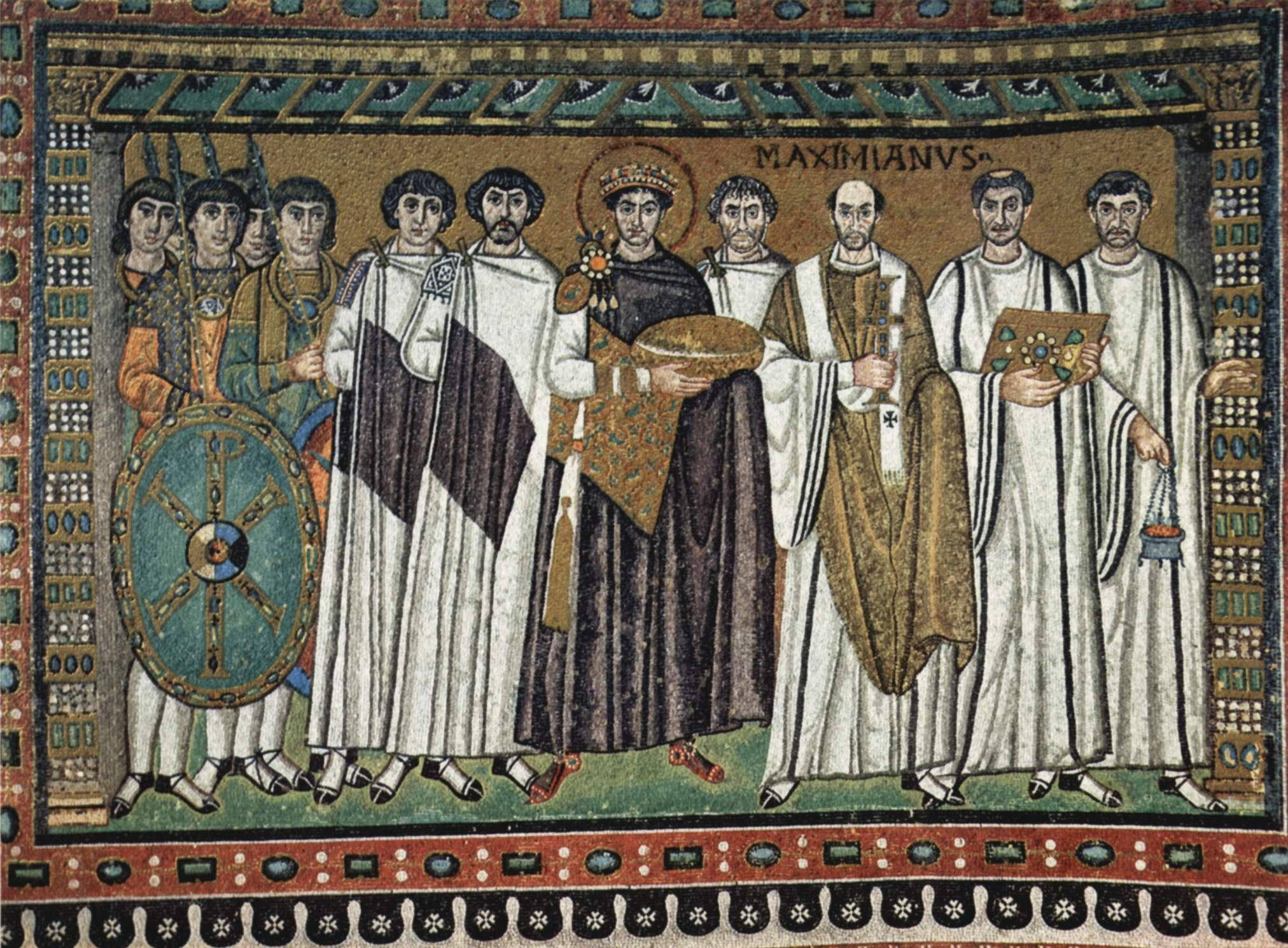
Tranh khảm minh họa Justinianus I và giám mục của Ravenna, cận vệ, và quần thần

Trong khi Tây Âu chứng kiến sự hình thành những vương quốc mới, Đế quốc Đông Rôma vẫn còn nguyên vẹn và trải qua một sự phục hồi kinh tế cho tới đầu thế kỉ 7. Ít có cuộc xâm lược động đến miền đông đế chế; hầu hết xảy ra ở vùng Balkan. Hòa bình với Ba Tư, kẻ thù truyền kiếp của Rôma, kéo dài trong phần lớn thế kỉ 5. Đế quốc phương đông đặc trưng bởi những mối quan hệ gần gũi hơn giữa nhà nước chính trị và Giáo hội Ki-tô, và những vấn đề giáo lý có một vai trò quan trọng hơn trong chính trị phương đông so với Tây Âu. Sự phát triển của nền pháp lý bao gồm sự hoàn chỉnh Luật Rôma; nỗ lực đầu tiên-Bộ luật Theodosianus-hoàn tất năm 438. Dưới triều đại hoàng đế Justinian (cai trị 527-565), một đợt biên soạn mới diễn ra Bộ luật Justinianus hay Corpus Juris Civilis (Bộ Luật Dân sự). Justinian cũng giám sát việc xây dựng Đại giáo đường Hagia Sophia ở Contantinopolis và sự tái chinh phục Bắc Phi từ tay người Vandal và Ý từ người Ostrogoth của đội quân Rôma do viên tướng tài Belisarius (chết năm 565) thống lĩnh. Cuộc chinh phục Ý không hoàn thành, bởi một sự bùng phát dịch hạch năm 542 đầy chết chóc, buộc Justinian dành phần cuối cuộc đời tập trung vào các biện pháp phòng thủ thay vì mở rộng tái chiếm. Khi vị hoàng đế băng hà, Byzantine đã lấy lại quyền kiểm soát phần lớn Ý, Bắc Phi, và có một chỗ đứng chân ở nam Tây Ban Nha. Nhiều nhà sử học chỉ trích tham vọng khôi phục Đế quốc Rôma thống nhất của Justinianus là tốn kém, tạo ra một đế quốc quá lớn vượt tầm kiểm soát và tạo điều kiện cho người Hồi giáo xâm lược; tuy nhiên những vấn đề mà những người kế tục Justinian đối diện không chỉ bởi việc tăng thuế quá mức để bù đắp chiến phí mà còn là bản chất dân sự của đế chế, khiến cho việc tăng quân số hết sức khó khăn.
Bên trong đế quốc sự xâm nhập từ từ vào vùng Balkan của người Slav tạo thêm một khó khăn nữa cho những người kế thừa Justinianus. Nó bắt đầu một cách chậm chạp, nhưng tới cuối những năm 540 các bộ lạc Slav đã tràn khắp Thrace và Illyrium, và đánh bại một đạo quân đế chế gần Hadrianopolis năm 551. Trong những năm 560 người Avar bắt đầu mở rộng căn cứ của họ ở bờ bắc sông Danube, tới cuối thế kỉ 6 họ đã trở thành thế lực thống trị ở Trung Âu và thường xuyên có thể buộc các hoàng đế phương Đông nộp cống phẩm; thế lực của họ còn tồn tại tới năm 796. Một vấn đề khác nảy sinh từ can dự của Hoàng đế Mauricius (cai trị 582-602) vào chính trị Ba Tư khi ông can thiệp để đưa Khosrau II lên ngôi ở Ctesiphon. Điều này giúp tạo nên một thời kỳ hòa bình giữa hai cường quốc, nhưng khi Mauricius bị lật đổ, người Ba Tư đã lấy cớ xâm lược Byzantine, chiếm đóng phần lớn đế chế, bao gồm Ai Cập, Syria và Tiểu Á, trước khi Hoàng đế Heraclius phản công thắng lợi, khôi phục toàn bộ lãnh thổ bị mất và ký hòa ước năm 628.

### Xã hội phương Tây
Ở Tây Âu, một số gia tộc thượng lưu Rôma diệt vong trong khi số còn lại tham gia vào Giáo hội nhiều hơn các sự vụ thế tục. Các giá trị gắn với nền học thức và giáo dục Rôma hầu như biến mất, và trong khi năng lực biết đọc biết viết vẫn là quan trọng, nó lui xuống thành một kĩ năng thực dụng hơn là một dấu hiệu về vị thế tinh hoa. Trong thế kỉ 4, Thánh Hieronymus (mất năm 420) thuật lại giấc mơ thấy Thượng đế khiển trách ông vì đã dành nhiều thời gian đọc Cicero hơn là Kinh Thánh. Đến thế kỉ 6, Thánh Gregorius của Tours (mất năm 594) cũng có một giấc mơ tương tự, nhưng ở đây là bị trừng trị vì học tốc ký. Vào cuối thế kỉ 6, những phương tiện chính cho giảng truyền của Giáo hội đã chuyển sang âm nhạc và mỹ thuật thay vì sách. Hầu hết các nỗ lực trí thức hướng vào việc bắt chước nền học vấn cổ điển, nhưng một vài tác phẩm độc đáo cũng được sáng tác, bên cạnh những bài hát truyền khẩu mà nay đã thất truyền. Các tác phẩm của Sidonius Apollinaris (mất 489), Cassiodorus (mất khoảng 585), và Boethius (mất khoảng 525) là tiêu biểu cho thời kỳ này.
Những thay đổi cũng diễn ra trong dân thường, khi mà văn hóa quý tộc tập trung vào những bữa yến tiệc lớn tổ chức ở các sảnh đường thay vì những mối quan tâm tới nghệ thuật. Trang phục giới thượng lưu thường đính rất nhiều trang sức vàng. Các vị vua và lãnh chúa xây dựng một giới thân cận quanh mình gồm những chiến binh tạo nên xương sống của quân đội. Trong giới tinh hoa các mối ràng buộc thân tộc đóng vai trò quan trọng, bên cạnh các phẩm hạnh như trung thành, dũng cảm, và danh dự. Những mối ràng buộc này dẫn đến sự thịnh hành của các mối hận thù truyền kiếp (bởi nghĩa vụ trả thù cho người thân) trong xã hội quý tộc, chẳng hạn như ở xứ Gallia thời Merovingien theo lời thuật của Gregorius xứ Tours. Hầu hết các mối hận thù này kết thúc với những khoản bồi thường mạng người (tiếng Đức là wergeld). Phụ nữ tham gia vào xã hội quý tộc chủ yếu trong vai trò là vợ và mẹ, nhất là vị trí mẹ của một nhà cầm quyền đặc biệt nổi bật ở Gallia, Trong xã hội Anglo-Saxon ít khi có những ấu vương khiến cho vai trò thái hậu yếu ớt hơn, nhưng bù lại ở đây các nữ tu viện trưởng nắm quyền rộng rãi ở các tu viện. Chỉ ở Ý dường như phụ nữ luôn được xem là ở dưới sự bảo vệ và kiểm soát của đàn ông.

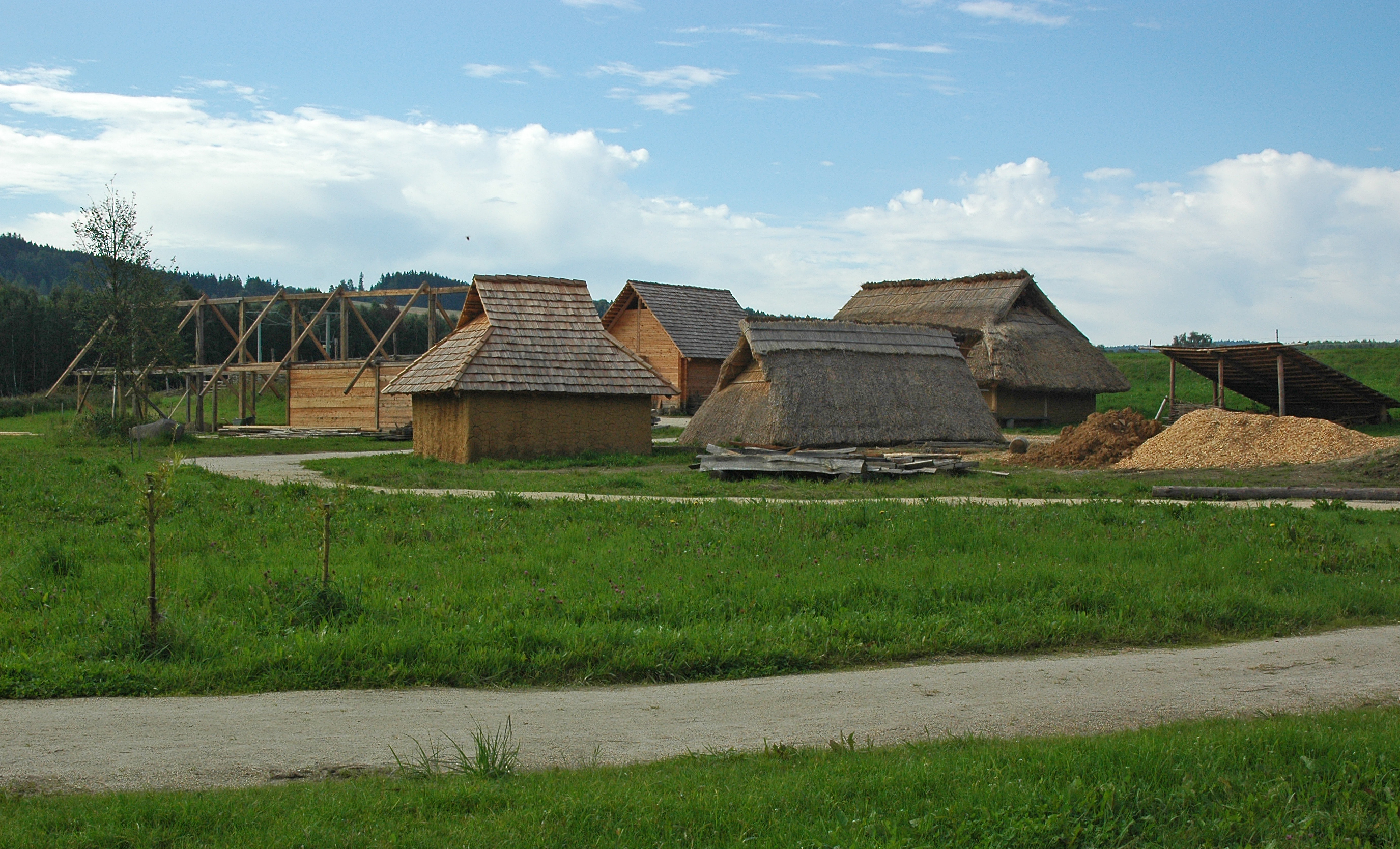
Tái dựng một ngôi làng Trung Cổ ở miền nông thôn Bavaria

Xã hội nông thôn ít được ghi chép lại hơn nhiều so với giới quý tộc. Hầu hết thông tin có được đến từ Khảo cổ học; chỉ một vài ghi chép chi tiết về đời sống nông dân trước thế kỉ 9 còn sót lại. Hầu hết những mô tả này gián tiếp xuất hiện trong các đạo luật hoặc từ con mắt của những tác giả thuộc giới thượng lưu. Những hình mẫu chiếm hữu đất ở phương Tây không đồng nhất; một vài khu vực có đất đai rất phân tán, nhưng ở những nơi khác những điền trang lớn lại phổ biến. Những sự khác biệt này cho phép một sự đa dạng những nếp sống khác nhau, một số do những quý tộc địa chủ thống trị trong khi một số cộng đồng có rất nhiều quyền tự trị. Quy mô định cư cũng rất khác nhau: một số nông dân sống trong những làng lớn có tới 700 cư dân; số khác sống trong những trang trại cách biệt nhau; và cả những vùng hai hình thức trên trộn lẫn với nhau. Không giống như thời Mạt kỳ Rôma, không có sự chia cách sắc nét nào giữa vị trí pháp lý của nông dân tự do và quý tộc, và một gia đình nông dân tự do có thể nâng mình lên qua vài thế hệ nhờ phục vụ trong quân đội để trở thành một lãnh chúa quyền lực.
Đời sống và văn hóa thành thị thay đổi mạnh mẽ trong Sơ kỳ Trung Đại. Mặc dù các thành phố Ý vẫn có người cư trú, chúng co lại đáng kể về quy mô. Chẳng hạn Rôma, giảm từ dân số hàng trăm nghìn người xuống còn khoảng 30 nghìn vào cuối thế kỉ 6. Các đền thờ Rôma cải thành nhà thờ Công giáo và các tường thành vẫn được duy trì. Ở Bắc Âu, các thành phố cũng thu hẹp, trong khi các công trình dân sự và các tòa nhà công cộng bị hủy hoại làm vật liệu xây dựng. Sự thành lập của những vương quốc mới cũng tạo ra sự phát triển ở những thị trấn được chọn làm thủ đô. Mặc dù từng có những cộng đồng Người Do Thái trong nhiều thành phố Rôma, họ chịu đựng những thời kì ngược đãi sau khi đế quốc cải sang đạo Ki-tô. Chính thức mà nói họ được khoan dung, nhưng luôn chịu những áp lực cải đạo và có những thời kì bị xua đuổi tới những vùng khác.

### Sự trỗi dậy của Hồi giáo

Đế chế Hồi giáo và sự bành trướng của nó. Màu tối nhất là cương vực mở rộng từ 622 tới 632, màu đậm vừa là vùng mở rộng từ 632 tới 661, và vùng sáng nhất là lãnh thổ chiếm được từ 661 tới 750.

Những tín ngưỡng tôn giáo trong đế quốc Byzantine và Ba Tư chuyển đổi mạnh mẽ cuối thế kỷ 6 và đầu thế kỷ 7. Đạo Do Thái là một đức tin cải đạo tích cực, và ít nhất một lãnh tụ chính trị Người Ả Rập cải sang đạo này.☃☃ Kitô giáo cũng cử những đoàn truyền giáo tích cực cạnh tranh với đạo Zoroastre (Hỏa giáo), đặc biệt nhắm vào người dân ở Bán đảo Ả Rập. Những mối quan hệ phức tạp này hội tụ với sự trỗi dậy của đạo Islam (Hồi giáo) ở Arabia dưới thời Mohammed (mất năm 632). Sau cái chết của ông, các đội quân Islam đã chinh phục phần lớn Byzantine và Ba Tư, bắt đầu với Syria năm 634-635, vươn tới Ai Cập năm 640-641, Ba Tư những năm 637-642, Bắc Phi cuối thế kỉ 7. Năm 711, người Hồi giáo vươn tới bán đảo Iberia và tới 714 chiếm phần lớn nơi này, một vùng mà họ gọi là Al-Andalus.
Các cuộc chinh phục của Hồi giáo đạt đến đỉnh điểm vào giữa thế kỉ 8. Sự thất bại của quân Hồi giáo trong Trận Tours năm 732 dẫn đến sự tái chiếm miền nam Pháp bởi người Frank, nhưng thực ra lý do chính của việc Hồi giáo ngừng tấn công châu Âu là cuộc đảo chính lật đổ Khalifah Omeyyad. Triều đại kế tục là Nhà Abbas dời đô tới Bagdad và từ đó bận tâm đến Trung Đông nhiều hơn châu Âu, để mất kiểm soát nhiều vùng đất Hồi giáo. Những con cháu dòng dõi Omeyyad chiếm đóng bán đảo Iberia, Nhà Aghlab kiểm soát Bắc Phi và Nhà Tulun cai trị ở Ai Cập. Đến giữa thế kỉ 8, các tuyến đường giao thương mới nổi lên ở Địa Trung Hải; thương mại giữa người Frank và người Ả Rập thay thế cho các tuyến đường hàng hải của Rôma trước kia. Người Frank cung cấp gỗ, lông thú, gươm và cả nô lệ để đổi lại lụa và các loại sợi khác, gia vị...và các kim loại quý từ Ả Rập.
Thương mại và tiền tệ
Các cuộc di cư và xâm lược ở thế kỉ 4 và 5 đã làm đứt đoạn mạng lưới giao thương giữa các miền Địa Trung Hải. Các sản phẩm châu Phi ngừng xuất khẩu sang châu Âu, đầu tiên không còn thấy trong nội địa và tới thế kỉ 7 chỉ còn thấy ở vài thành phố như Rôma hay Naples và tới cuối thế kỉ 7 hoàn toàn không hiện diện dưới ảnh hưởng của cuộc chinh phục của Hồi giáo. Sự thay thế hàng hóa từ viễn dương bằng các sản phẩm địa phương là một xu hướng xảy ra ở các miền Rôma cũ trong suốt thời Sơ kỳ Trung Đại. Điều này đặc biệt rõ ràng ở những miền không nằm trên bờ Địa Trung Hải như bắc Gallia hay đảo Anh. Các hàng hóa hiếm hoi không phải từ địa phương mà khảo cổ học ghi nhận thường là những mặt hàng xa xỉ. Ở miền bắc châu Âu, mạng lưới buôn bán không chỉ có tính địa phương, mà các hàng hóa cũng thường đơn sơ, chỉ có một rất ít đồ gốm và các sản phẩm tinh xảo khác. Xung quanh bờ Địa Trung Hải, đồ gốm vẫn còn phổ biến và được vận chuyển từ nơi tương đối xa chứ không chỉ gồm hàng địa phương.
Các nhà nước German khác nhau ở phương tây đều đúc những đồng tiền bắt chước những dạng Rôma và Byzantine sẵn có. Vàng tiếp tục được khai thác để đúc tiền cho đến cuối thế kỉ 7, cho đến khi nó được thay thế bởi Bạc. Đồng tiền bạc Frank nhỏ nhất là Denarius hay Denier, trong khi ở miền Anglo-Saxon là Penny. Từ những miền này, đồng denier và penny lan ra khắp châu Âu trong thời kì 700-1000. Tiền đồng hoặc đồng thau không được đúc, vàng cũng vậy, trừ miền Nam Âu. Các đồng tiền này chỉ có đơn vị nhỏ nhất mà không có đơn vị bội.

### Giáo hội và đời sống tu viện

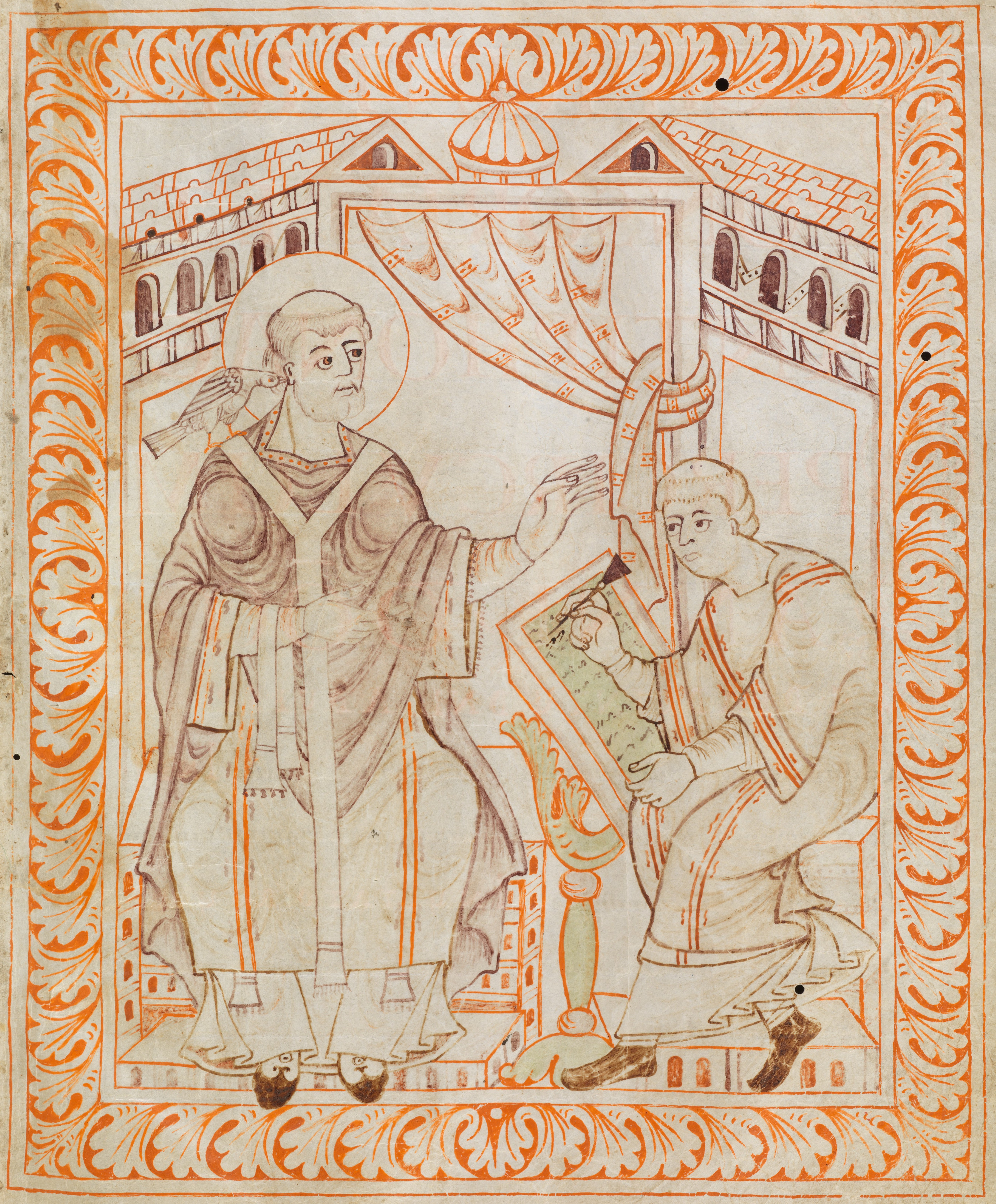
Một bức tranh thế kỉ 11 minh họa thánh Gregorius Cả đang đọc cho một thư ký viết.

Ki-tô giáo từng là một nhân tố thống nhất chính yếu giữa miền Đông và Tây châu Âu, nhưng cuộc chinh phục Bắc Phi của người Ả Rập đã cắt lìa mối liên lạc đường biển giữa hai khu vực này. Giáo hội Byzantine ngày càng khác biệt trong ngôn ngữ, nghi lễ, luật lệ với Giáo hội phương Tây. Giáo hội phương Đông dùng tiếng Hy Lạp thay vì tiếng Latin ở phương Tây. Sự khác biệt về thần học và chính trị xuất hiện, và tới đầu và giữa thế kỉ 8 những vấn đề như sự Bài trừ thánh tượng, hôn nhân tăng lữ, và chế độ nhà nước kiểm soát nhà thờ đã tới mức độ mà sự khác biệt về văn hóa và tôn giáo giữa hai miền lớn hơn là những tương đồng. Sự đổ vỡ chính thức xảy ra vào năm 1054, khi Giáo hoàng ở Rôma và Thượng phụ Đại kết ở Constantinopolis xung đột với nhau về quyền tối cao trong giáo hội và rút phép thông công lẫn nhau, dẫn tới sự phân chia Ki-tô giáo thành hai Giáo hội-nhánh phương Tây trở thành Công giáo Rôma và nhánh phương Đông thành Chính thống giáo Hy Lạp.
Cấu trúc giáo hội thời Đế quốc Rôma tồn tại qua những đợt di dân và xâm lược hầu như nguyên vẹn ở phương Tây, nhưng ngôi vị giáo hoàng ít được coi trọng, và chỉ một vài giám mục ở phương Tây xem giám mục của Rôma (tức Giáo hoàng) như là lãnh tụ về tôn giáo hay chính trị. Với việc Byzantine tái chinh phục Italia từ người Goth, trước năm 750 các Giáo hoàng muốn đăng quang cần sự chuẩn thuận từ Hoàng đế Đông Rôma và do đó nhiều Giáo hoàng quan tâm nhiều hơn tới các sự vụ ở Byzantine và các tranh cãi thần học ở phương Đông. Các bản lưu trữ thư từ của Gregorius Cả (Giáo hoàng những năm 590-604) cho thấy trong số hơn 850 bức thư, hầu hết là liên quan tới sự vụ ở Ý hay ở Constantinopolis. Phần duy nhất ở Tây Âu mà Giáo hoàng có ảnh hưởng là đảo Anh, nơi Gregorius gửi đoàn truyền giáo năm 597 để cải người Anglo-Saxon sang Ki-tô gáo. Những linh mục Ireland là những nhà truyền giáo tích cực nhất ở Tây Âu giữa thế kỉ 5 và 7, đầu tiên tới xứ Anh và Scotland sau đó tiến vào lục địa. Dẫn dắt bởi những tu sĩ như Columba (mất năm 597) và Columbanus (mất năm 615), họ đã lập nên những tu viện, dạy tiếng Latin và Hy Lạp, và soạn nhiều công trình tôn giáo lẫn thế tục.
Sơ kỳ Trung Đại cũng chứng kiến sự thịnh hành chế độ tu viện ở phương Tây. Hình hài đời sống tu viện được xác định bởi những truyền thống và tư tưởng vốn bắt nguồn từ những Giáo phụ sa mạc ở Ai Cập và Syria. Hầu hết các tu viện châu Âu thuộc vào loại tập trung vào trải nghiệm cộng đồng về đời sống tinh thần, khởi đầu vào thế kỉ 4 bởi thánh Pachomius (mất năm 348). Những lý tưởng về đời sống tu viện lan truyền từ Ai Cập tới Tây Âu trong các thế kỉ 5 và 6 thông qua các sách kể truyện thánh như "Cuộc đời thánh Antôn Cả". Thánh Benedictus của Nurcia (mất năm 547) viết Luật Benedict cho tu viện vào thế kỉ 6, mô tả chi tiết những trách nhiệm điều hành và tôn giáo của một cộng đồng các tu sĩ lãnh đạo bởi một Tu viện trưởng. Tu sĩ và các tu viện có một tác động sâu sắc lên đời sống tôn giáo và chính trị thời Sơ kỳ Trung Đại, trong nhiều trường hợp đã đóng vai trò như những nơi ủy thác đất đai cho những gia đình quyền quý, trung tâm tuyên truyền và ủng hộ cho hoàng gia ở những vùng mới chiếm đóng, và căn cứ cho các đoàn truyền giáo và nhập đạo. Chúng là những trụ sở dạy chữ và kiến thức chính và đôi khi là duy nhất trong một vùng. Nhiều trong số những bản thảo của văn học Latin cổ điển được chép lại trong các tu viện vào thời Sơ kỳ Trung Đại. Các tu sĩ cũng là tác giả của những tác phẩm mới, bao gồm lịch sử, thần học, và các đề tài khác, với những đại diện như Bêđa (mất năm 735) ở miền bắc xứ Anh.

### Châu Âu thời Carolingien

Bản đồ minh họa sự bành trướng của cường quốc Frank từ 481 tới 814

Miền đất của người Frank ở bắc Gallia chia ra thành ba vương quốc là Austrasia, Neustria, và Burgundy trong thế kỉ 6 và 7, có quan hệ lỏng lẻo với nhau vì vương vị ở ba vương quốc đều thuộc vương tộc Merovingian có Tổ tiên chung là Clovis. Thế kỉ 7 chứng kiến một thời kì chiến tranh hỗn loạn giữa Austrasia và Neustria. Sự hỗn loạn này bị Pépin Già, Trưởng quản hoàng gia Austrasia (mất năm 640) đứng đằng sau ngai vàng, khai thác. Con cháu Pépin thừa hưởng ngôi vị này, đóng vai trò cố vấn và nhiếp chính. Một trong những người chắt của ông, Charles Martel (mất năm 741), thắng trận Poitiers năm 732, ngăn chặn sự xâm lặng của quân đội Hồi giáo qua dãy Pyrénées.
Con trai của Charles Martel, Pépin Lùn (mất năm 768) tiến hành cuộc đảo chính năm 753 và thống nhất hai vương quốc Austrasia và Neustria, lập nên triều đại Carolingien. Một cuốn biên niên sử đương thời cho rằng Pépin đã được Giáo hoàng Stephanus II (giữ ngôi 752-757) ủng hộ đảo chính. Pépin sử dụng bộ máy tuyên truyền để hợp thức hóa triều đại của mình, bằng cách mô tả nhà Merovingien là bất tài hoặc tàn bạo, tán tụng công lao của Charles Martel, và lan truyền những giai thoại về lòng mộ đạo cao cả của dòng họ ông. Đến lúc sắp qua đời năm 768, theo tục lệ người Frank Pépin chia vương quốc cho hai con trai, Charles và Carloman. Khi Carloman chết bệnh, Charles không cho con nhỏ của em trai nối ngôi và tự đưa mình nên thành nhà vua duy nhất của Austrasia và Neustria. Charles, ngày nay thường được gọi dưới tên Charles Đại Đế hay Charlemagne, tiến hành một chương trình xâm lược quy mô kể từ năm 774, dần dần thống nhất một phần lớn châu Âu, lập lên một đế chế bao phủ phần lớn nước Pháp hiện nay, bắc Ý và miền Sachsen. Trong các cuộc chiến tranh kéo dài tới khoảng năm 800, ông tặng thưởng chiến lợi phẩm và đất đai chiếm được cho các đồng minh. Với việc chinh phục vương quốc Lombard (774), ông giải phóng Giáo hội Rôma khỏi nỗi sợ một cuộc xâm lược từ phía Bắc, xác lập Lãnh thổ Giáo hoàng. Vào ngày Giáng sinh năm 800, tại Vương cung thánh đường Thánh Phêrô, Giáo hoàng Leo III tuyên phong Charlemagne làm Hoàng đế của người Rôma.

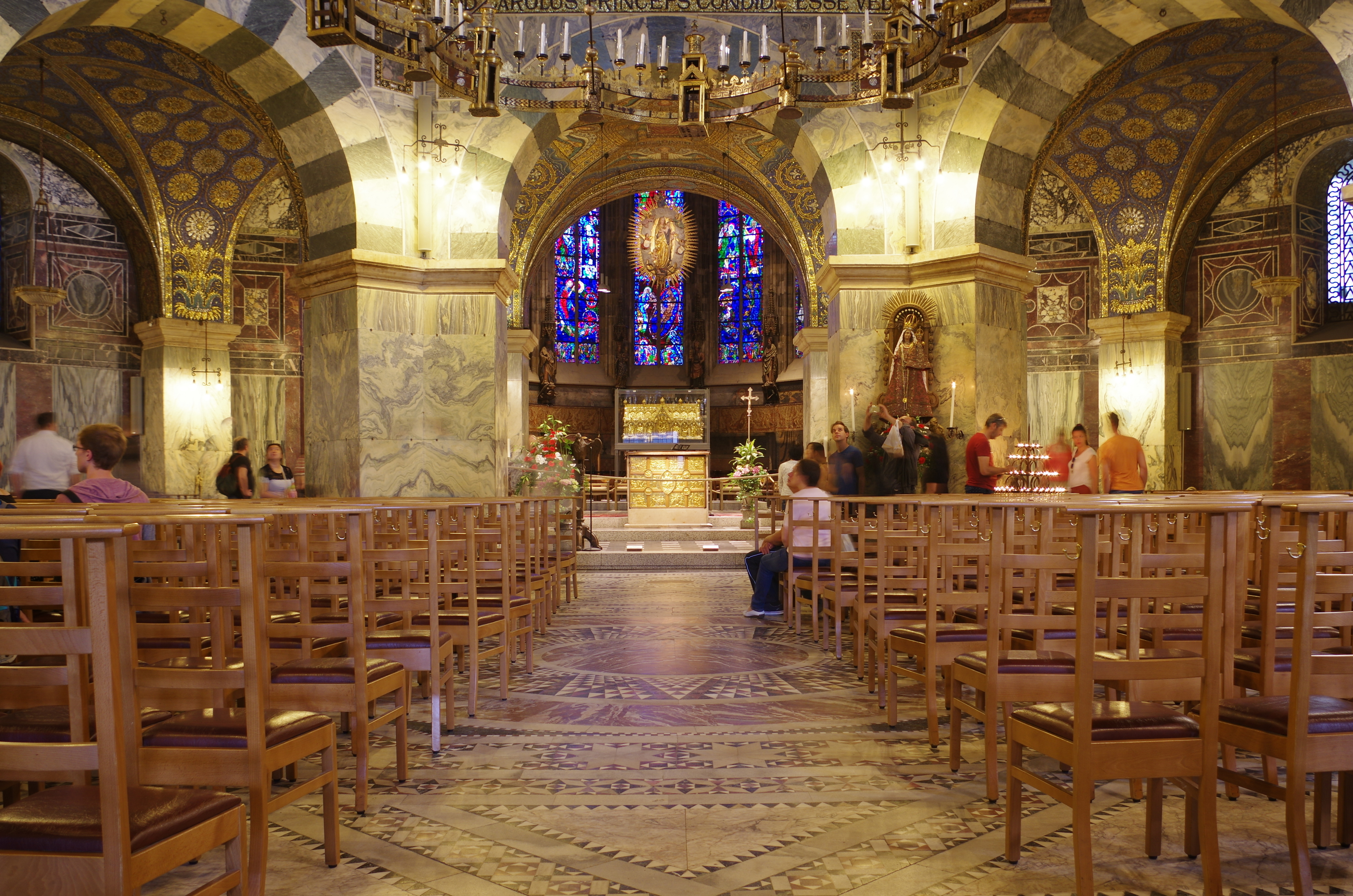
Vương cung thánh đường của Charlemagne tại Aachen, hoàn thành vào năm 805

Lễ đăng quang của Charlemagne được xem như một điểm bước ngoặt trong lịch sử trung đại, đánh dấu sự trở lại Đế quốc Tây Rôma trong hình hài mới, bởi tân hoàng đế cai trị trên phần lớn lãnh thổ trước kia thuộc các hoàng đế phương Tây. Nó cũng đặt Charlemagne lên tư thế ngang hàng với Đế quốc Byzantine. Tuy nhiên, có những khác biệt giữa đế quốc Carolingien mới thành lập và cả đế quốc Tây Rôma trước kia và đế quốc Byzantine đương thời. Lãnh thổ Frank chủ yếu là nông thôn, chỉ có một vài thành thị nhỏ. Hầu hết dân cư là nông dân sinh sống ở những trang trại nhỏ. Thương mại rất yếu ớt và hầu hết diễn ra với người Anh và Scandinavia, tương phản với Đế quốc Rôma xưa kia với mạng lưới giao thương tập trung ở miền Địa Trung Hải. Đế chế Frank được cai trị bằng một triều đình lưu động, chu du cùng nhà vua từ miền này sang miền khác mà không có kinh đô thực sự, cùng với khoảng 300 quan lại được gọi là những bá tước (tiếng Pháp cổ:comte) cai quản những quận (tiếng Pháp cổ: conté, nguồn gốc của từ 'county' trong tiếng Anh hay tương tự). Tăng lữ và giám mục giáo phận cũng đóng vai trò quan lại, cung như các sứ thần của hoàng đế (tiếng Latin: missus dominicus) đóng vai trò thanh tra biệt phái và người giảng hòa.

#### Phục Hưng Carolingien
Triều đình Charlemagne ở Aachen từng là trung tâm của một sự nảy nở văn hóa đôi khi được gọi là "Phục Hưng Carolingien". Thời kì này chứng kiến một sự gia tăng tỉ lệ biết chữ, sự phát triển của mỹ thuật, kiến trúc và luật học. Tu sĩ người Anh Alcuin (mất năm 804) được mời tới Aachen và truyền bá giáo dục tại các tu viện ở miền Northumbria. Cơ quan văn thư của Charlemagne tạo nên một kiểu chữ viết mới, ngày nay gọi là chữ Carolingien,  cho phép kiểu ghi chép thông thường giúp phát triển sự liên lạc trên khắp châu Âu. Charlemagne bảo trợ những thay đổi trong nghi lễ nhà thờ, áp đặt các dạng nghi lễ Rôma lên các vùng ông cai quản, cũng như những các Bình ca Gregoriano vào thánh ca nhà thờ. Một hoạt động quan trọng của các học giả thời kì này là sao chép, hiệu đính và truyền bá các tác phẩm đại cương về các chủ đề tôn giáo và thế tục, với mục đích khuyến khích việc học tập. Các công trình mới về các chủ đề tâm linh và sách giáo khoa cũng được lưu hành. Các nhà ngữ pháp học của thời kì này đã chỉnh sửa ngôn ngữ Latin, biến nó từ dạng Tiếng Latin Cổ điển của Đế quốc Rôma thành một dạng linh hoạt hơn để phù hợp nhu cầu của giáo hội và chính quyền. Dưới thời Charlemagne, ngôn ngữ này đã phân kỳ quá nhiều khỏi ngôn ngữ cổ điển đến mức về sau nó được gọi là tiếng Latin Trung Cổ.

### Đế quốc tan vỡ
Charlemagne dự định tiếp tục truyền thống Frank là chia lãnh thổ đế quốc cho những người con của mình, nhưng bất thành vì đến năm 813 chỉ còn một người con của ông còn sống là Louis Mộ Đạo (cai trị 814-840). Ngay trước khi qua đời, Charlemagne đưa Louis lên làm thái tử.
Triều đại của Louis đánh dầu bởi một loạt những sự chia cắt đế chế giữa các con trai của ông và từ năm 829 là các cuộc nội chiến giữa nhiều liên minh của phụ vương và các hoàng tử giành quyền kiểm soát các miền đế quốc. Cuối cùng, Louis chấp nhận cho con cả là Lothaire I (mất năm 855) là hoàng đế và thừa hưởng Italia. Phần còn lại của đế chế chủ yếu được chia giữa Lothaire và Charles Hói (mất năm 877), con út của ông. Lothaire giữ Đông Frank, bao gồm hai bờ sông Rhine về phía đông, để lại cho Charles Tây Frank tới các miền tây của Rhineland và Alps. Louis German (mất 876), người con thứ ba từng nổi dậy chống em trai, được phép cai trị miền Bavaria dưới quyền anh cả Lothaire. Tuy nhiên việc phân chia này vẫn chưa làm hài lòng các thành viên hoàng tộc: cháu nội hoàng đế là Pépin II của Aquitaine (con trai của hoàng tử Pépin I của Aquitaine đã chết) nổi loạn đòi làm chủ Aquitaine, trong khi Louis German tìm cách sáp nhập toàn bộ miền Đông Frank. Louis Mộ Đạo mất năm 840 trong lúc đế quốc vẫn trong cảnh rối ren.
Một cuộc nội chiến dài ba năm theo sau hoàng đế băng hà chấm dứt bởi Hiệp ước Verdun (843), một vương quốc được thành lập giữa sông Rhine và sông Rhône dưới quyền cai trị của Lothaire cùng với các lãnh thổ ở Ý; Đồng thời đế vị của ông được xác nhận. Louis German kiểm soát Bavaria và miền đất phía đông ở Đức ngày nay. Charles Hói nhận miền phía tây Frank, bao gồm phần lớn nước Pháp hiện nay. Những người cháu và chắt của Charlemagne lại chia cắt vương quốc của họ cho các con cháu, cuối cùng khiến cho sự thống nhất nội bộ một thời hoàn toàn biến mất. Năm 987 Carolingiens bị thay thế ở lãnh thổ phía tây, với sự đăng quang của Hugh Capet (cai trị 987-996) mở đầu vương triều Capetien ở Pháp. Dòng dõi này ở miền Đông còn diệt vong sớm hơn, vào năm 911, với cái chết của Louis Thiếu Đế, và việc Konrad I (cai trị 911-918), một người ngoài hoàng tộc, được bầu làm vua.
Sự đổ vỡ của Đế quốc Carolingien song hành với những cuộc xâm lược, di cư và cướp bóc bởi các kẻ thù bên ngoài. Các miền bờ biển Đại Tây Dương và phía bắc bị quấy nhiễu bởi người Viking, những người cũng tấn công quần đảo Anh và định cư ở đó cũng như ở Iceland. Năm 911, thủ lĩnh Viking Rollo (mất khoảng 931) nhận được sự cho phép từ Charles Giản Dị (cai trị 898-922) định cư cộng đồng Viking ở nơi về sau trở thành Normandie. Miền đông của đế quốc Frank cũ, đặc biệt là ở Đức và Ý, chịu đựng những đợt công kích liên tục của người Magyar cho đến khi đội quân xâm lược thất bại tại Trận Lechfeld năm 955. Trong khi đó, sự sụp đổ của triều đại Abbas dẫn tới thế giới Hồi giáo bị phân mảnh thành các tiểu quốc nhỏ hơn, một vài trong số đó bắt đầu bành trướng tới Italia và Sicilia, cũng như vượt Pyréneés vào miền Nam của một số vương quốc Frank.

### Các vương quốc mới và Byzantine hồi sinh

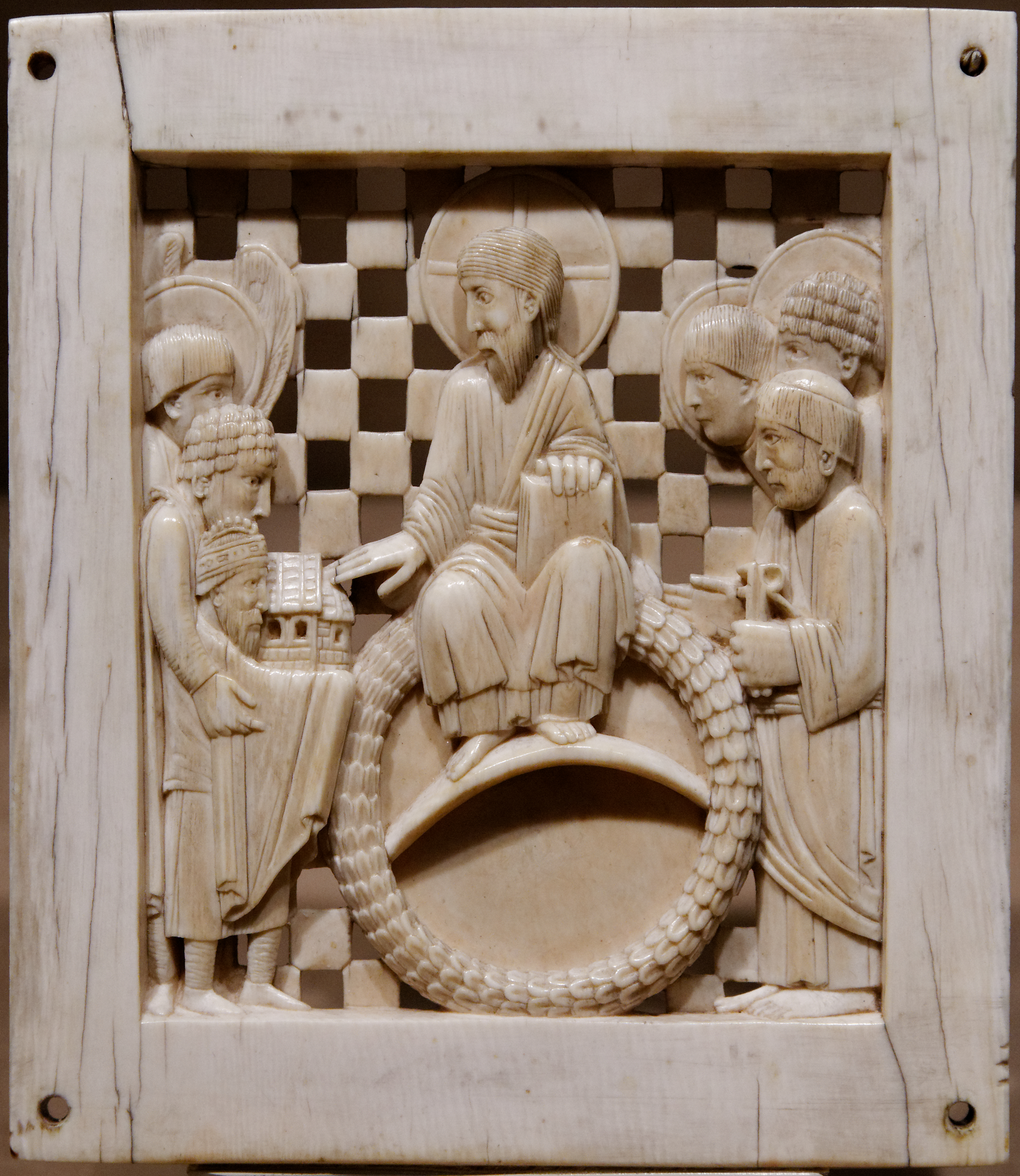
Một bảng ngà ở thế kỉ thứ 10 minh họa Chúa đón nhận một nhà thờ từ Otto I

Các nỗ lực của các vị vua ở địa phương nhằm chống lại những kẻ xâm lược dẫn đến sự hình thành những thực thể chính trị mới. Ở nước Anh Anglo-Saxon, Vua Alfred Đại đế (cai trị 871-899) đạt được một thỏa thuận với thủ lĩnh Viking cuối thế kỉ 9, dẫn đến việc những di dân Đan Mạch định cư ở Northumbria, Mercia và, nhiều phần thuộc Đông Anglia. Tới giữa thế kỉ 10, con cháu của Alfred đã hoàn thành chinh phục Northumbria, và khôi phục quyền cai quản của người Anh trên phần lớn đảo Anh. Ở miền bắc Anh, Kenneth MacAlpin (mất khoảng 860) thống nhất người Pict và Người Scotland, lập nên Vương quốc Alba.
Trong khi đó, đầu thế kỉ 10, Nhà Ottonen thiết lập vị trí thống trị ở Đức sau khi lãnh đạo đẩy lùi người Hungary. Những nỗ lực của gia tộc này đạt đến đỉnh cao với sự đăng quang ngôi Hoàng đế Rôma Thần thánh của Otto I năm 962 (cai trị 936-973). Ông tìm kiếm sự công nhận của Đế quốc Byzantine với đế hiệu của mình, bằng cách cho con trai Otto II (cai trị 967-983) kết hôn với Theophanu (mất 991), con gái của hoàng đế Byzantine quá cố Romanos II (cai trị 959-963) năm 972. Đến cuối thế kỉ 10 vương quốc Italia đã rơi vào vùng ảnh hưởng của nhà Ottonen sau một thời gian ổn định; Otto III (cai trị 996-1002) dành phần lớn triều đại của ông cai trị ở vương quốc này Vương quốc Tây Frank bị chia nhỏ hơn nữa, và dù các vị vua vẫn đứng đầu trên danh nghĩa, phần lớn quyền lực chính trị đã rơi vào tay các lãnh chúa địa phương.
Các nỗ lực truyền đạo Ki-tô tới Scandinavia trong thế kỉ 9 và 10 đã giúp tăng cường sự phát triển của các nền quân chủ ở Thụy Điển, Đan Mạch và Na Uy, thu nhận nhiều quyền lực và lãnh thổ. Một vài vị vua cải sang Ki-tô giáo, nhưng tới năm 1000 không phải tất cả. Người Scandinavi cũng bành trướng và lập thuộc địa khắp châu Âu. Bên cạnh định cư ở Ireland, xứ Anh, và Normandie, các đợt di dân còn diễn ra ở nơi là nước Nga này nay và Iceland. Các thương nhân và cướp biển người Thụy Điển tràn xuống những con sông ở thảo nguyên Nga, thậm chí còn thử tấn công bất thành Constantinople vào những năm 860 và 907. Nước Tây Ban Nha Ki-tô giáo, ban đầu bị đẩy lùi vào một vùng nhỏ phía bắc bán đảo, đã mở rộng chậm chạp về phía nam suốt các thế kỉ 9 và 10, lập nên các Vương quốc Asturias và Vương quốc León.
Ở Đông Âu, Byzantine hồi phục lại sự thịnh vượng của mình dưới thời các Hoàng đế Basil I (cai trị 867-886), Leo VI (886-912) và Constantinus VII (913-959) thuộc Nhà Macedonian. Thương mại hồi sinh và các vị hoàng đế trông nom việc mở rộng một nền hành chính thống nhất cho các tỉnh. Quân đội được tổ chức lại, cho phép các Hoàng đế John I (cai trị 969-976) và Basil II (cai trị 976-1025) mở rộng cương vực đế chế ở mọi hướng. Triều đình đế quốc ở Constantinople là trung tâm của một sự hồi sinh trong nghiên cứu cổ điển, một thời kì mà giờ đôi khi gọi là "Phục Hưng Macedonia". Các tác giả như John Geometres (sống khoảng thế kỉ 10) sáng tác những khúc ca, bài thơ, và các tác phẩm mới. Các nỗ lực truyền giáo của cả giới tăng lữ Tây và Đông dẫn tới sự cải đạo của người Moravia, người Bulgary, người Bohemia, người Ba Lan, người Hungary, và các cư dân Slav ở Rus Kiev. Bulgaria, thành lập khoảng năm 680, đạt đến đỉnh cao sau đó, vươn từ Budapest tới Hắc Hải và từ sông Dnieper ở Ukraina ngày nay tới Biển Adriatic. Suy yếu dần bởi các cuộc chiến tranh với các thế lực khác, tới năm 1018, những quý tộc người Bulgary cuối cùng đã đầu hàng đế quốc Byzantine.

### Nghệ thuật và kiến trúc

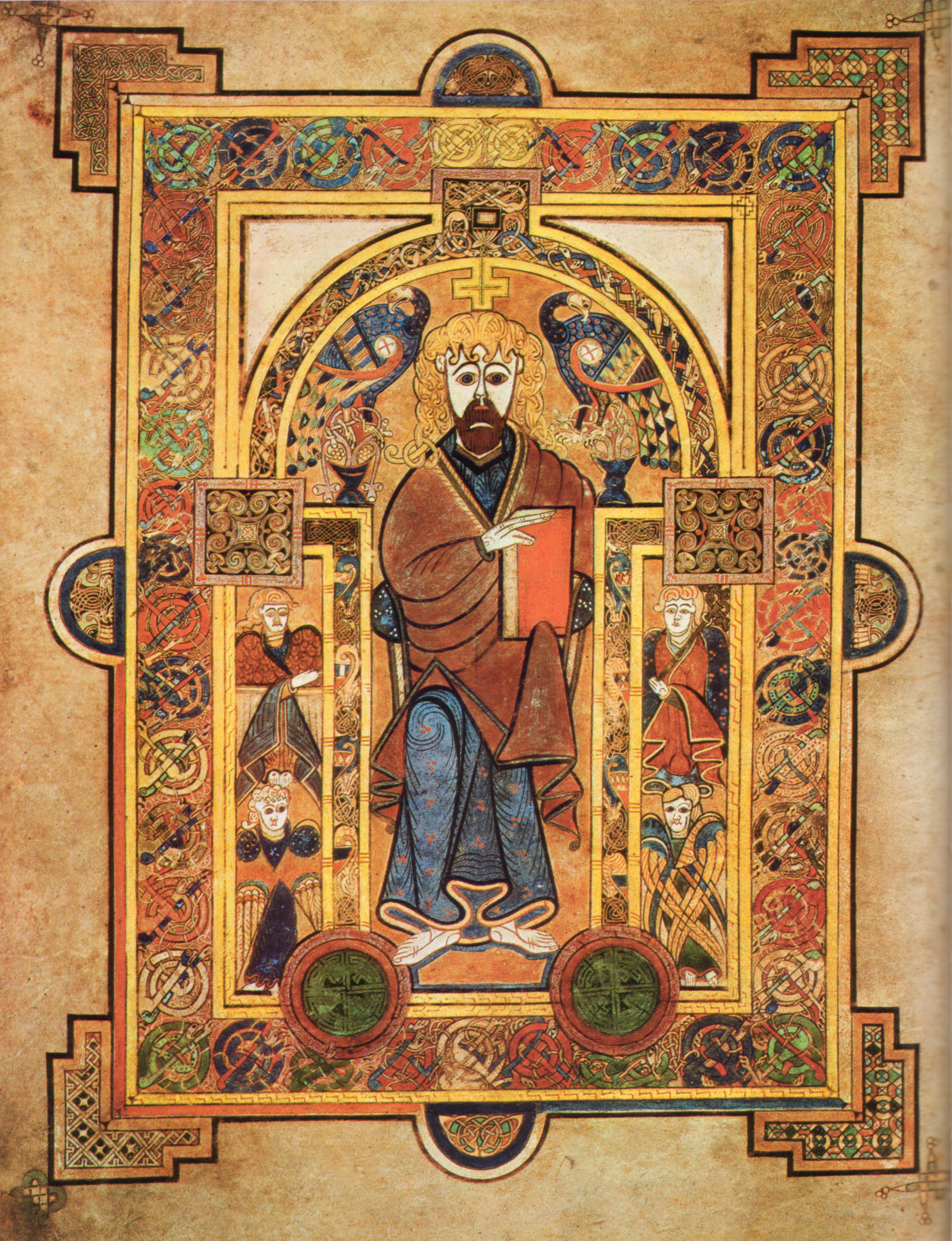
Một trang từ cuốn Phúc Âm Kells, một thánh kinh minh họa được chế tác tại quần đảo Anh cuối thế kỉ 8 hoặc đầu thế kỉ 9

Rất ít công trình đồ sộ bằng đá nào được xây dựng trong thời kì giữa các giáo đường kiểu Constantine thế kỉ 4 tới thế kỉ 8, mặc dù ở thế kỉ 6-7 khá nhiều giáo đường cỡ nhỏ xuất hiện. Tới đầu thế kỉ 8, Đế quốc Carolingien hồi sinh dạng kiến trúc nhà thờ lớn. Một đặc điểm của nhà thờ thời kì này là sử dụng cánh ngang, tức những "cánh tay" của một công trình có hình chữ thập vuông góc với trục chính hay gian giữa của nó. Các đặc điểm khác của kiến trúc nhà thờ bao gồm tháp trung tâm, và mặt tiền đồ sộ thường nằm ở phía tây của tòa nhà.
Nghệ thuật Carolingien chỉ nhằm phục vụ cho một nhóm nhỏ những nhân vật ở triều đình, các tu viện và giáo đường. Nó bị thống ngự bởi nỗ lực lấy lại chân giá trị và chủ nghĩa cổ điển trong nghệ thuật cung đình Rôma và Byzantine. Trong khi ở quần đảo Anh hình thành nghệ thuật đảo quốc, hay sự kết hợp của truyền thống Celt với nghệ thuật Anglo-Saxon trong trang trí với các hình thức Địa Trung Hải, các tác phẩm chính còn lưu lại ngày nay là các thánh kinh minh họa và các phù điêu chạm ngà (mẫu của những tác phẩm trên kim loại đã bị nung chảy). Các vật tạo tác từ kim loại quý là dạng nghệ thuật đỉnh cao của thời đại này, nhưng hầu hết đã thất truyền chỉ trừ một vài cây thập tự như Thánh giá Lothaire, một vài hòm thánh tích, và các vật khai quật được hầm mộ Sutton Hoo (Anglo-Saxon), các kho báu ở Gourdon (Merovingien), Guarrazar (Vigigoth) và Nagyszentmiklós (Byzantine). Trâm cài đầu là một phần quan trọng của trang sức cá nhân giới thượng lưu, một số chiếc tinh xảo còn lưu lại tới nay như Trâm Tara (Ireland). Các sách Phúc Âm được trang trí dầy đặc cũng còn được bảo tồn với số lượng lớn, trong đó có những tác phẩm nổi bật về hàm lượng nghệ thuật như Phúc Âm Kells, Phúc Âm Lindisfarne, và cuốn sách kinh của Charles Hói, Codex Aureus của St. Emmeram nổi tiếng và làm từ vàng và khảm đá quý. Triều đình Charlemagne dường như đã đóng vai trò tiếp nhận điêu khắc tượng hình quy mô lớn vào Nghệ thuật Ki-tô giáo, và tới cuối thời kì này các tượng có kích thước giống người thật như Thánh giá Gero trở thành phổ biến trong các nhà thờ lớn.

### Thành tựu quân sự
Trong thời mạt kì Đế quốc Rôma, những phát triển chính về quân sự là nỗ lực tạo ra một lực lượng kỵ binh hiệu quả cũng như tiếp tục phát triển hai loại quân có tính đặc chủng cao. Sự thành lập của kỵ binh trang bị nặng Cataphract (quân thiết kỵ) là một đặc điểm quan trọng của quân đội La mã thế kỉ 5. Các đội quân man dân có trọng tâm khác nhau trong đội hình-người Anglo-Saxon chủ yếu bao gồm bộ binh trong khi quân Vandal và Visigoth có một tỉ lệ kỵ binh đáng kể. Thời kỳ đầu xâm lược, yên cương còn chưa được biết đến, gây hạn chế cho tính hữu dụng của kỵ binh trong vai trò quân xung kích. Sự thay đổi lớn nhất trong thời kì này là sự tiếp nhận loại cung của người Hung thay cho cung Scythia yếu hơn trước đó. Một sự phát triển khác là việc sử dụng ngày càng nhiều trường kiếm và  và sự thay thế dần Áo giáp vảy bằng Áo giáp lưới và Áo giáo tấm.
Tầm quan trọng của bộ binh và khinh kỵ bắt đầu suy giảm vào đầu thời Carolingien, trong khi thiết kị tinh nhuệ trở thành nòng cốt. Việc đánh thuế dân quân lên dân tự do suy giảm trong thời kì này. Mặc dù phần lớn quân đội Carolingien cưỡi ngựa, một tỉ lệ lớn trong đó là bộ binh cưỡi ngựa (chỉ để tăng tính cơ động, còn dàn trận tấn công kiểu bộ binh), thay vì kỵ binh thực sự. Một ngoại lệ là nước Anh Anglo-Saxon nơi quân đội vẫn hợp thành từ các đội quân tuyển mộ ở địa phương, gọi là fyrd (dân quân) do quý tộc địa phương đó chỉ huy. Về mặt kĩ thuật, một trong những thay đổi chính là sự trở lại của Nỏ vốn từng xuất hiện và mai một trong thời Rôma. Một thay đổi khác là sự xuất hiện của yên cương cho phép tăng hiệu quả đột kích của kỵ binh. Móng ngựa cũng xuất hiện và tỏ ra hữu ích ngoài cả ý nghĩa quân sự, nó cho phép ngựa có thể sử dụng ở những địa hình nhiều đá.

## Trung kỳ Trung Cổ

### Xã hội và đời sống kinh tế

Một bức tranh minh họa Pháp thời Trung Cổ về ba giai cấp trong xã hội: tăng lữ, hiệp sĩ và nông dân. Mối quan hệ giữa các giai cấp này nằm trong khuôn khổ của Chế độ phong kiến và Chế độ trang viên.

Trung kỳ Trung Đại chứng kiến một sự gia tăng dân số. Dân cư châu Âu tăng từ khoảng 35 triệu năm 1000 lên khoảng 80 triệu năm 1347, mặc dù nguyên nhân chính xác vẫn còn chưa rõ ràng: có thể là những kĩ thuật canh tác cải tiến, sự suy giảm của chiếm hữu nô lệ, một khí hậu ấm hơn hoặc nhờ không chịu những cuộc xâm lược. Tới khoảng 90 phần trăm dân số châu Âu là nông dân sống ở nông thôn. Nhiều người không còn sống trong những nông trang biệt lập mà gia nhập vào những cộng đồng nhỏ, tức các Trang viên hoặc làng. Những nông dân này thường chịu lệ thuộc vào một lãnh chúa quý tộc về đất canh tác và các dịch vụ khác, trong một hệ thống gọi là Chế độ trang viên. Tuy thế vẫn có một lượng nhỏ nông dân tự do trong suốt thời kỳ này và cả sau đó, phân bố ở Nam Âu nhiều hơn là miền bắc. Việc phá rừng lấy đất canh tác, hoặc khuyến khích nông dân khẩn hoang cũng đóng góp vào sự gia tăng dân số.
Các giai tầng khác của xã hội bao gồm quý tộc, tăng lữ và thị dân. Quý tộc, bao gồm giới quyền quý có tước hiệu và các Hiệp sĩ đơn thuần, khai thác lợi ích từ các trang viên và nông dân, mặc dù thẳng thừng thì họ không sở hữu đất đai mà là được ban quyền thu lợi tức của đất đai từ trang viên hay các miền đất khác từ một chúa tể đứng trên họ, trong một hệ thống gọi là Chế độ phong kiến. Trong thế kỉ 11 và 12, những miền đất này, tức những Đất phong (hay thái ấp), trở thành có tính thừa kế, và ở nhiều vùng không còn có thể bị phân chia giữa những người thừa kế khác nhau của một gia trưởng như thời kì đầu Trung Cổ. Thay đó, hầu hết thái ấp và đất đai khác được truyền cho con trai cả của gia trưởng.
Sự thống trị của quý tộc được xây dựng trên quyền kiểm soát đất đai, tham gia vào quân đội như kỵ binh nặng, kiểm soát các Lâu đài, và được miễn sưu thuế lao dịch. Các lâu đài, ban đầu bằng gỗ và về sau bằng đá, bắt đầu được xây dựng từ thế kỉ 9 và 10 để phòng bị với những rối loạn xã hội đương thời, cung cấp sự bảo vệ khỏi quân xâm lược cướp bóc cũng như cho phép các lãnh chúa phòng ngự địch thủ. Quyền kiểm soát lâu đài ít nhiều cho phép quý tộc thách thức vua hoặc các vị chúa tể khác. Giới quý tộc có tính phân tầng; vua và các quý tộc bậc cao nhất kiểm soát lượng lớn bình dân và đất đai, cũng như các quý tộc phụ thuộc. Bên dưới đó, các quý tộc thấp hơn có ít đất đai và nông dân hơn. Thấp nhất là những hiệp sĩ; họ thu lợi tức nhưng không sở hữu đất đai và phải phục vụ quý tộc (phong quân) của họ.
Giới giáo sĩ (tăng lữ) chia thành hai loại:
- Giáo sĩ triều: tức những người sống ở thế giới bên ngoài
- Giáo sĩ dòng: tức những người sống theo luật lệ tu trì và thường là tu sĩ.
Trong suốt thời kì này giáo sĩ vẫn chiếm một tỉ lệ rất nhỏ trong dân chúng, thường dưới một phần trăm. Hầu hết giáo sĩ dòng tu là từ thành viên giới quý tộc chọn đời sống tôn giáo, đây cũng là nguồn gốc xuất thân của giáo sĩ triều bậc trên; trong khi các thầy tu ở xứ đạo địa phương thường xuất thân từ nông dân.
Thị dân có một vị trí ít nhiều khác biệt, vì họ không phù hợp vào sự phân chia ba giai cấp xã hội truyền thống gồm quý tộc, tăng lữ và nông dân. Trong thế kỉ 12 và 13, vai trò của thị dân tăng cường nhanh chóng nhờ các thị trấn đã có lớn lên cùng những trung tâm dân cư được thành lập. Tuy vậy trong suốt thời Trung Cổ dân cư thành thị chắc chắn không bao giờ vượt quá được 10 phần trăm tổng dân số.

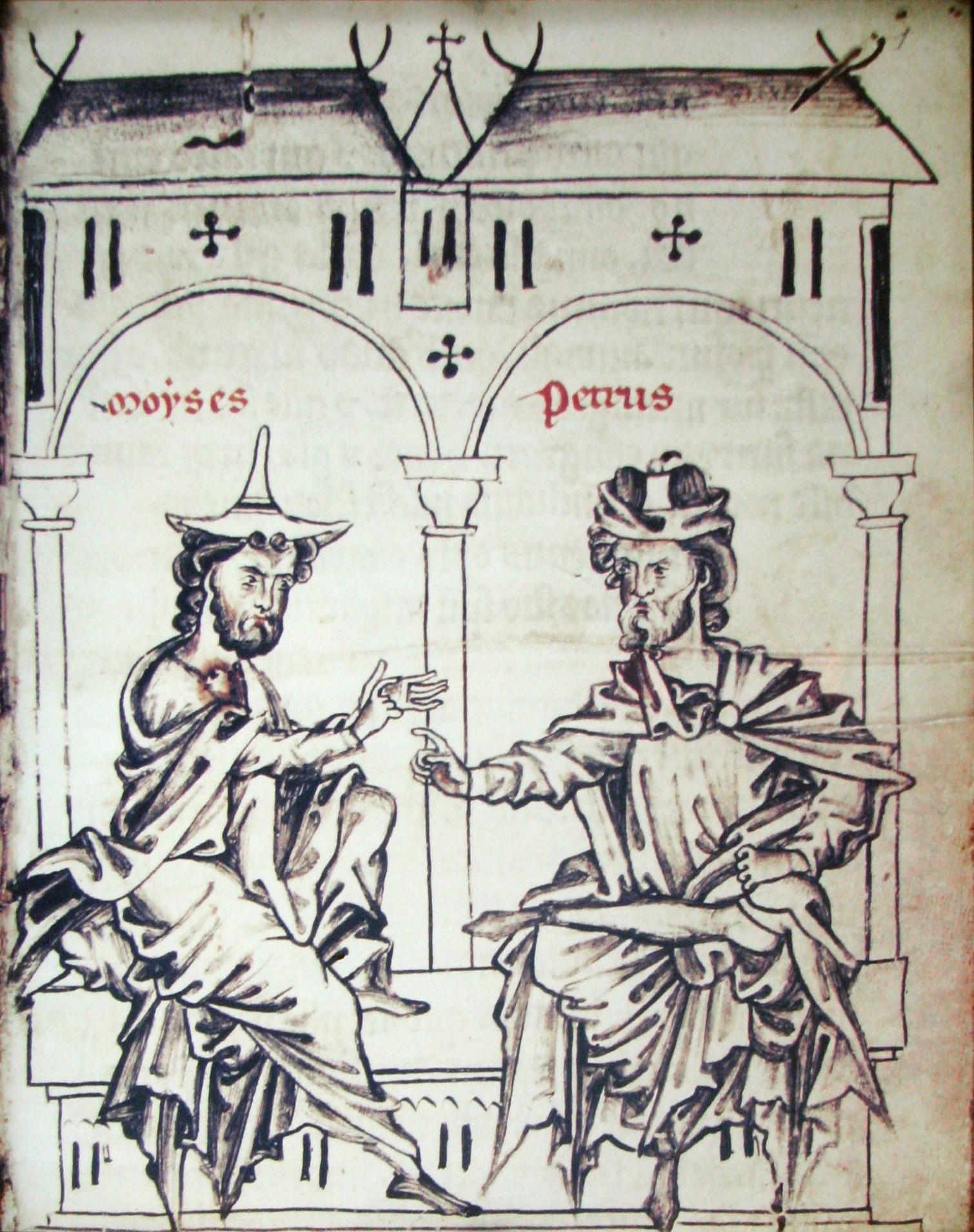
Một minh họa thế kỉ 13 về một người Do Thái (đội mũ đặc trưng của họ) tranh cãi với một người Ki-tô

Người Do Thái cũng di cư khắp châu Âu trong thời kỳ này. Các cộng đồng được thành lập ở Đức và Anh trong các thế kỉ 11 và 12, nhưng người Do Thái Tây Ban Nha, định cư từ lâu dưới chính quyền Hồi giáo, nay chịu sự thống trị của người Ki-tô và chịu áp lực cải đạo. Hầu hết người Do Thái bị giam cầm trong những thị trấn, bởi vì họ không được phép sở hữu đất đai hay được làm nông dân. Bên cạnh người Do Thái, cũng có những người không theo Ki-tô giáo khác ở nhiều nơi của châu Âu-người Slav đa thần ở Đông Âu và người Hồi giáo ở Nam Âu.
Phụ nữ ở thời Trung Đại chính thức thì phụ thuộc vào một người đàn ông, có thể là cha, chồng hoặc một người họ hàng nam giới nào đó. Các góa phụ, những người thường có nhiều quyền hạn trên đời sống của chính mình hơn, vẫn bị giới hạn bởi luật lệ. Công việc của phụ nữ thường chỉ bao gồm cai quản gia đình và những nhiệm vụ liên quan tới việc trong nhà. Phụ nữ nông dân chịu trách nhiệm chăm sóc gia đình, nuôi dưỡng trẻ nhỏ, cũng như làm vườn và trông nom gia súc gần nhà. Họ có thể bổ sung cho thu nhập gia đình bằng việc quay sợi hoặc ủ rượu tại gia. Vào mùa thu hoạch, họ cũng tham gia phụ giúp đồng áng. Phụ nữ trong giới thị dân bên cạnh việc gia đình cũng tham gia và buôn bán, nhưng loại buôn bán nào cho phép phụ nữ tham gia thì thay đổi theo từng quốc gia và từng thời kì. Phụ nữ quý tộc đôi khi có thể đảm nhiệm việc cai quản cơ ngơi thái ấp trong khi nam giới vắng mặt, nhưng họ thường bị cấm tham gia vào sự vụ quân đội hoặc chính quyền. Vai trò duy nhất dành cho phụ nữ trong Giáo hội là sơ, vì họ không thể trở thành linh mục.
Ở Trung Ý, Bắc Ý, và ở miền Vlaanderen, sự trỗi dậy của những thành thị đã tới một mức độ mà sự tự quản kích thích phát triển kinh tế và tạo nên một môi trường cho các loại hiệp hội thương mại mới. Các thành phố thương mại trên bờ biển Baltic đạt tới những thỏa thuận được biết tới như Liên minh Hanse, trong khi những cộng hòa hàng hải như Venezia, Genova và Pisa mở rộng việc buôn bán của họ trong khắp Địa Trung Hải. Những hội chợ thương mại lớn thành lập và nở rộ ở miền bắc Pháp trong thời kì này, cho phép các thương nhân người Ý và Đức tới trao đổi với nhau và với thương nhân địa phương. Trong cuối thế kỉ 13 các tuyến đường thủy và bộ tới Viễn Đông đã được khai phá, nhất là được mô tả trong cuốn Marco Polo phiêu lưu ký của nhà buôn Marco Polo (mất năm 1324). Bên cạnh các cơ hội thương mại, các tiến bộ nông nghiệp và kĩ thuật khiến cho sản lượng thu hoạch gia tăng, đến lượt mình nó cho phép mạng lưới giao thương mở rộng. Thương mại gia tăng đem lại những phương thức giao dịch tiền tệ mới, và tiền vàng một lần nữa được khai thác ở châu Âu, đầu tiên ở Ý và sau đó ở Pháp và các quốc gia khác. Các dạng hợp đồng thương mại mới xuất hiện, cho phép chia sẻ rủi ro giữa giới thương gia. Các phương pháp kế toán được cải tiến, một phần qua việc sử dụng vào sổ hai lần; các loại ngân phiếu cũng xuất hiện, cho phép tiền được chuyển phát dễ dàng hơn.

### Các cường quốc nổi lên

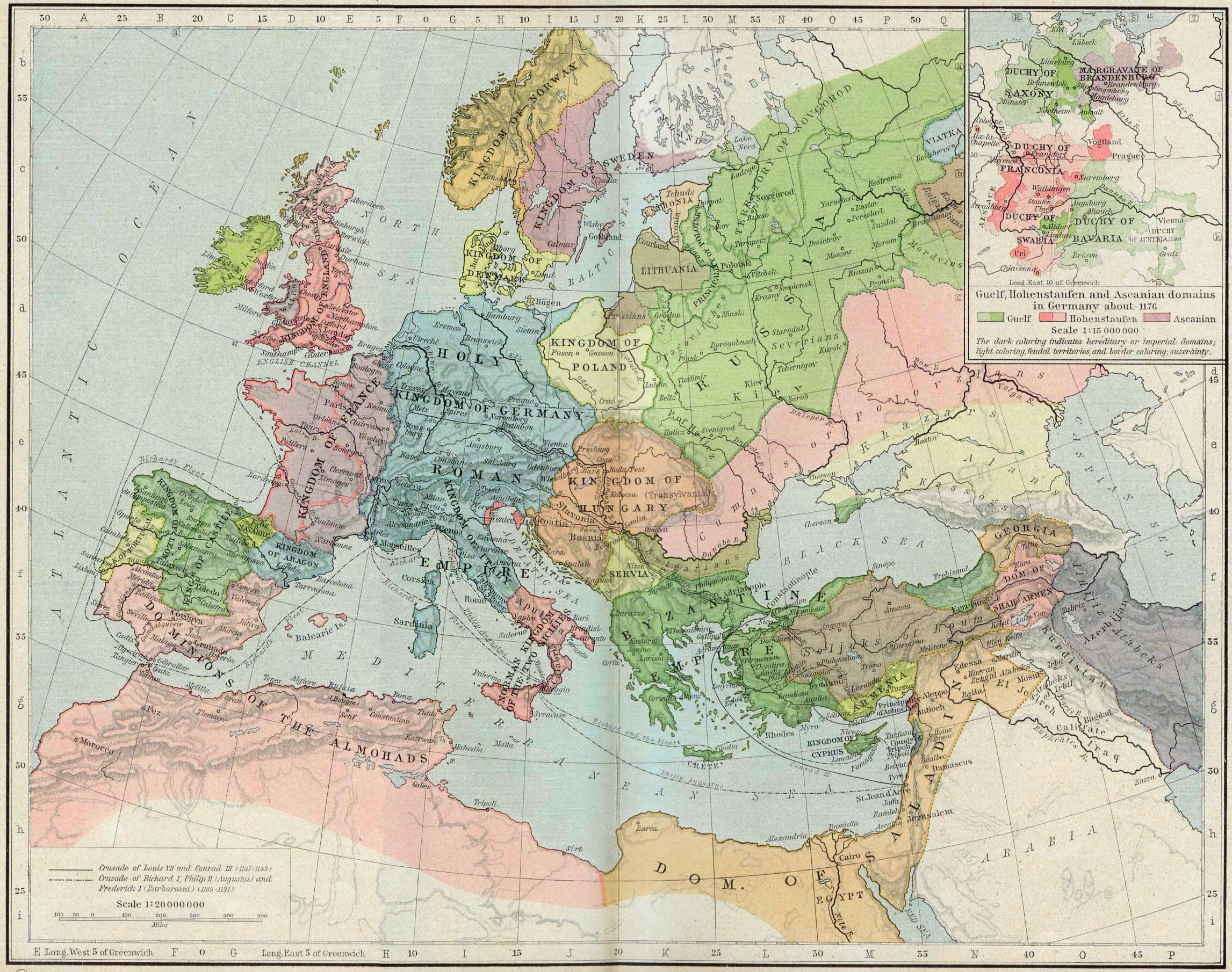
Bản đồ chính trị châu Âu và Địa Trung Hải năm 1190

Thời Trung Kỳ Trung Đại là chính là giai đoạn hình thành nhiều nhà nước phương Tây hiện đại. Các vị quân vương ở Pháp, Anh, và Tây Ban Nha củng cố quyền lực của họ, và lập nên những thể chế cai trị vững bền. Các quốc gia mới như Hungary và Ba Lan, sau khi cải sang đạo Ki-tô, trở thành những cường quốc ở Trung Âu. Chế độ giáo hoàng, gắn bó lâu dài với ý thức hệ về nền độc lập khỏi các vị vua thế tục, lần đầu tiên khẳng định tuyên bố thẩm quyền trần thế trên toàn bộ thế giới Ki-tô; nền Quân chủ Giáo hoàng đạt tới đỉnh điểm của nó vào đầu thế kỉ 13 dưới triều đại Giáo hoàng Innocent III (tại vị 1198-1216). Các cuộc Thập tự chinh phương Bắc và sự xâm nhập của các vương quốc và quân đội Ki-tô vào các vùng trước đây theo đa thần ở miền Baltic và đông bắc Phần Lan đã dẫn tới sự cưỡng bức đồng hóa nhiều sắc dân bản địa vào văn hóa châu Âu.
Trong thời kì đầu Trung Kỳ Trung Đại, triều đại Ottonen cai trị Đức nỗ lực tìm cách kiểm soát các vị công tước hùng mạnh nắm quyền ở các công quốc có nguồn gốc từ thời kỳ Di cư. Năm 1024, họ bị thay thế bởi triều đại Salien, nổi tiếng về xung đột với giáo hoàng dưới thời Hoàng đế Heinrich (cai trị 1084-1105) trên quyền bổ nhiệm giáo chức, trong một cuộc tranh chấp kéo dài thường gọi là Tranh cãi Tấn phong. Những hậu duệ của Heinrich IV tiếp tục xung đột với giáo hoàng cũng như giới quý tộc trong nước. Một giai đoạn bất ổn diễn ra sau cái chết của Hoàng đế Heinrich V người không để lại người thừa kế nào, cho đến khi Friedrich Barbarossa (cai trị 1155-1190) nắm được ngai vàng. Mặc dù ông cai trị đất nước một cách hiệu quả, các vấn đề cơ bản vẫn còn đó, và những vị vua sau ông vật lộn để giữ quyền lực cho tới thế kỉ 13. Cháu nội của Barbarossa là Friedrich II (cai trị 1220-1250), người cũng được thừa kế ngai vàng Sicilia thông qua mẹ mình, liên tục đụng độ với giáo hoàng. Triều đình của ông nổi tiếng nhờ những học giả mà ông vời tới và bản thân ông thường bị cáo buộc là dị giáo. Cùng lúc ông và những người kế vị chịu rất nhiều khó khăn, bao gồm sự xâm lược của người Mông Cổ vào châu Âu từ giữa thế kỉ 13. Người Mông Cổ đầu tiên tiêu diệt các công quốc Kievan Rus' và sau đó xâm lược Đông Âu vào những năm 1241, 1259, 1287.
Dưới triều đại cai trị của Nhà Capétien nước Pháp chậm chạp mở rộng quyền lực trung ương tới giới quý tộc, vươn ra khỏi Île-de-France để kiểm soát ngày càng nhiều phần vương quốc vào thế kỉ 11 và 12. Họ đối mặt với một đối thủ hùng mạnh từ ngôi Công tước Normandie, mà dưới thời William Người chinh phục đã lên cầm quyền ở Anh năm 1066 và tạo ra một đế chế hai bên eo biển tồn tại dưới nhiều dạng khác nhau, trong suốt phần còn lại của thời Trung Cổ. Những người Norman cũng định cư ở Sicilia và bắc Ý, khi Robert Guiscard (mất năm 1085) đổ bộ vào năm 1059 và lập nên một công quốc mà về sau trở thành Vương quốc Sicilia. Dưới triều Angevin của Henry II (cai trị 1154-1189) và con trai ông là Richard Tim sư tử (cai trị 1189-1199), vương triều Anh cai trị phần lớn xứ Anh và nhiều vùng rộng lớn thuộc Pháp, mà gia tộc thu được thông qua đám cưới của Henry II với Eleanor của Aquitaine, người thừa kế phần lớn miền nam Pháp. Em trai của Richard là John Mất đất (cai trị 1199-1216) để mất Normandie và phần còn lại của tài sản gia tộc ở bắc Pháp năm 1204 vào tay vua Pháp Philippe II Augustus (cai trị 1180-1223). Điều này dẫn tới sự bất mãn của quý tộc, cộng thêm việc tăng thuế quá mức nhằm bù đắp cho những nỗ lực bất thành để tái chiếm Normandie cuối cùng khiến nhà vua phải chấp thuận Magna Carta (Đại Hiến chương), một thỏa ước xác nhận quyền và đặc quyền của nam công dân tự do trong toàn xứ Anh. Dưới triều Henry III (cai trị 1216-1272), con trai John, có thêm những sự nhượng bộ cho giới quý tộc, và quyền lực hoàng gia ngày càng suy giảm, trong khi một hình thức nghị viện của giới quý tộc manh nha hình thành. Trái lại, các vị quân vương Pháp tiếp tục thu được lợi ích trong cuộc đấu tranh với quý tộc cát cứ trong cuối thế kỉ 12 và thế kỉ 13, thâu tóm nhiều miền lãnh thổ vào tầm kiểm soát của vương quyền và củng cố bộ máy hành chính trung ương. Dưới thời Louis IX (cai trị 1226-1270), thanh thế hoàng gia Pháp đạt đỉnh cao mới khi Louis đóng vai trò như một người dàn xếp các sự vụ chính trị cho phần lớn châu Âu.
Ở miền Iberia, các nhà nước Ki-tô, trước đó bị giam hãm ở miền tây bắc bán đảo, bắt đầu đẩy lùi các nhà nước Hồi giáo ở phía nam, trong một thời kỳ được gọi là Reconquista. Cho đến khoảng năm 1150, miền Bắc theo Ki-tô đã hợp lại thành 5 vương quốc chính là León, Castilla, Aragón, Navarra, và Bồ Đào Nha Miền nam Iberia vẫn nằm dưới quyền các tiểu vương Hồi giáo, ban đầu thuộc Khalifah Córdoba (khalifah là một đế quốc Hồi giáo), về sau tan rã (năm 1301) thành một loạt các tiểu quốc gọi là các taifa, những người chiến đấu với người Ki-tô cho tới khi Khalifah Almohad tái lập nhà nước tập quyền trên toàn miền Nam Iberia và một phần Bắc Phi những năm 1170. Các lực lượng Ki-tô lại thắng thế một lần nữa vào đầu những năm 1200, đạt đến đỉnh cao trong lần đánh chiếm thành Sevilla năm 1248.

### Các cuộc Thập tự chinh

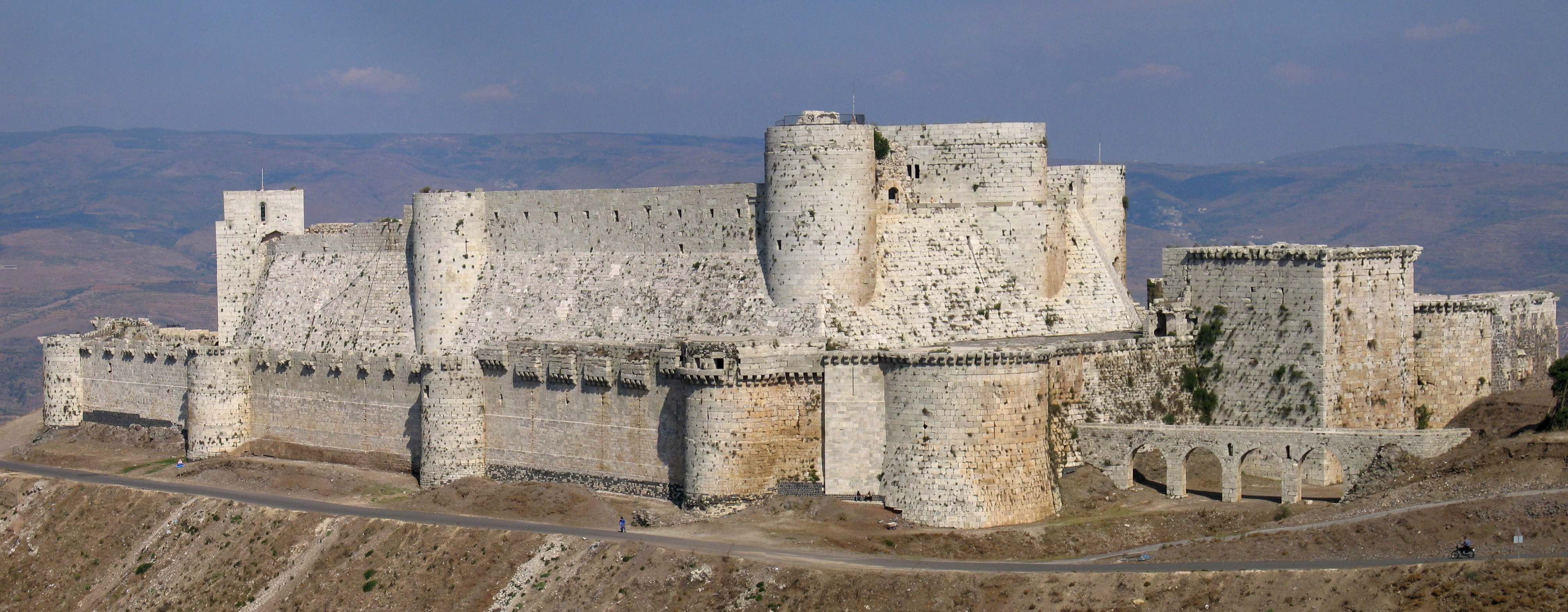
Krak des Chevaliers được xây dựng trong các cuộc Thập tự chinh của các Hiệp sĩ Cứu tế.

Trong thế kỉ 11, người Thổ Seljuk thâu tóm phần lớn Địa Trung Hải, chiếm Ba Tư những năm 1040, Armenia những năm 1060, và Jerusalem vào năm 1070. Năm 1071, quân Thổ đánh bại quân Byzantine tại Trận Manzikert và cầm tù Hoàng đế Byzantine Romanos IV Diogenes (cai trị 1068-1071). Người Thổ sau đó tự do xâm lược Tiểu Á, tung một đòn nguy hiểm vào Đế quốc Byzantine với việc chiếm phần lớn dân số và trung tâm kinh tế của nó. Mặc dù người Byzantine đoàn kết lại và khôi phục ít nhiều, họ không còn có thể tái chiếm Tiểu Á và thường xuyên trong thế phòng thủ. Người Thổ cũng có những khó khăn của mình, đánh mất Jerusalem vào tay nhà Fatima ở Ai Cập và trải qua một loạt các cuộc nội chiến. Trong khi đó Byzantine lại phải đối đầu với một Bulgary đang hồi sinh và lan rộng khắp miền Balkan cuối thế kỉ 12 và thế kỉ 13.
Các cuộc Thập tự chinh ban đầu nhằm để chiếm lại thánh địa Jerusalem từ tay Hồi giáo. Cuộc thập tự chinh thứ nhất do Giáo hoàng Urbanus II (tại vị 1088-1099) tuyên cáo khởi xướng tại Công đồng Clermont năm 1095 để đáp lại lời thỉnh cầu từ Hoàng đế Byzantine Alexios I Komnenos (cai trị 1081-1118) xin cứu viện chống lại quân Hồi giáo xâm lược. Urbanus hứa hẹn Xá tội cho bất kỳ ai tham gia. Hàng chục ngàn người thuộc mọi tầng lớp xã hội được huy động trên khắp châu Âu và đã đánh chiếm Jerusalem thành công năm 1099. Một đặc điểm của các cuộc thập tự chinh là các cuộc tàn sát nhằm vào người Do Thái địa phương thường diễn ra khi những người lính thập tự rời bỏ đất nước họ hành trình về phương Đông. Các cuộc tàn sát này đặc biệt đẫm máu trong cuộc thập tự chinh thứ nhất, khi các cộng đồng Do Thái ở Cologne, Mainz và Worms bị hủy diệt, và những cộng đồng khác ở những thành phố dọc sông Seine và sông Rhine cũng gần như diệt vong. Một sản phẩm tự nhiên khác của thập tự chinh là việc thành lập những dòng tu mới mang tính cách vũ trang, như Hiệp sĩ dòng Đền hay Hiệp sĩ Cứu tế, trộn lẫn đời sống tu đạo với nghĩa vụ quân ngũ.
Quân thập tự củng cố những miền đất chiếm được bằng cách lập nên các nhà nước mới. Trong thế kỉ 12 và 13, một loạt các cuộc tranh chấp xảy ra giữa những nhà nước này và các nước Hồi giáo xung quanh. Sự thỉnh cầu từ các quốc gia tới giáo hoàng dẫn tới những cuộc thập tự chinh về sau, chẳng hạn như Cuộc thập tự chinh thứ ba, được triệu tập để nỗ lực giành lại Jerusalem vốn bị Saladin (mất năm 1193) chiếm năm 1187. Năm 1203, dưới tác động của Cộng hòa Venezia, cuộc Thập tự chinh thứ tư bị phân tán khỏi mục tiêu ban đầu là Đất Thánh sang Constantinople (từ lâu là đối thủ thương mại của Venezia), chiếm đóng thành phố này năm 1204, lập nên Đế quốc Latin và làm suy sụp Byzantine. Người Byzantine khôi phục được thành đô năm 1261, nhưng không bao giờ khôi phục lại được sức mạnh trước kia. Tới năm 1291 tất cả các nhà nước của quân thập tự đều bị chiếm đóng hoặc bị đẩy lùi khỏi nội địa, mặc dù một vương quốc trên danh nghĩa là Vương quốc Jerusalem vẫn tồn tại trên đảo Síp thêm được ít năm sau đó.
Các đời giáo hoàng cũng kêu gọi thập tự chinh hướng tới các miền dị giáo khác: ở Tây Ban Nha, ở bắc Pháp, và dọc theo bờ Baltic. Thập tự chinh ở Tây Ban Nha hòa trộn với cuộc Reconquista diễn ra từ trước đó. Mặc dù những hiệp sĩ dòng Đền và dòng Cứu tế cũng tham gia vào thập tự chinh ở đây, người Tây Ban Nha cũng lập ra những Dòng tu quân sự tương tự, mà phần lớn về sau nhập vào Dòng tu Calatrava và Dòng tu Santiago đầu thế kỉ 12. Bắc Âu cũng từng nằm ngoài ảnh hưởng của Ki-tô giáo cho tới thế kỉ 11, và trở thành điểm đến thập tự chinh trong giai đoạn thế kỉ 12-thế kỉ 14, dẫn tới sự thành lập Hội Huynh đệ của thanh kiếm Livonia. Một dòng khác, Hiệp sĩ Teuton, ban đầu thành lập ở các nhà nước thập tự quân, từ 1225 tập trung phần lớn hoạt động của nó về Baltic và năm 1309 chuyển tổng hành dinh tới Marienburg ở Phổ.

### Đời sống trí thức

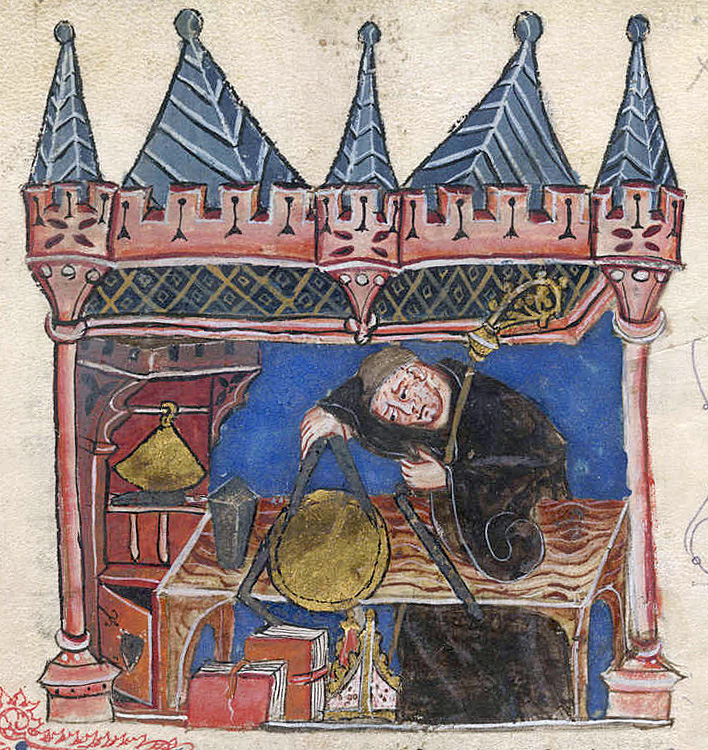
Một học giả trung đại đang tiến hành những phép đo chính xác trong một cuốn sách minh họa ở thế kỉ 14

Trong thế kỉ 11, những sự phát triển trong triết học và thần học dẫn tới những hoạt động trí thức gia tăng. Nổi bật khi đó là cuộc tranh luận giữa những người duy thực và những người duy danh về quan niệm "Phổ quát". Các luận văn triết học được kích thích nhờ sự tái khám phá tư tưởng Aristoteles với sự nhấn mạnh của triết gia cổ điển này về Chủ nghĩa kinh nghiệm và Chủ nghĩa duy lý. Các học giả như Pierre Abélard (mất năm 1142) và Pierre Lombard (mất năm 1164) giới thiệu Logic Aristoteles vào thần học. Cuối thế kỉ 11 và đầu thế kỉ 12 cũng chứng kiến nhiều trường học ở nhà thờ lớn mọc lên trên khắp châu Âu, báo hiệu sự dịch chuyển trung tâm giáo dục từ những trường dòng tu viện sang các nhà thờ lớn và thị trấn. Các trường học này đến lượt nó dần thay thế bởi các trường Đại học thành lập tại các thành phố chính ở châu Âu. Triết học và thần học trộn lẫn nhau trong chủ nghĩa kinh viện, một nỗ lực của các học giả thế kỉ 12-13 nhằm hòa giải các văn bản có thẩm quyền, nhất là giữa Aristoteles và Kinh Thánh. Phong trào này thử áp dụng một cách tiếp cận hệ thống với chân lý và lý trí và kết tinh trong tư tưởng của Thomas Aquinas (mất năm 1274), người viết cuốn Summa Theologica (Tổng luận Thần học).

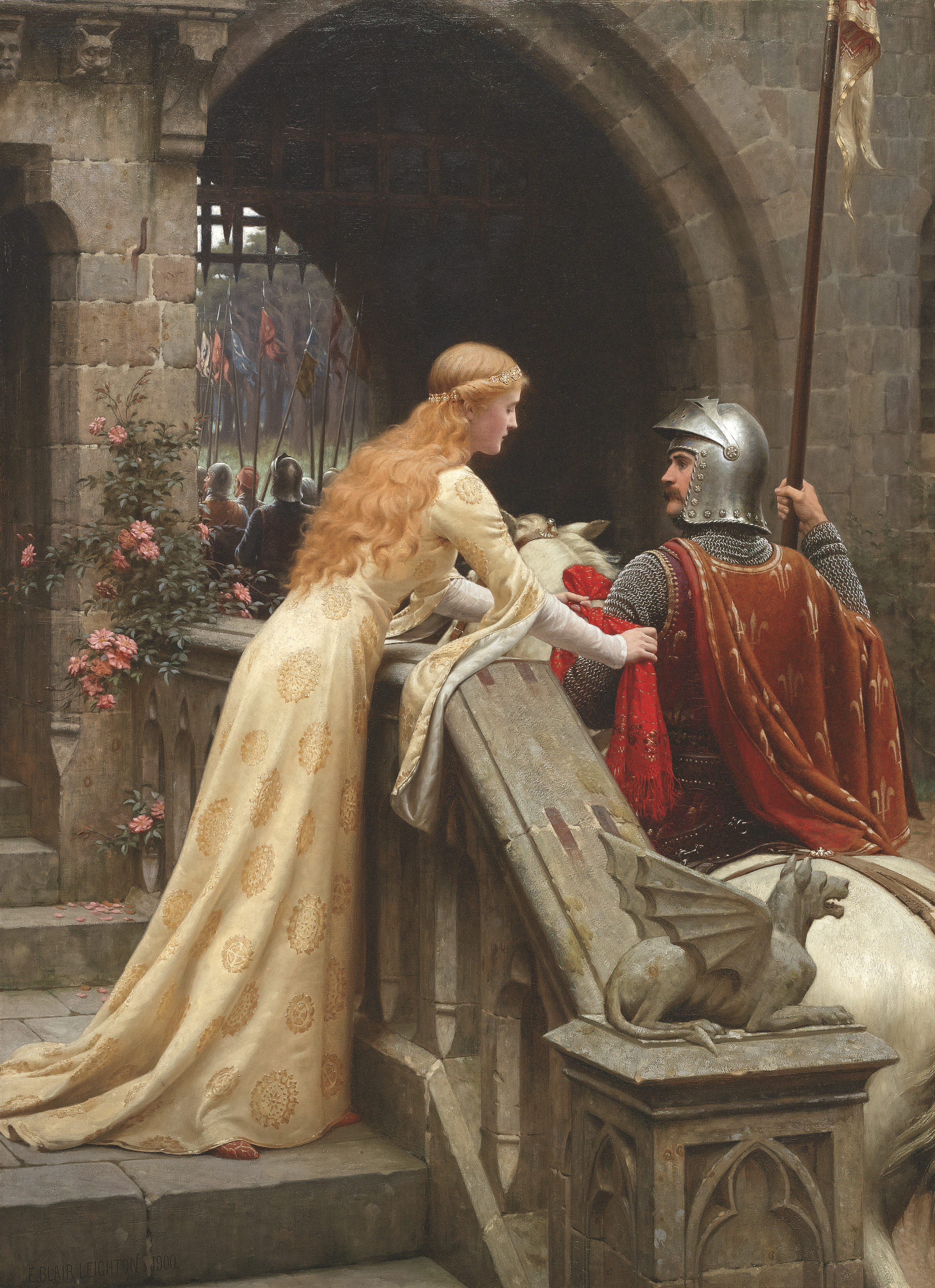
Tranh của Leighton mô tả một quý cô chúc phúc cho một hiệp sĩ chuẩn bị lâm trận

Đời sống cung đình ở hoàng gia và giới quý tộc chứng kiến sự phát triển của Tinh thần hiệp sĩ và phong thái Tình yêu cung đình. Văn hóa này được biểu hiện trong các ngôn ngữ thế tục hơn là Latin, và bao gồm những bài thơ, truyện kể, huyền thoại, và những bài hát dân dã được lan truyền bởi những nghệ sĩ hát rong (troubadour). Thông thường những câu truyện được viết thành những anh hùng ca (tiếng Pháp:chansons de geste) như Bài ca Roland hay Bài ca Hildebrand. Lịch sử thế tục và tôn giáo cũng được biên soạn. Geoffrey của Monmouth (mất khoảng 1155) biên soạn cuốn "Lịch sử các vị vua nước Anh", một tập hợp các truyện kể và huyền thoại về Vua Arthur. Các công trình khác có tính lịch sử hơn, như "Những đại chiến công của Hoàng đế Friedrich" của Otto của Freising (mất năm 1158) chép về Friedrich Barbarossa, hay sách của William của Malmesbury (mất khoảng 1143) về các vị vua Anh.
Nghiên cứu luật học tiến bộ trong thế kỉ 12. Cả luật thế tục và luật giáo hội được nghiên cứu trong thời Trung Kỳ Trung Đại. Luật thế tục, tức luật Rôma, có những tiến bộ lớn lao nhờ sự khám phá ra Bộ Luật Dân sự của Byzantine ở thế kỉ 11, và tới năm 1100 luật Rôma đã được giảng ở Đại học Bologna. Điều này dẫn tới việc ghi chép và tiêu chuẩn hóa các bộ luật trên khắp châu Âu. Luật giáo hội cũng được nghiên cứu, và khoảng năm 1140 một linh mục tên là Gratian dạy ở Bologna viết nên tác phẩm mà về sau trở thành kinh điển của luật giáo hội Decretum Gratiani.
Trong số những kết quả của ảnh hưởng Hy Lạp và Hồi giáo trong thời kỳ này của lịch sử châu Âu là sự thay thế số La Mã bằng hệ đếm có cơ số thập phân và sự phát minh ra đại số, cho phép toán học phát triển hơn. Hiểu biết về thiên văn học cũng được cải thiện với việc dịch Almagest của Ptolemaeus từ tiếng Hy Lạp sang tiếng Latin vào cuối thế kỉ 12. Y học cũng được nghiên cứu, đặc biệt là ở Nam Ý, nơi y học Hồi giáo ảnh hưởng tới trường y ở Salerno.

### Kỹ thuật và quân sự

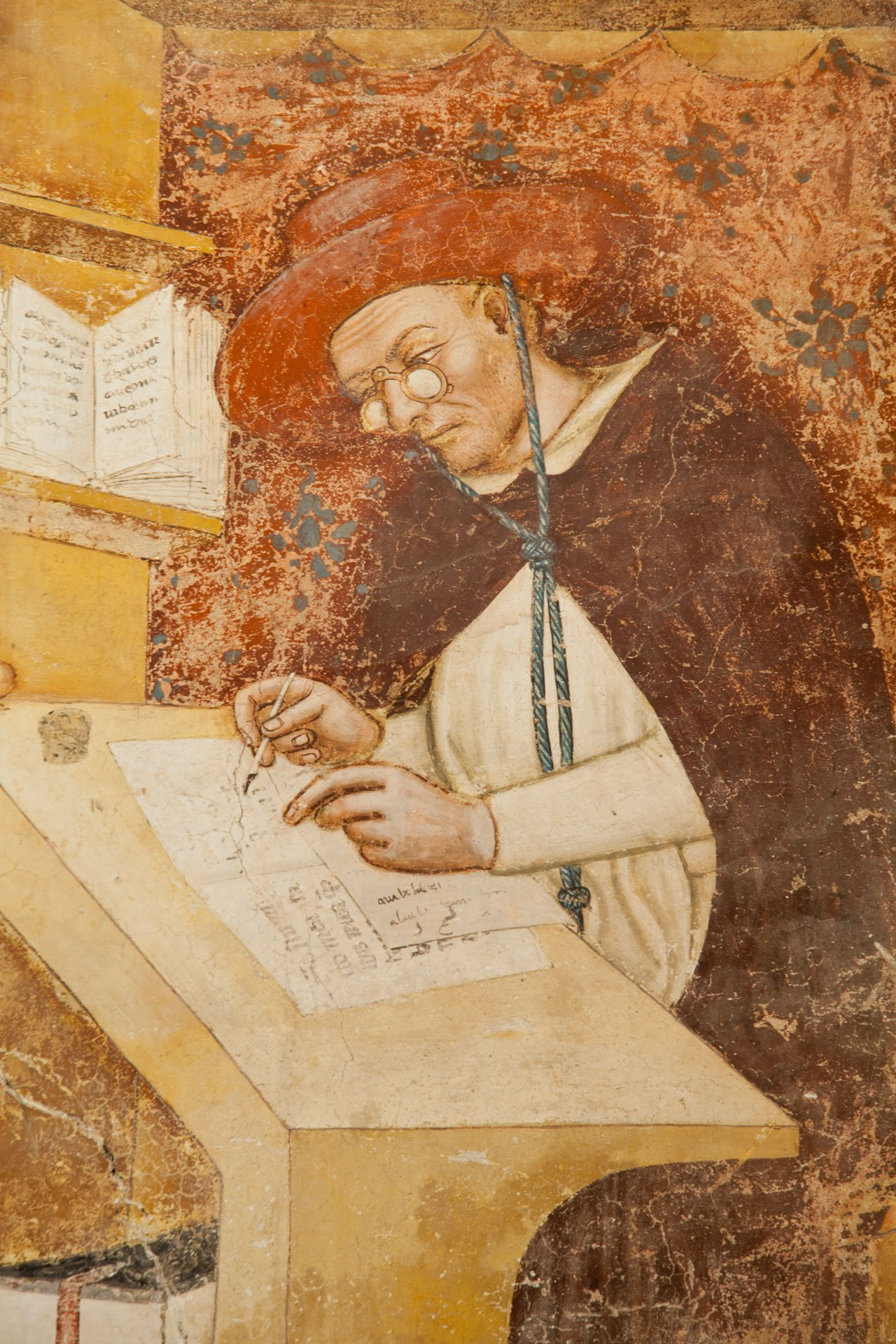
Chân dung Hồng y Hugh của Saint-Cher bởi Tommaso da Modena, 1352, minh họa đầu tiên về kính mắt

Trong các thế kỉ 12 và 13, châu Âu chứng kiến sự phát triển kinh tế và cải tiến trong phương thức sản xuất. Các tiến bộ công nghệ quan trọng bao gồm sự phát minh ra cối xay gió, những chiếc Đồng hồ cơ học đầu tiên, chưng cất rượu bia, và phổ biến việc sử dụng thước trắc tinh. Kính mắt cầu lõm được phát minh khoảng năm 1286 bởi một thợ thủ công người Ý khuyết danh, có lẽ làm việc tại hoặc gần Pisa.
Sự phát triển của chế độ quay vòng ba vụ trong trồng trọt gia tăng tận dụng đất đai từ nửa năm trong chế độ hai vụ trước kia lên hai phần ba thời gian trong năm, kéo theo đó là năng suất tăng lên. Sự phát triển của cày kích thước lớn cho phép cày xới các loại đất đặc nặng hiệu quả hơn, bên cạnh sự phổ biến của vòng cổ ngựa, dẫn tới việc sử dụng ngựa kéo thay thế cho bò. Ngựa nhanh hơn bò và cần ít cỏ hơn, những yếu tố này tạo điều kiện thuận lợi cho chế độ ba vụ hình thành.
Việc xây dựng những đại giáo đường và lâu đài giúp kỹ thuật xây dựng tiến bộ, dẫn tới sự phát triển của kiến trúc đá cỡ lớn. Các cấu trúc phụ thuộc bao gồm những tòa thị sảnh, căn hộ, cầu cống, kho thuế mới. Nghề đóng tàu cũng được cải tiến với việc sử dụng sườn và ván thay vì hệ thống đục mộng từ thời Rôma cổ. Các cải tiến khác bao gồm việc sử dụng buồm tam giác và bánh lái đuôi, cả hai giúp tăng tốc độ tối đa của tàu.
Quân sự chứng kiến một sự gia tăng bộ binh với những vai trò chuyên biệt. Cùng với kỵ binh nặng vẫn có vai trò chủ chốt, các đội quân thường có lính bắn nỏ bộ binh hoặc cưỡi ngựa, cũng như công binh và kỹ sư. Nỏ đã xuất hiện từ hậu kỳ Cổ đại, ngày càng được ưa chuộng vì chiến tranh công thành trở thành trận thế phổ biến từ thế kỉ 10-11. Việc sử dụng Nỏ ngày càng nhiều trong thế kỉ 12 và 13 dẫn tới việc sử dụng mũ giáp che mặt, áo giáp nặng, cũng như giáp sắt che cho ngựa chiến. Thuốc súng đã xuất hiện ở châu Âu giữa thế kỉ 13, và ghi nhận lần đầu tiên được sử dụng trong chiến tranh là bởi người Anh trong cuộc chiến chống người Scotland năm 1304, mặc dù thuần túy là thuốc nổ chứ không phải vũ khí. Đại bác được sử dụng để công thành từ những năm 1320, và súng cầm tay được sử dụng ít nhất từ những năm 1360.

### Kiến trúc, nghệ thuật và âm nhạc

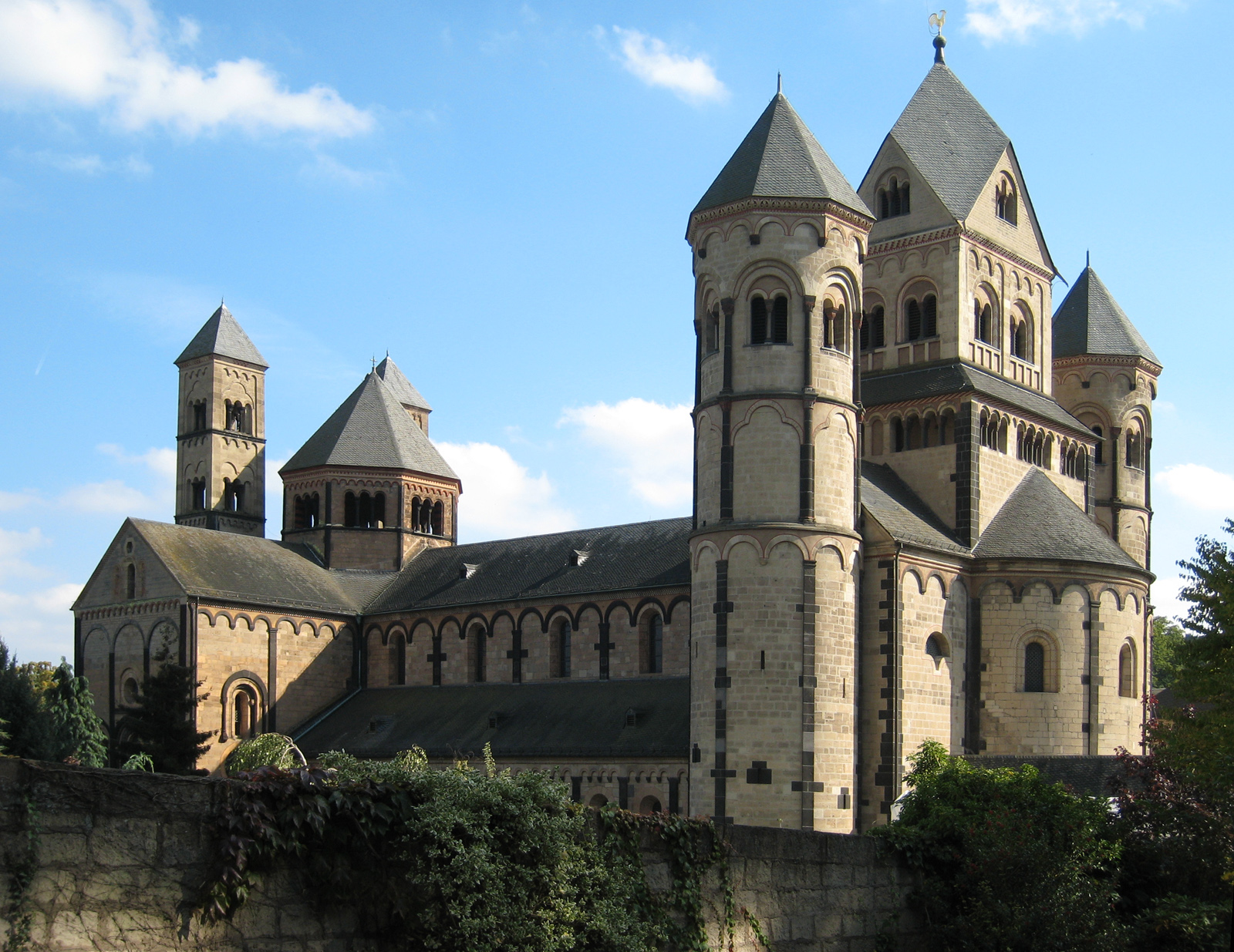
Nhà thờ Maria Lach kiểu kiến trúc Roman ở Đức

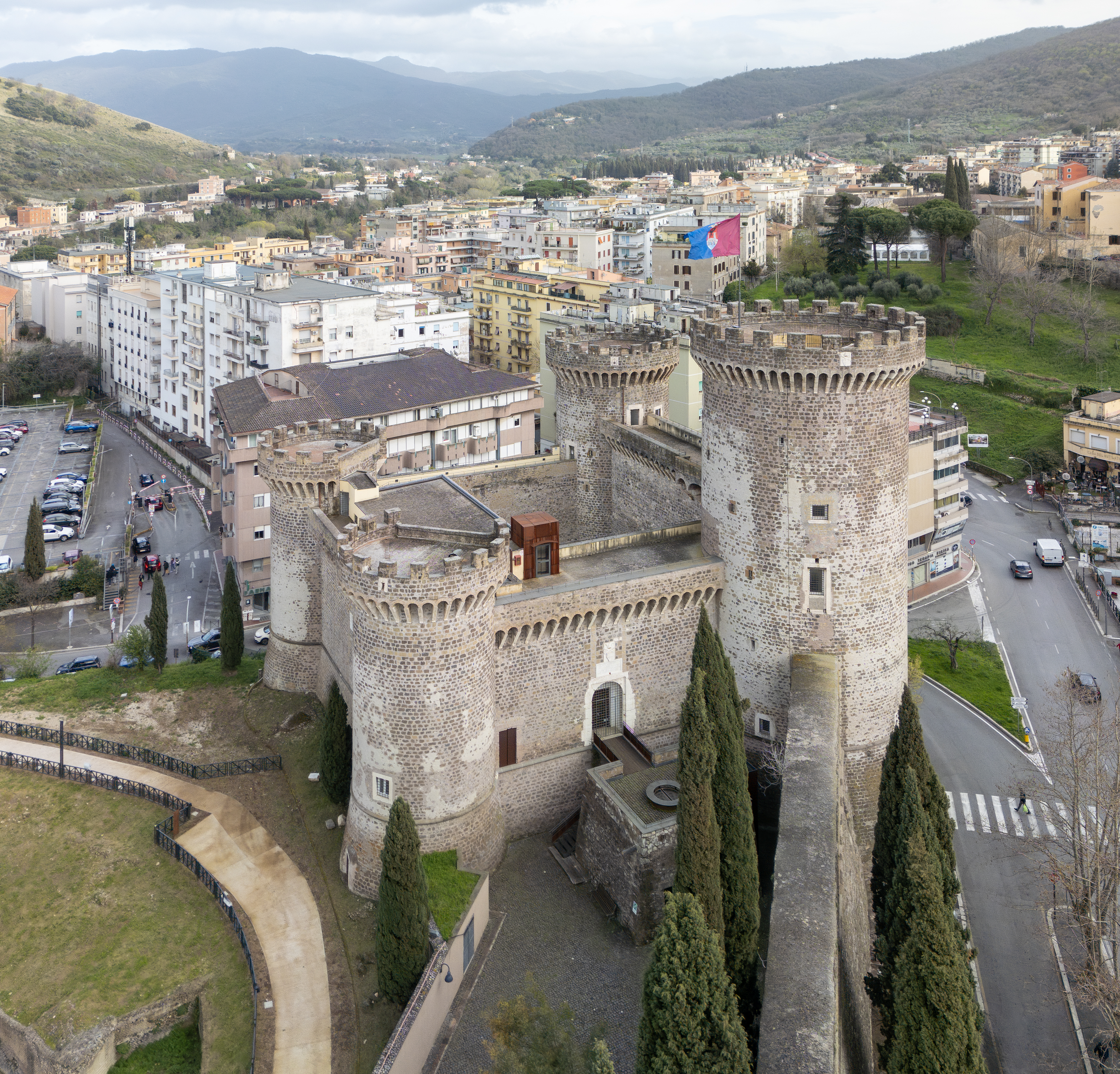
Một lâu đài châu Âu theo kiến trúc thời Trung Cổ

Vào thế kỉ 10 sự thành lập các nhà thờ, tu viện dẫn tới sự phát triển của kiến trúc đá trau chuốt các dạng thức Rôma thế tục, được biết tới tên kiến trúc Roman (tiếng Pháp: Romanesque). Ở nhiều nơi, các công trình thời Rôma bị tháo dỡ đi lấy gạch, đá làm vật liệu xây dựng. Từ sự khởi đầu dè dặt thường được gọi là kiến trúc "Roman thứ nhất" ở miền Iberia, phong cách mô phỏng Rôma này nở rộ và lan tràn khắp châu Âu trong một dạng đồng nhất đáng ngạc nhiên. Ngay trước năm 1000 có một làn sóng ồ ạt xây dựng những nhà thờ đá trên khắp châu Âu. Các công trình Roman đặc trưng bởi tường đá đồ sộ, các lối vào đỡ lấy các cung bán nguyệt, cửa sổ nhỏ, và, đặc biệt là ở Pháp, các mái vòm đá. Cửa chính lớn với phù điêu tô màu là đặc điểm trung tâm của mặt tiền, đặc biệt là ở Pháp, và cá đầu cột thường chạm những cảnh minh họa động vật hoặc quái thú. Theo sử gia nghệ thuật C. R. Dodwell, "hầu như mọi nhà thờ ở phương Tây đều được trang trí bằng tranh tường", nhưng chỉ còn một ít lưu lại tới nay. Đồng thời với sự phát triển kiến trúc nhà thờ, các dạng lâu đài đặc trưng châu Âu cũng phát triển, và đóng vai trò quan trọng trong chiến trận và chính trị.
Trong thời kỳ việc chế bản các sách kinh trang trí dần dần chuyển từ các tu viện sang tay các xưởng của dân chúng, vì thế theo Janetta "tới khoảng 1300 hầu hết các linh mục mua sách của họ ở cửa hàng", và các cuốn kinh nhật tụng phát triển như một dạng sách cầu nguyện dành cho thường dân. Các đồ kim khí tiếp tục là dạng nghệ thuật được trân trọng nhất, với đồ đồng tráng men Limoges là một lựa chọn phổ biến và giá tương đối phải chăng cho các đồ vật như hòm thánh tích hay thánh giá. Ở Ý các cách tân của Cimabue và Duccio, tiếp đó là bậc thầy thời kỳ Trecento là Giotto (mất năm 1337), phát triển vượt bậc độ tinh xảo và vị thế của tranh vẽ trên ván và tranh tường. Sự thịnh vượng kinh tế trong thế kỉ 12 dẫn đến nhiều sản phẩm nghệ thuật thế tục hơn, nhiều đồ chạm Ngà như con súc sắc, lược và một số tranh tôn giáo cỡ nhỏ còn tồn tại tới ngày nay.

### Đời sống giáo hội

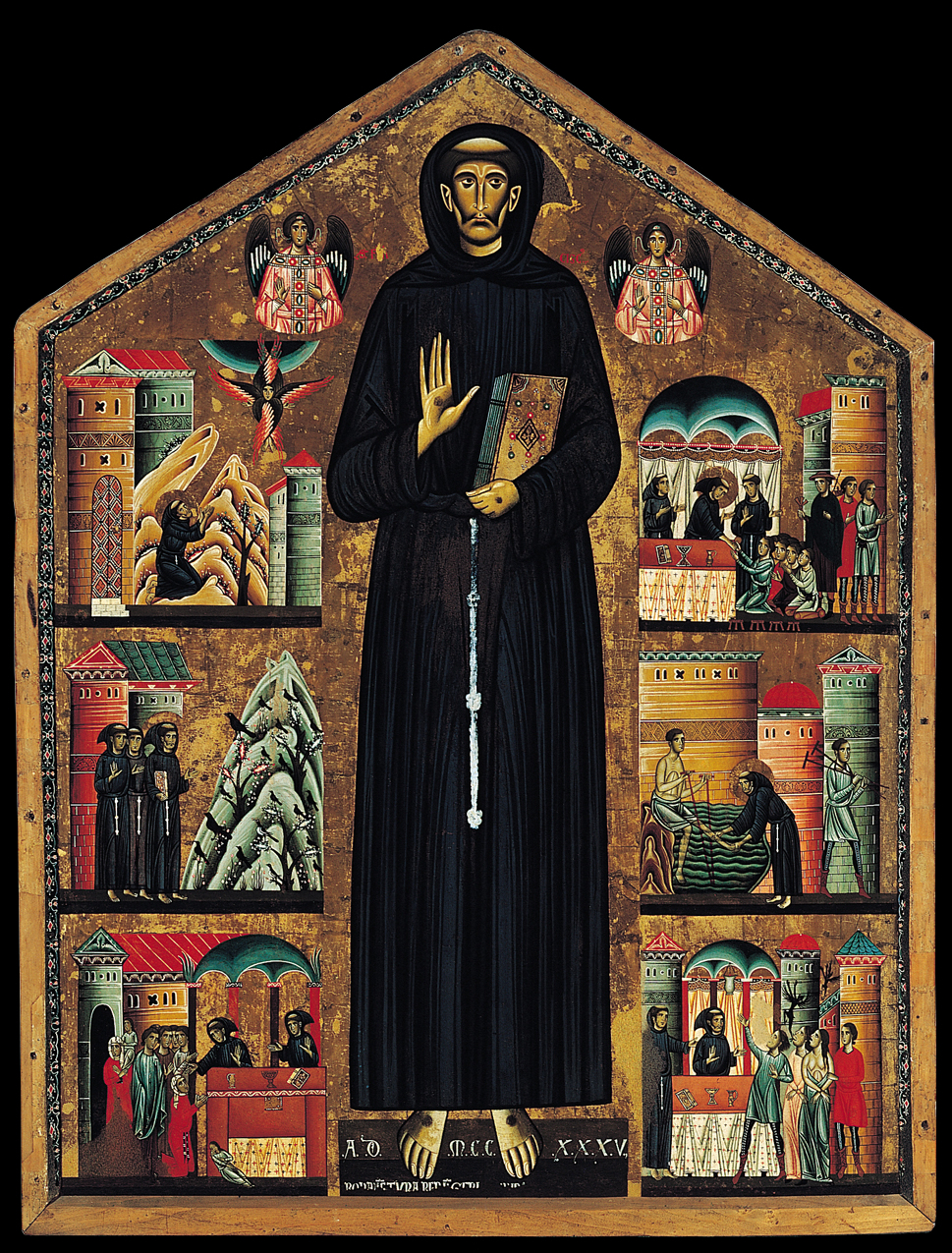
Francis của Assisi, minh họa trong tranh của Bonaventura Berlinghieri năm 1235, đã lập nên Dòng Francis.

Cải cách tu viện trở thành một vấn đề quan trọng trong thế kỉ 11, khi giới thượng lưu bắt đầu lo ngại rằng giới tu sĩ không trung thành với luật lệ gắn họ vào một đời sống tôn giáo nghiêm khắc. Tu viện Cluny, thành lập ở vùng Mâcon thuộc Pháp năm 909, đã khởi đầu Cải cách Cluny, một phong trào cải cách rộng lớn để đáp lại nỗi sợ trên. Cluny nhanh chóng thiết lập danh tiếng về sự khổ hạnh và tính khắt khe. Nó tìm cách duy trì chất lượng đời sống tu hành bằng cách đặt chính mình dưới sự bảo trợ của giáo hoàng và bằng cách tự bầu tu viện trưởng mà không có can thiệp từ thường dân, do đó duy trì sự độc lập về kinh tế và chính trị đối với các lãnh chúa địa phương.
Cải cách tu viện gợi hứng cho những thay đổi trong giáo hội triều. Các lý tưởng mà nó dựa trên được đưa tới chế độ giáo hoàng bởi Giáo hoàng Leo IX (tại vị 1049-1054), và cung cấp hệ tư tưởng về sự độc lập của giới tăng lữ dẫn tới Tranh cãi Tấn phong trong cuối thế kỉ 11. Tranh cãi này liên quan tới Giáo hoàng Gregorius VII (tại vị 1073-1085) và Hoàng đế Heinrich IV, bắt đầu tranh chấp về việc bổ nhiệm giám mục, sau chuyển thành một cuộc chiến về quan niệm tấn phong, hôn nhân tăng lữ, và mại thánh. Hoàng đế xem việc bảo trợ nhà thờ như một trong các chức trách của mình cũng như muốn duy trì quyền bổ nhiệm người ông ta muốn vào các vị trí giám mục trong lãnh địa của mình, còn giáo hoàng nhấn mạnh sự độc lập của nhà thờ khỏi các vị lãnh chúa thế tục. Những vấn đề này còn tiếp tục tồn tại ngay cả sau khi có sự nhượng bộ giữa hai bên năm 1122 với Giáo ước Worms. Tranh cãi này đại điện cho một giai đoạn đáng chú ý trong sự hình thành nền quân chủ giáo hoàng tách biệt và ngang hàng với chính quyền thế tục. Nó cũng có những hậu quả lâu dài tới việc ban quyền cho các hoàng thân Đức làm tổn thương uy thế của Hoàng đế Rôma Thần thánh.

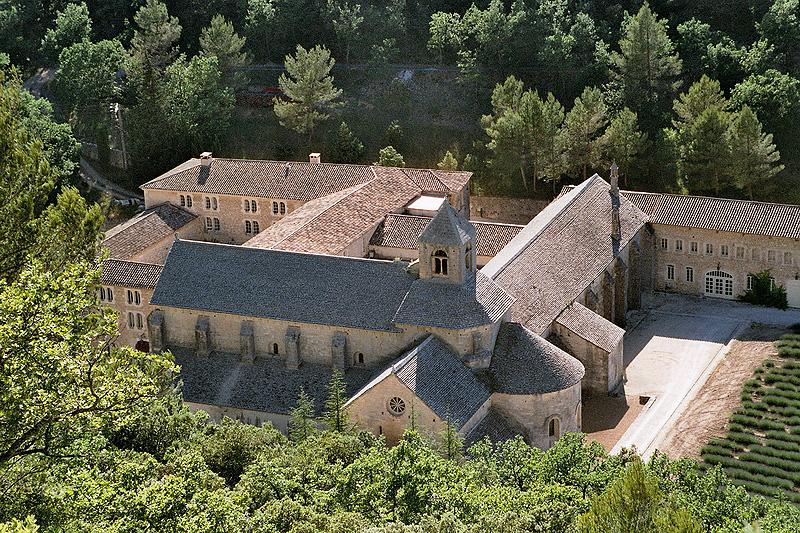
Tu viện Sénanque, Gordes, Pháp.

Trung Kỳ Trung Cổ là một thời đại của những phong trào tôn giáo vĩ đại. Bên cạnh những cuộc thập tự chinh và cải cách tu viện, con người tìm cách tham gia vào những dạng thức mới của đời sống tôn giáo. Nhiều dòng tu được thành lập, trong đó có các dòng Citeaux và Chartreux. Dòng Citeaux mở rộng đặc biệt nhanh chóng từ miền Bourgogne trong những năm đầu tiên dưới sự dẫn dắt của thánh Bernard (mất năm 1153). Những dòng tu mới này được thành lập để đáp lại tình cảm của dân chúng rằng tu viện dòng Benedict không còn đáp ứng được nhu cầu của giáo dân, những người cùng với những ước mong bước vào đời sống tôn giáo đều muốn một sự trở lại của đời sống ẩn tu đơn giản hơn của thời Ki-tô sơ khai, hoặc sống một cuộc đời sứ đồ. Các cuộc hành hương tôn giáo cũng được khuyến khích. Những vị trí hành hương cũ như Rôma, Jerusalem, và Compostela thu hút một lượng khách lớn, và các địa điểm mới như Monte Gargano và Bari cũng trở nên nổi bật.
Trong thế kỉ 13 các dòng tu hành khất-dòng Francis và dòng Dominic- những người tuyên khấn sống đời nghèo khó và kiếm sống bằng cách hành khất, được giáo hoàng chuẩn thuận. Các nhóm tôn giáo như phái Vaudès (Waldo) hay Humiliati cũng cố gắng trở lại đời sống Ki-tô sơ khai trong thế kỉ 12 và đầu thế kỉ 13, nhưng họ bị giáo hoàng kết tội dị giáo. Những người khác gia nhập giáo phái Cathar, một phong trào tôn giáo khác bị quy kết là "Giáo hội của Satan". Năm 1209, một cuộc thập tự chinh được kêu gọi chống những người theo phái này, tức Thập tự chinh Cathar, kết hợp với tòa án dị giáo để dập tắt phong trào.

## Hậu kỳ Trung Cổ

### Chiến tranh, nạn đói và dịch bệnh
Những đầu tiên của thế kỉ 14 được đánh dấu bởi nạn đói, đỉnh điểm là Đại nạn đói năm 1315-1317. Nguyên nhân của nạn đói này bao gồm sự chuyển dịch từ thời kỳ ấm Trung cổ sang thời Tiểu Băng hà, khiến cho dân chúng lao đao khi thời tiết xấu gây mất mùa. Những năm 1313-1314 và 1317-1321 trên toàn châu Âu đặc biệt nhiều mưa, khiến cho khắp nơi thất thu gặt hái. Thay đổi khí hậu-dẫn đến sụt giảm nhiệt độ trung bình hàng năm trong thế kỉ 14 đi kèm với một đợt suy thoái kinh tế.

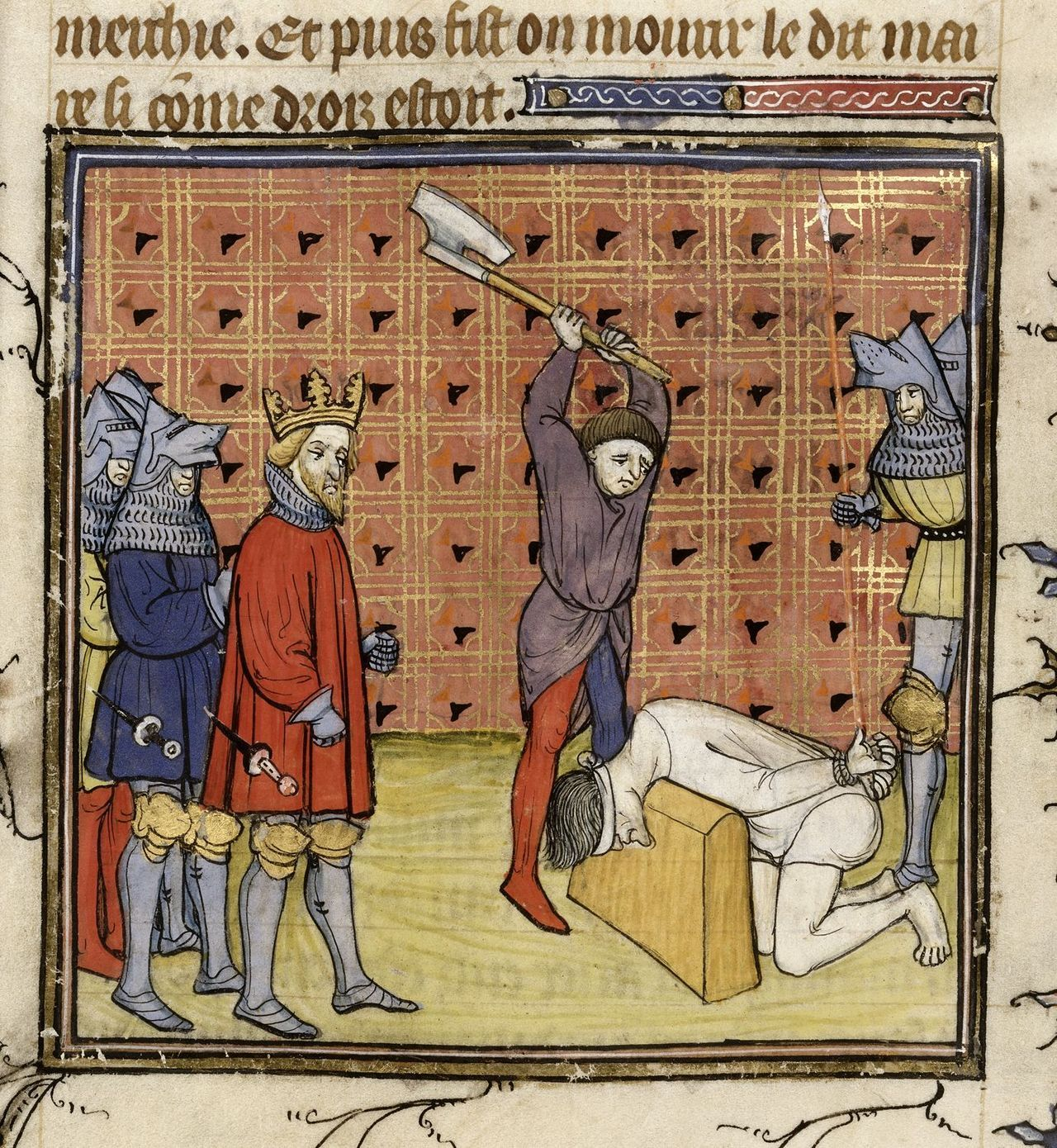
Xử tử một số thủ lĩnh Jacquerie, trong một bản thảo của Chroniques de France ou de St Denis thế kỉ 14.

Những khó khăn này được tiếp nối năm 1347 bởi Cái chết Đen, một bệnh dịch lan tràn khắp châu lục trong ba năm sau đó. Con số tử vong vào cỡ 35 triệu người trên toàn châu Âu, tức một phần ba dân số. Các thị trấn đặc biệt bị tàn phá bởi các điều kiện sinh hoạt chật chội ở đó. Nhiều vùng rộng lớn trở nên hoàn toàn hoang vắng, và ở một số vùng các cánh đồng không có người canh tác. Tiền công tăng lên vì địa chủ tìm cách thu hút lượng nhân công khan hiếm tới cánh đồng của mình. Các thảm họa càng kéo dài tiền thuê đất càng giảm và nhu cầu lương thực cũng giảm theo, cả hai điều làm giảm thu nhập từ nông nghiệp của địa chủ. Những thợ thủ công ở thành thị cũng bắt đầu cảm thấy rằng họ có quyền được trả lương khá hơn, và mâu thuẫn xã hội bùng lên thành những cuộc nổi dậy quy mô lớn ở nhiều nơi. Trong số đó có phong trào Jacquerie ở Pháp, khởi nghĩa nông dân ở Anh, và các cuộc nổi loạn ở Firenze (Ý) và Gent, Brugge (Vlaanderen). Sự tàn phá khủng khiếp của bệnh dịch dẫn đến một sự mộ đạo sám hối trên khắp châu Âu, thể hiện thành những quỹ từ thiện mới được thành lập, phong trào tự hành xác tập thể của "những người tự đánh đòn" (flagellant), và quy người Do Thái gây nên bệnh dịch và tăng cường ngược đãi họ. Tình hình ngày càng trở nên mất ổn định khi bệnh dịch còn tái phát nhiều lần trong suốt phần còn lại của thế kỉ 14; nó thậm chí còn tiếp tục tấn công châu Âu một cách định kì trong phần còn lại của thời Trung Cổ.

### Xã hội và kinh tế
Xã hội toàn châu Âu bị xáo trộn bởi Cái chết Đen. Các mảnh đất từng cho năng suất thấp bị bỏ hoang, vì những người sống sót nay dễ kiếm được những mảnh đất màu mỡ hơn. Mặc dù chế độ nông nô suy giảm ở Tây Âu nó lại trở nên phổ biến hơn ở Đông Âu, vì địa chủ áp đặt nó lên những tá điền trước đó còn tự do. Hầu hết nông dân ở Tây Âu tìm cách thay đổi chuyển công lao động nợ địa chủ trước kia thành tiền thuê đất. Phần trăm nông nô trong giới nông dân giảm từ đỉnh cao 90% tới khoảng 50% cuối thời kì này. Địa chủ cũng trở nên nhận thức nhiều hơn về lợi ích chung với các địa chủ khác, hợp lực với nhau để đòi hỏi đặc lợi từ chính quyền. Một phần dưới áp lực của địa chủ, các chính quyền tìm cách luật hóa một sự quay về các điều kiện kinh tế thời trước Cái chết Đen, nhưng ít thành công. Tỉ lệ biết đọc biết viết trong dân chúng ngày càng tăng, và dân cư thành thị bắt đầu bắt chước phong cách hiệp sĩ của giới quý tộc.

### Các quốc gia hồi sinh

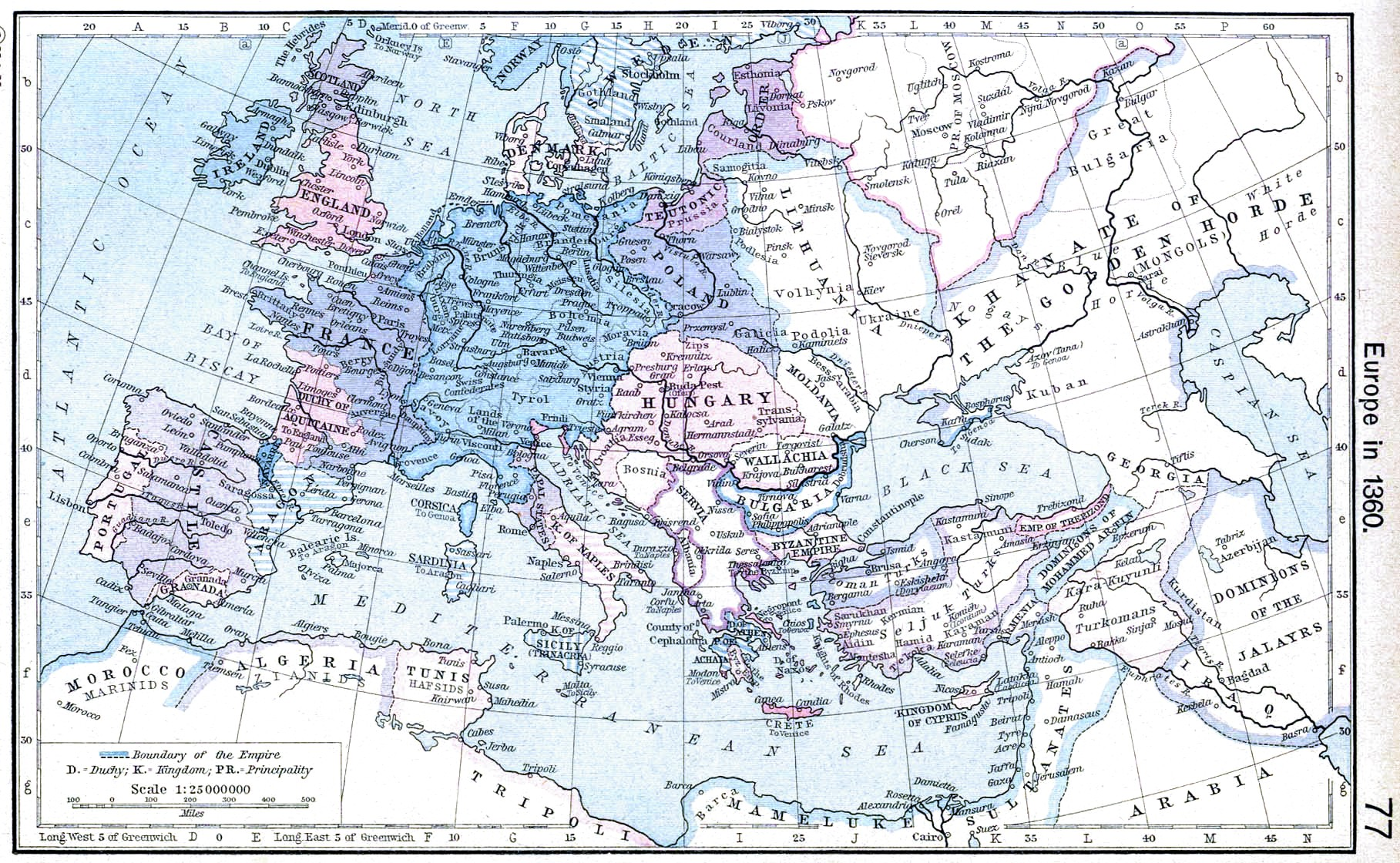
Bản đồ châu Âu năm 1360

Thời Hậu kỳ Trung Cổ chứng kiến sự trỗi dậy của các Quốc gia dân tộc quân chủ hùng mạnh đặc biệt là ở Anh, Pháp và các vương quốc Ki-tô giáo ở bán đảo Iberia: Aragon và Castilla, và Bồ Đào Nha. Những tranh chấp kéo dài cuối thời Trung Cổ tăng cường quyền kiểm soát của các hoàng gia lên vương quốc của họ, nhưng giới nông dân gánh chịu hậu quả. Các vị vua hưởng lợi từ chiến tranh tăng cường quyền lực hoàng gia và mở rộng miền đất trung ương kiểm soát trực tiếp. Việc chi trả cho chiến tranh đòi hỏi những biện pháp đánh thuế hiệu quả và hữu hiệu hơn, và mức thuế thường tăng ở khắp nơi. Mặt khác tầm quan trọng của thuế khóa kéo theo đó sự cần thiết đạt được đồng thuận của những người chịu đóng thuế dẫn tới các thể chế đại diện như Nghị viện Anh hay Hội nghị Đẳng cấp Pháp tích lũy quyền lực.

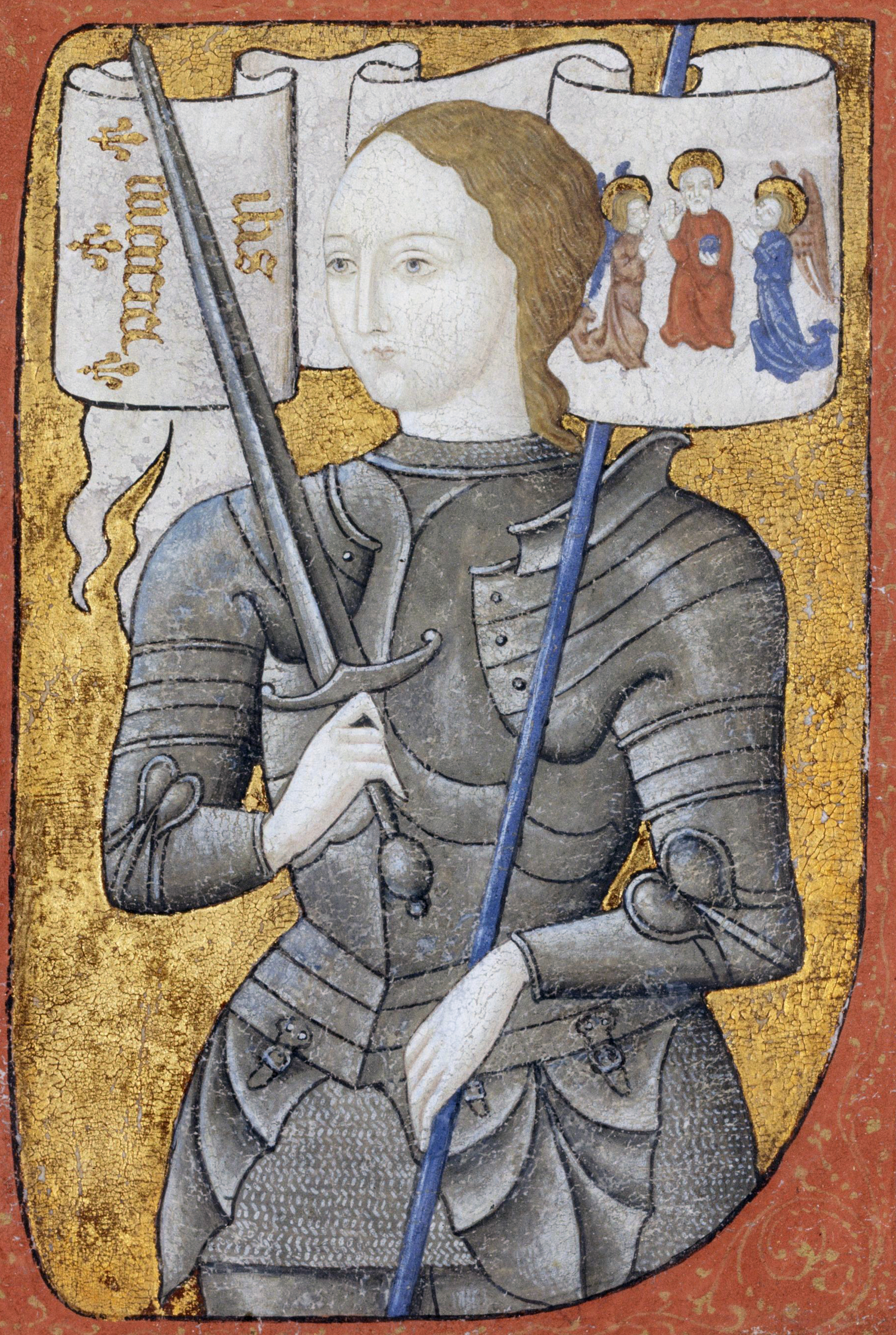
Jeanne d'Arc trong một minh họa thế kỉ 15

Trong suốt thế kỉ 14, các vị vua Pháp tìm cách mở rộng ảnh hưởng họ trên các lãnh địa của quý tộc. Họ gặp thách thức lớn khi tìm cách tịch thu các tài sản của vua Anh ở miền nam Pháp, dẫn đến Chiến tranh Trăm Năm kéo dài đến tận năm 1453. Buổi đầu cuộc chiến người Anh dưới thời Edward III (cai trị 1327-1377) và con trai ông là Edward, Hoàng tử Đen (mất năm 1376) đã thắng các trận quan trọng ở Crécy và Poitiers, chiếm đóng thành phố trọng yếu Calais và kiểm soát phần lớn nước Pháp. Những áp lực kéo theo đó gần như đã khiến vương quốc Pháp tan rã trong những năm đầu cuộc chiến, tuy nhiên những khó khăn tài chính và nội bộ ở Anh khiến hai bên ký kết hòa ước. Vào đầu thế kỉ 15, nước Pháp một lần nữa tiến gần đến chỗ giải thể, khi Charles VI của Pháp phát bệnh điên và các lãnh chúa lao vào nội chiến, quân Anh dưới quyền Henry V đã đại thắng tại trận Agincourt (1415). Tuy nhiên, vào cuối những năm 1420 các thắng lợi quân sự của Jeanne d'Arc (mất năm 1431) dẫn tới chiến thắng chung cuộc của người Pháp và Anh đánh mất những lãnh địa cuối cùng ở miền nam Pháp vào năm 1453. Cái giả phải trả là rất đắt, với dân số Pháp chỉ còn khoảng một nửa so với trước cuộc chiến. Ngược lại, chiến tranh có tác động tích cực lên sự hình thành bản sắc dân tộc Anh, hòa trộn những tính cách địa phương vào một lý tưởng dân tộc Anh. Tranh chấp cũng giúp tạo nên một văn hóa dân tộc ở Anh tách biệt khỏi văn hóa Pháp mà trước đó từng có ảnh hưởng thống trị lên văn hóa Anh trước chiến tranh. Thời kì đầu của cuộc chiến cũng đánh dấu sự thống trị của cung dài (longbow), và sự xuất hiện của đại bác trên chiến trường tại Crécy năm 1346.
Đế quốc Rôma Thần thánh tiếp tục tồn tại, nhưng do ngôi hoàng đế là do bầu cử, không có một triều đại nào kéo dài đủ lâu để xây dựng lên một nhà nước mạnh. Xa hơn về phía đông, các vương quốc Ba Lan, vương quốc Hungary và vương quốc Bohemia trở nên hùng mạnh. Các vương quốc ở bán đảo Iberia tiếp tục mở rộng lãnh thổ bằng cách đẩy lùi người Hồi giáo ra khỏi bán đảo; Bồ Đào Nha tập trung vào việc bành trướng hải ngoại trong thế kỉ 14, trong khi các vương quốc khác bị chia cắt bởi những khó khăn do việc kế tục vương vị và các vấn đề khác. Nước Anh, sau khi thất bại trong Chiến tranh Trăm Năm, tiếp tục rơi vào một cuộc nội chiến kéo dài biết đến dưới tên Chiến tranh Hoa Hồng, kéo dài tới tận năm 1490, và chỉ kết thúc khi Henry Tudor (cai trị năm 1485-1509) lên ngôi vua (tức Henry VII) và củng cố quyền kiểm soát đất nước sau chiến thắng trước Richard III (cai trị 1483-1485) tại trận Bosworth năm 1485. Miền Scandinavia trải qua một thời kì thống nhất dưới Liên minh Kalmar trong thế kỉ 14 và đầu thế kỉ 15, nhưng giải thể một lần nữa sau cái chết của Margrete I của Đan Mạch (mất năm 1412) người từng thống nhất Đan Mạch, Na Uy và Thụy Điển. Một thế lực quan trọng quanh biển Baltic là Liên hiệp Hanseatic, một liên minh thương mại của các thành bang có hoạt động buôn bán từ Tây Âu tới Nga. Scotland thoát ra khỏi sự thống trị của Anh dưới thời Robert Bruce (cai trị 1306-1329), người được giáo hoàng công nhận vương vị vào năm 1328.

### Sự sụp đổ của Byzantine
Mặc dù các đời hoàng đế dòng Palaiologos tái chiếm Constantinopolis từ tay người Tây Âu năm 1261, họ không thể tái chiếm phần lớn các miền đất đế quốc trước kia. Lãnh thổ họ kiểm soát được thường chỉ bao gồm bản thân thành phố cộng thêm một phần nhỏ bán đảo Balkan gần Constantinople vài vùng ven biển Aegea và Biển Đen. Các miền đất thuộc Byzantine trước kia ở Balkan nay thuộc về Vương quốc Serbia, Đế chế Bulgaria thứ hai và Cộng hòa Venezia. Quyền lực của các hoàng đế Byzantine bị đe dọa bởi một bộ tộc người Thổ mới là Ottoman, những người xây dựng lực lượng ở miền Anatolia đầu thế kỉ 13 và đều đặn bành trướng trong khắp thế kỉ 14. Người Ottoman bành trướng vào châu Âu, biến Bulgaria thành một nước chư hầu năm 1366 và chiếm Serbia sau khi đánh bại vương quốc này tại trận Kosovo năm 1389. Người Tây Âu tập hợp lại trước cảnh ngộ người Ki-tô giáo ở Balkan và tuyên bố một cuộc thập tự chinh mới vào năm 1396, một đội quân lớn được gửi tới đây nhưng bị đánh bại tại trận Nicopolis. Bị bao vây tứ phía và kiệt quệ sức lực, thành Constantinople-thành đô lớn nhất châu Âu trong 1000 năm-thất thủ sau gần hai tháng cầm cự vào năm 1453.

### Tranh cãi bên trong Giáo hội

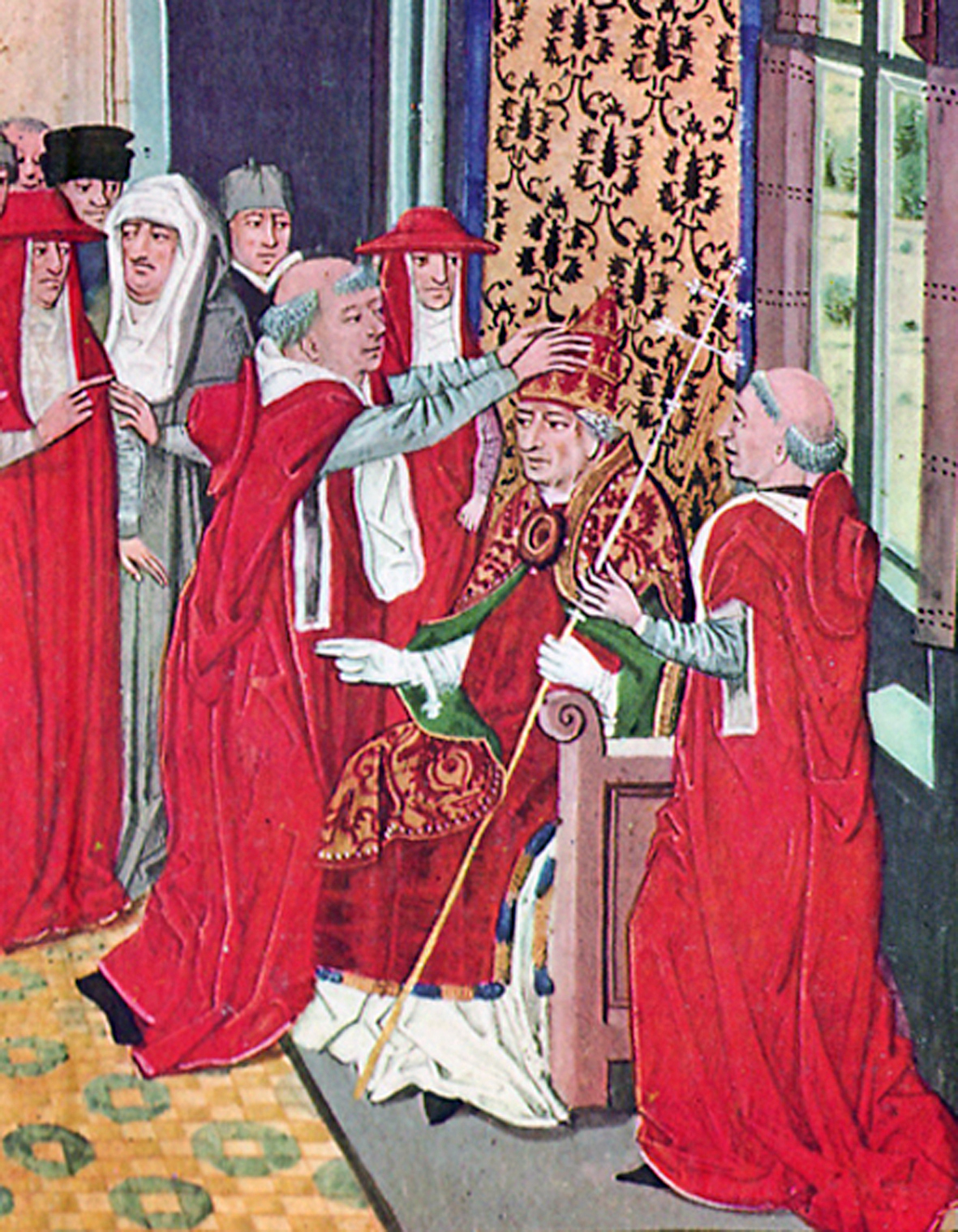
Guy của Boulogne trao vương miện cho Giáo hoàng Gregorius XI trong một bức tiểu họa từ cuốn Biên niên sử của Jean Froissart

Thế kỉ 14 đầy khó khăn chứng kiến thời kỳ vua Pháp buộc các đời Giáo hoàng dời tới Avignon những năm 1305-1378, cũng gọi là cuộc lưu đày Babylon của Giáo hoàng (liên hệ tới cuộc lưu đày Babylon của người Do Thái), và sau đó là Ly giáo Tây phương từ năm 1378 tới 1418, khi có hai, sau đó là ba, vị giáo hoàng đối địch, mỗi vị được một số quốc gia kình địch nhau ủng hộ. Những năm đầu thế ki 15, sau một thời kì biến động, các chức sắc giáo hội họp tại Công đồng Constance (1414) và quyết định lần lượt bãi miễn các vị giáo hoàng và đến tháng 11 năm 1417 bầu lên Giáo hoàng Martinus V.
Bên cạnh ly giáo, giáo hội phương tây cũng chia rẽ trong các tranh cãi thần học, và một số bị quy thành dị giáo. John Wycliffe (mất năm 1384), một nhà thần học Anh bị buộc tội dị giáo năm 1415 do truyền giảng rằng giáo dân cần phải được tiếp cận Kinh Thánh (vốn trước giờ chỉ dành cho giáo sĩ) cũng như giữ quan điểm về Tiệc thánh khác với giáo lý giáo hội. Những bài giảng của Wycliffe ảnh hưởng tới hai trong số những phong trào dị giáo lớn thời hậu kỳ Trung Cổ: Lollardy ở Anh và Hussite ở Bohemia. Người Bohemia cũng chịu ảnh hưởng từ những bài giảng của Jan Hus, người bị lừa triệu tập tới Công đồng Constance rồi đem hỏa thiêu năm 1415. Giáo hội Hussite đã chiến thắng một cuộc thập tự chinh và tồn tại qua thời Trung Cổ, báo trước Cải cách Tin Lành sau này. Các tranh chấp khác cũng xảy ra, như việc buộc tội chống lại hiệp sĩ dòng Đền dẫn tới lệnh cấm dòng tu này hoạt động năm 1312, và sự chia rẽ giữa vua Pháp Philippe IV (cai trị 1285-1314) và dòng Hiệp sĩ Cứu tế.
Trong thời Hậu kỳ Trung Đại, Giáo hoàng thay đổi thực hành trong thánh lễ, quy định rằng chỉ có linh mục mới được hưởng phần rượu thánh trong Tiệc thánh. Điều này tăng khoảng cách giữa giáo dân và giáo sĩ. Giáo dân tiếp tục tiến hành những cuộc hành hương, tôn kính thánh tích, và tin có quyền lực của quỷ dữ. Những nhà thần bí như Meister Eckhart (mất năm 1327) hay Thomas à Kempis (mất năm 1471) viết những tác phẩm dạy giáo dân tập trung vào đời sống tinh thần bên trong, đặt nền tảng cho Kháng Cách. Bên cạnh chủ nghĩa thần bí, niềm tin vào phù thủy phổ biến rộng khắp, vào cuối thế kỉ 15 Giáo hội bắt đầu cung cấp thêm căn cứ cho nỗi sợ phù thủy trong dân chúng bằng sự lên án phù thủy vào năm 1484 và công bố cuốn Malleus Maleficarum (Lưỡi búa phù thủy), được xem như sổ tay trong những cuộc săn phù thủy ở thời cận đại.

### Học giả, trí thức và phát kiến địa lý
Cuối thời Trung Đại chứng kiến một sự phản ứng lại chủ nghĩa kinh viện, dẫn đầu bởi John Duns Scotus (mất năm 1308) và William xứ Ockham (mất khoảng năm 1348), cả hai đều chống lại sự áp dụng lý trí vào đức tin. Nỗ lực của họ, cùng với những người khác, dẫn tới một sự xói mòn ý tưởng kiểu Platon về "cái phổ quát" thịnh hành đương thời. Sự nhấn mạnh củ Ockham rằng lý trí vận hành độc lập với đức tin cho phép khoa học tách khỏi thần học và triết học. Các nghiên cứu luật học cũng ghi nhận sự thắng thế từ từ của luật Rôma vào các lĩnh vực tư pháp trước đây cai quản bởi luật phong tục. Một ngoại lệ của khuynh hướng này là ở Anh, nơi luật tục vẫn còn phổ biến. Các quốc gia cũng san định các điều luật riêng lẻ thành các bộ luật, không chỉ ở trung tâm châu Âu mà cả những miền xa xôi như Castilla hay Lithuania.

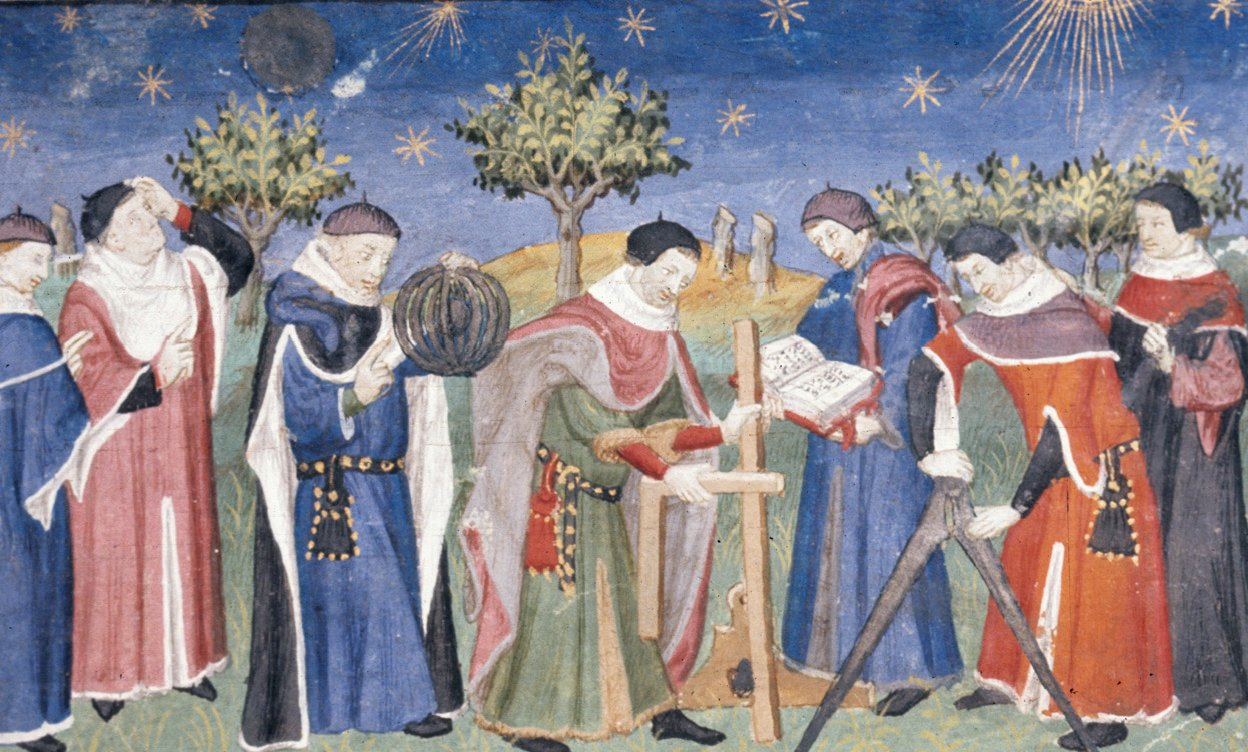
Các tu sĩ đang nghiên cứu thiên văn học và hình học, tranh ở Pháp đầu thế kỉ 15

Giáo dục vẫn chủ yếu tập trung vào việc đào tạo tầng lớp giáo sĩ kế cận. Việc học chữ viết và số cơ bản diễn ra trong phạm vi gia đình và từ các linh mục của làng, nhưng các môn trung học–ngữ pháp, tu từ, luận lý–được gọi là trivium, thì được dạy ở các trường thuộc nhà thờ chính tòa hoặc trường thành phố. Các trường tư xuất hiện, nhất là ở các thành thị Ý. Các trường đại học cũng lan rộng khắp châu Âu trong các thế kỉ 14 và 15. Sự nổi lên của văn học thế tục tăng cường, với Dante (mất năm 1321) và Petrarca (mất năm 1374) và Giovanni Boccaccio (mất năm 1375) ở Ý thế kỉ 14, Geoffrey Chaucer (mất năm 1400) và William Langland (mất năm 1386) ở Anh, và François Villon (mất năm 1464) và Christine de Pizan (mất khoảng năm 1430) ở Pháp. Phần lớn văn học mang tính cách tôn giáo, và mặc dù một phần lớn của nó được viết bằng tiếng Latin, một nhu cầu mới phát triển về đời sống các vị thánh và các tiểu luận tôn giáo khác trong ngôn ngữ thế tục. Điều này được nuôi dưỡng của sự lớn mạnh của phong trào Devotio Moderna và cả trong các tác phẩm của những nhà thần bí Đức như Meister Eckhart và Johannes Tauler (mất năm 1361). Sân khấu cũng phát triển dưới cái vỏ của kịch phép màu biểu diễn bởi nhà thờ. Vào cuối thời kì này, sự phát triển của công nghệ in vào khoảng năm 1450 dẫn tới sự thành lập của các nhà xuất bản khắp châu Âu vào khoảng năm 1500. Tỉ lệ biết chữ trong giới bình dân tăng lên, nhưng vẫn còn thấp: một ước tính cho rằng tỉ lệ này cỡ 10 phần trăm ở đàn ông và một phần trăm ở phụ nữ vào năm 1500.
Từ thế kỉ 15, các quốc gia trên bán đảo Iberia bắt đầu tài trợ các cuộc khám phá ngoài lãnh thổ châu Âu. Hoàng tử Henry Nhà hàng hải của Bồ Đào Nha (mất năm 1460) đã gửi các đoàn thám hiểm khám phá ra quần đảo Canaria, Açores và Cabo Verde. Sau khi ông mất, các cuộc thám hiểm tiếp tục; Bartolomeu Dias (mất năm 1500) đi vòng quanh Mũi Hảo Vọng năm 1486 và Vasco da Gama (mất năm 1524) dong thuyền vòng qua châu Phi để tới Ấn Độ năm 1498. Các nhà quân chủ Tây Ban Nha ở Castilla và Aragon cùng nhau tài trợ chuyến thám hiểm của Cristoforo Colombo (mất năm 1506) năm 1492 dẫn tới việc tìm thấy châu Mỹ. Nước Anh dưới thời Henry VII tài trợ chuyến đi của John Cabot (mất năm 1498) năm 1497 đặt chân tới đảo Cape Breton (gần Canada lục địa).

### Tiến bộ kỹ thuật và quân sự
Một trong những phát triển quan trọng trong lĩnh vực quân sự thời Hậu kỳ Trung Cổ là việc sử dụng ngày càng nhiều bộ binh và khinh kỵ. Người Anh còn sử dụng lính cung dài như một lực lượng then chốt, nhưng các quốc gia khác bắt chước thành lập các lực lượng tương tự không thành công. Áo giáp tiếp tục phát triển, và Áo giáp tấm ra đời dưới áp lực của sức mạnh ngày càng tăng của Nỏ cũng như súng cầm tay mới xuất hiện. Các vũ khí cán dài như thương, giáo trở nên nổi bật với sự phát triển của bộ binh Bỉ và Thụy Sĩ trang bị bằng các loại giáo dài.
Trong nông nghiệp, một tiến bộ đáng kể là việc sử dụng ngày càng nhiều cừu cho len sợi dài cho phép cộn những ống sợi chắc hơn. Quan trọng không kém là việc thay thế con quay truyền thống bằng bánh xe sợi, làm tăng gấp ba năng suất xe sợi bằng tay. Một cải tiến ít có tính công nghệ hơn nhưng có tác động đáng kể tới đời sống thường nhật là việc sử dụng cúc để đóng quần áo, giúp cho quần áo vừa người hơn mà không phải nịt chặt vào người mặc. Các cối xay gió được tinh chỉnh với sự xuất hiện của các cối xay dạng tháp, cho phép phần trên của cối xay quay xung quanh để hướng vào bất kì hướng gió nào đang thổi. Các bễ lò xuất hiện khoảng năm 1350 ở Thụy Điển, tăng cường số lượng sắt chế tạo và cải tiến chất lượng. Luật cấp bằng sáng chế đầu tiên năm 1447 ở Venezia bảo vệ quyền của nhà phát minh đối với tài sản trí tuệ của họ.

### Nghệ thuật và kiến trúc

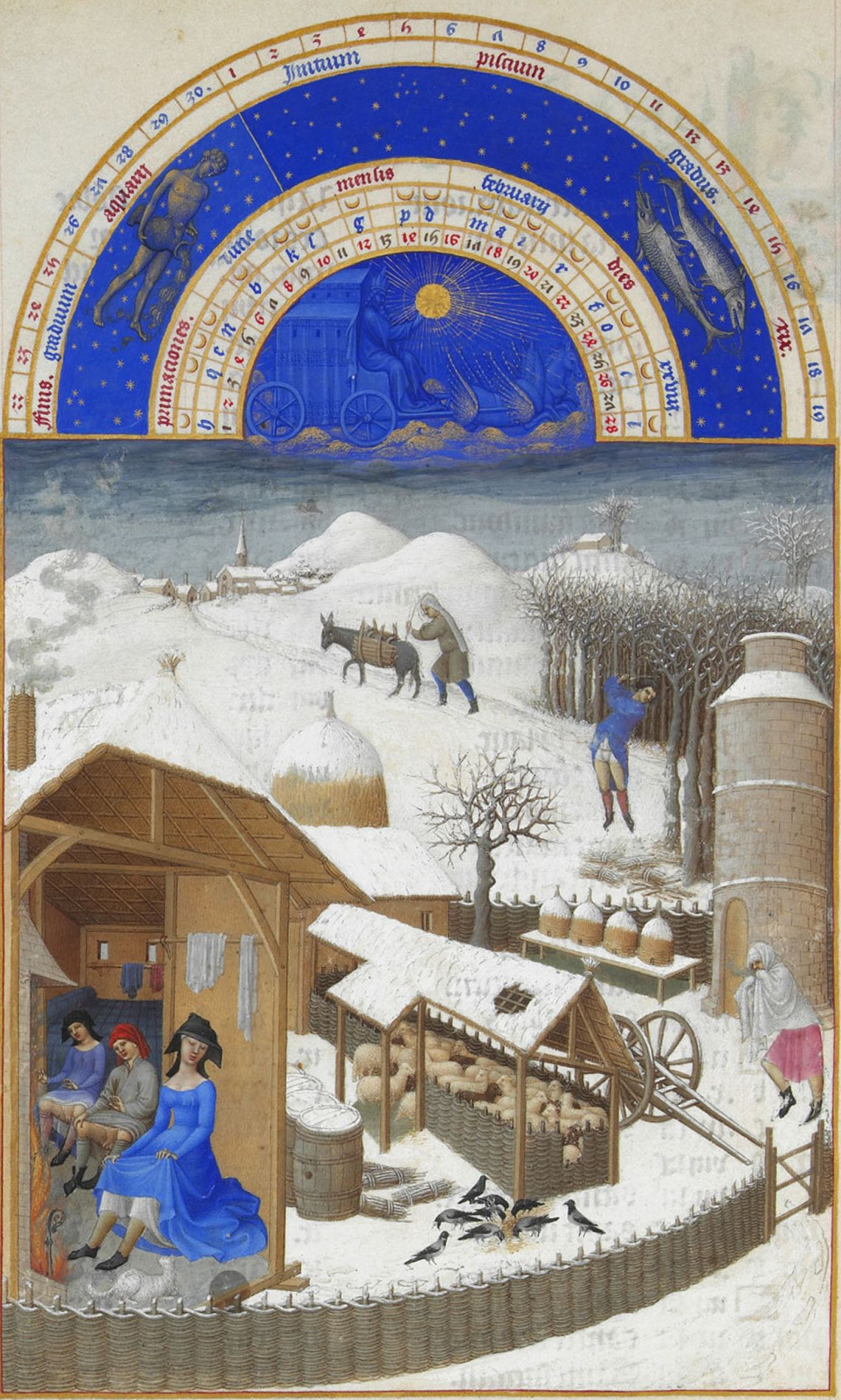
Khung cảnh Pháp tháng Hai từ cuốn Sách các giờ kinh minh họa thế kỷ 15 Très Riches Heures du Duc de Berry

Hậu kỳ Trung Đại ở châu Âu xét toàn thể tương ứng với các thời kì văn hóa Trecento và Sơ kỳ Phục Hưng ở Ý, mặc dù Bắc Âu và Tây Ban Nha tiếp tục theo phong cách Gothic, ngày càng tinh xảo trong thế kỉ 15, cho đến gần hết thời Trung Đại. Gothic quốc tế là một phong cách cung đình phổ biến khắp châu Âu những thế kỉ gần 1400, tạo nên những kiệt tác như Très Riches Heures du Duc de Berry. Nghệ thuật thế tục tiếp tục gia tăng về số lượng và chất lượng và trong thế kỉ 15 tầng lớp buôn bán ở Ý và Vlaanderen trở thành những nhà bảo trợ quan trọng, đặt hàng những bức chân dung sơn dầu cũng như một lượng lớn những đồ trang sức, tráp ngà, rương cassone và đồ gốm maiolica. Mặc dù các vương tộc thường sở hữu những bộ sưu tập đồ lưu niệm khổng lồ, chỉ còn một ít lưu lại tới nay như Cúp Thánh Anê. Ngành sản xuất lụa của Ý phát triển đến mức các nhà thờ và giới thượng lưu phương Tây không còn cần phụ thuộc vào nguồn nhập khẩu từ Byzantine hay thế giới Hồi giáo. Ở Pháp và Vlaanderen nghề dệt thảm trở thành một ngành công nghiệp xa xỉ quan trọng.
Các kiểu thức điêu khắc bên ngoài khổ lớn ở các nhà thờ giai đoạn đầu Gothic nhường chỗ cho những điêu khắc bên trong tòa nhà, và các hầm mộ trở nên tinh xảo trong khi nhiều chi tiết khác như bục giảng kinh đôi khi được chạm khắc lộng lẫy như ở nhà thờ Sant'Andrea (Ý). Các bàn thờ bằng gỗ được chạm hoặc sơ trở nên phổ biến, đặc biệt vì các nhà thờ tạo nên các giáo đường nhỏ. Hội họa Hà Lan sơ kỳ bởi những nghệ sĩ như Jan van Eyck (mất năm 1441) và Rogier van der Weyden (mất năm 1464) cạnh tranh với hội họa Ý, cũng như các Thủ bản minh họa phương bắc, mà trong thế kỉ 15 được sưu tầm ở quy mô lớn bởi giới thượng lưu, những người cũng đặt hàng các cuốn sách thế tục, đặc biệt là lịch sử. Từ khoảng năm 1450 sách in nhanh chóng trở nên phổ biến, mặc dù vẫn còn rất đắt. Có khoảng 30 nghìn đầu sách hoặc tác phẩm khác nhau được in trước năm 1500, ở thời mà các thủ bản minh họa chỉ do hoàng gia và một vài người khác đặt hàng. Các tranh khắc gỗ nhỏ, phần lớn có tính cách tôn giáo, thường giá phải chăng hơn ngay cả với nông dân ở một số miền thuộc phía bắc châu Âu từ giữa thế kỉ 15. Các tranh khắc kim loại đắt tiền hơn và dành cho một thị trường những người giàu có hơn.

## Cách nhìn nhận hiện đại

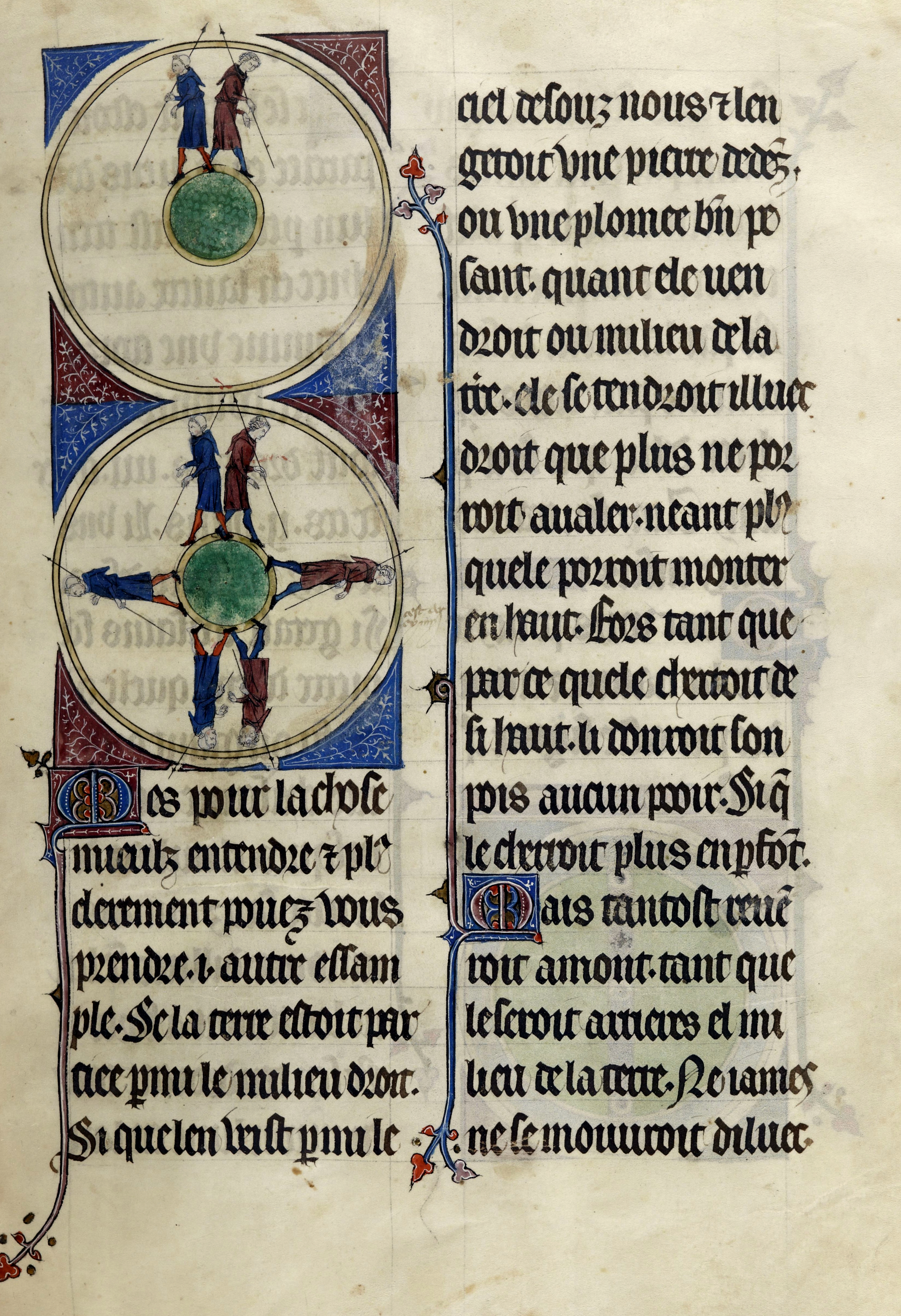
Minh họa thời Trung Cổ về Trái Đất hình cầu trong một bản chép thế kỷ 14 của L'Image du monde

Thời Trung Cổ thường bị bóp méo thành một "thời kì của sự ngu dốt và mê tín" đặt "lời nói của những thế lực tôn giáo lên trên kinh nghiệm cá nhân và hoạt động lý tính." Đây là điều để lại từ cả thời Phục Hưng và thời Khai sáng, khi các học giả tìm cách đối lập văn hóa tinh thần của họ với văn hóa Trung Cổ, lẽ dĩ nhiên thiên vị thời đại của họ. Các học giả Phục Hưng xem thời Trung Cổ như một thời kỳ suy thoái từ văn hóa tinh hoa và văn minh của thế giới Cổ điển; các học giả Khai sáng xem lý trí là ưu việt hơn đức tin, và do đó xem thời Trung Đại như một thời kỳ của mông muội.
Những người khác lập luận rằng lý trí nhìn chung được xem trọng trong thời Trung Cổ. Sử gia khoa học Edward Grant viết, "Nếu các tư tưởng lý tính cách mạng được biểu hiện [trong thế kỷ 18], chúng chỉ được khả thi bởi vì truyền thống lâu dài từ Trung Cổ đã thiết lập việc sử dụng lý trí như một trong những hoạt động quan trọng nhất của con người". Đồng thời, trái với niềm tin thông thường, David Lindberg viết, "các học giả hậu kỳ Trung Cổ hiếm khi nếm trải sức mạnh cưỡng bức của giáo hội và sẽ tự xem mình là tự do (đặc biệt trong các ngành khoa học tự nhiên) đi theo lý trí và quan sát bất cứ nơi nào chúng dẫn tới".
Sự khắc họa sai lệch về thời kỳ này cũng được phản ánh trong một số ý niệm cụ thể hơn. Một quan niệm sai lầm, bắt đầu lan truyền trong thế kỉ 19 và vẫn còn rất phổ biến, đó là tất cả mọi người trong thời Trung Cổ tin rằng Trái Đất phẳng. Điều này không chính xác, vì các giảng viên trong các đại học Trung Cổ thông thường lập luận rằng bằng chứng cho thấy Trái Đất là một quả cầu. Lindberg và Ronald Numbers, một học giả khác về thời kỳ này, khẳng định rằng "hiếm có một học giả Ki-tô giáo nào thời Trung Cổ lại không nhận thức được tính chất cầu của Trái Đất và họ thậm chí biết chu vi xấp xỉ của nó". Một số lầm tưởng khác như "Giáo hội cấm đoán phẫu thuật và giải phẫu tử thi trong thời Trung Cổ", "sự trỗi dậy của Ki-tô giáo giết chết khoa học cổ đại", hay "Giáo hội Ki-tô Trung Cổ dập tắt sự phát triển của triết học tự nhiên", tất cả được Numbers trích dẫn là những ví dụ về những huyền thoại phổ biến vẫn lan truyền như những sự thật lịch sử, trong khi chúng không được các nghiên cứu lịch sử hiện nay ủng hộ.

### Danh mục
- Adams, Laurie Schneider (2001). A History of Western Art . Boston, MA: McGraw Hill. ISBN 0-07-231717-5.
- Albrow, Martin (1997). The Global Age: State and Society Beyond Modernity. Stanford, CA: Stanford University Press. ISBN 0-8047-2870-4.
- Backman, Clifford R. (2003). The Worlds of Medieval Europe. Oxford, UK: Oxford University Press. ISBN 978-0-19-512169-8.
- Barber, Malcolm (1992). The Two Cities: Medieval Europe 1050–1320. London: Routledge. ISBN 0-415-09682-0.
- Barber, Richard (1978). Edward, Prince of Wales and Aquitaine: A Biography of the Black Prince. New York: Scribner. ISBN 0-684-15864-7.
- Barlow, Frank (1988). The Feudal Kingdom of England 1042–1216 . New York: Longman. ISBN 0-582-49504-0.
- Bauer, Susan Wise (2010). The History of the Medieval World: From the Conversion of Constantine to the First Crusade. New York: W. W. Norton. ISBN 978-0-393-05975-5.
- Benton, Janetta Rebold (2002). Art of the Middle Ages. World of Art. London: Thames & Hudson. ISBN 0-500-20350-4.
- British Library Staff (ngày 8 tháng 1 năm 2008). "Incunabula Short Title Catalogue". British Library. Bản gốc lưu trữ ngày 12 tháng 3 năm 2011. Truy cập ngày 8 tháng 4 năm 2012.
- Brown, Peter (1989). The World of Late Antiquity AD 150–750. Library of World Civilization. New York: W. W. Norton & Company. ISBN 0-393-95803-5.
- Brown, Thomas (1998). "The Transformation of the Roman Mediterranean, 400–900". Trong Holmes, George (biên tập). The Oxford Illustrated History of Medieval Europe. Oxford, UK: Oxford University Press. tr. 1–62. ISBN 0-19-285220-5.
- Bruni, Leonardo (2001). Hankins, James (biên tập). History of the Florentine People. Quyển 1. Cambridge, MA: Harvard University Press. ISBN 978-0-674-00506-8.
- Crampton, R. J. (2005). A Concise History of Bulgaria. Cambridge, UK: Cambridge University Press. ISBN 0-521-61637-9.
- Colish, Marcia L. (1997). Medieval Foundations of the Western Intellectual Tradition 400–1400. New Haven, CT: Yale University Press. ISBN 0-300-07852-8.
- Collins, Roger (1999). Early Medieval Europe: 300–1000 . New York: St. Martin's Press. ISBN 0-312-21886-9.
- Coredon, Christopher (2007). A Dictionary of Medieval Terms & Phrases . Woodbridge, UK: D. S. Brewer. ISBN 978-1-84384-138-8.
- Cosman, Madeleine Pelner (2007). Medieval Wordbook: More the 4,000 Terms and Expressions from Medieval Culture. New York: Barnes & Noble. ISBN 978-0-7607-8725-0.
- Cunliffe, Barry (2008). Europe Between the Oceans: Themes and Variations 9000 BC-AD 1000. New Haven, CT: Yale University Press. ISBN 978-0-300-11923-7.
- Curta, Florin (2006). Southeastern Europe in the Middle Ages 500-1250. Cambridge Medieval Textbooks. Cambridge, UK: Cambridge University Press. ISBN 0-521-89452-2.
- Davies, Norman (1996). Europe: A History. Oxford, UK: Oxford University Press. ISBN 0-19-520912-5.
- Denley, Peter (1998). "The Mediterranean in the Age of the Renaissance, 1200–1500". Trong Holmes, George (biên tập). The Oxford Illustrated History of Medieval Europe. Oxford, UK: Oxford University Press. tr. 235–296. ISBN 0-19-285220-5.
- Dodwell, C. R. (1993). The Pictorial Arts of the West: 800–1200. Pellican History of Art. New Haven, CT: Yale University Press. ISBN 0-300-06493-4.
- Eastwood, Bruce (2007). Ordering the Heavens: Roman Astronomy and Cosmology in the Carolingian Renaissance. History of Science and Medicine Library. Boston, MA: Brill. ISBN 978-90-04-16186-3.
- Epstein, Steven A. (2009). An Economic and Social History of Later Medieval Europe, 1000–1500. Cambridge, UK: Cambridge University Press. ISBN 978-0-521-70653-7.
- Flexner, Stuart Berg (biên tập). The Random House Dictionary of the English Language: Unabridged . New York: Random House. ISBN 0-394-50050-4.
- Gainty, Denis; Ward, Walter D. (2009). Sources of World Societies: Volume 2: Since 1500. Boston, MA: Bedford/St. Martin's. ISBN 0-312-68858-X.
- Geary, Patrick J. (1988). Before France and Germany: The Creation and Transformation of the Merovingian World. Oxford, UK: Oxford University Press. ISBN 0-19-504458-4.
- Gies, Joseph and Gies, Frances (1973). Life in a Medieval City. New York: Thomas Y. Crowell. ISBN 0-8152-0345-4.{{Chú thích sách}}:  Quản lý CS1: nhiều tên: danh sách tác giả (liên kết)
- Grant, Edward (2001). God and Reason in the Middle Ages. Cambridge, UK: Cambridge University Press. ISBN 978-0-521-80279-6.
- Grant, E. (1994). Planets, Stars, & Orbs: The Medieval Cosmos, 1200–1687. Cambridge, UK: Cambridge University Press. ISBN 978-0-521-43344-0.
- Grierson, Philip (1989). "Coinage and currency". Trong Loyn, H. R. (biên tập). The Middle Ages: A Concise Encyclopedia. London: Thames and Hudson. tr. 97–98. ISBN 0-500-27645-5.
- Griffiths, Antony (1996). Prints and Printmaking. London: British Museum Press. ISBN 0-7141-2608-X.
- Hallam, Elizabeth M.; Everard, Judith (2001). Capetian France 987–1328 . New York: Longman. ISBN 0-582-40428-2.{{Chú thích sách}}:  Quản lý CS1: nhiều tên: danh sách tác giả (liên kết)
- Hamilton, Bernard (2003). Religion in the Medieval West . London: Arnold. ISBN 0-340-80839-X.
- Heather, Peter (2006). The Fall of the Roman Empire: A New History of Rome and the Barbarians. Oxford, UK: Oxford University Press. ISBN 978-0-19-532541-6.
- Henderson, George (1977). Early Medieval . New York: Penguin. OCLC 641757789.
- Holmes, George (editor) (1988). The Oxford History of Medieval Europe. Oxford, UK: Oxford University Press. ISBN 0-19-285272-8. {{Chú thích sách}}: |author= có tên chung (trợ giúp)
- Ilardi, Vincent (2007). Renaissance Vision from Spectacles to Telescopes. Philadelphia: American Philosophical Society. ISBN 978-0-87169-259-7.
- James, Edward (2009). Europe's Barbarians: AD 200–600. The Medieval World. Harlow, UK: Pearson Longman. ISBN 978-0-582-77296-0.
- Jordan, William C. (2003). Europe in the High Middle Ages. Penguin History of Europe. New York: Viking. ISBN 978-0-670-03202-0.
- Kamen, Henry (2005). Spain 1469–1714 . New York: Pearson/Longman. ISBN 0-582-78464-6.
- Kaufmann, J. E. and Kaufmann, H. W. (2001). The Medieval Fortress: Castles, Forts and Walled Cities of the Middle Ages (ấn bản thứ 2004). Cambridge, MA: De Capo Press. ISBN 0-306-81358-0.{{Chú thích sách}}:  Quản lý CS1: nhiều tên: danh sách tác giả (liên kết)
- Keen, Maurice (1988) [1968]. The Pelican History of Medieval Europe. London: Penguin Books. ISBN 0-14-021085-7.
- Kitzinger, Ernst (1955). Early Medieval Art at the British Museum . London: British Museum. OCLC 510455.
- Knox, E. L. "History of the Idea of the Renaissance". Europe in the Late Middle Ages. Boise State University. Bản gốc lưu trữ ngày 3 tháng 2 năm 2012. Truy cập ngày 25 tháng 12 năm 2012.
- Lasko, Peter (1972). Ars Sacra, 800–1200. Penguin History of Art (now Yale). New York: Penguin. ISBN 0-14-056036-X.
- Lawrence, C.H (2001). Medieval Monasticism: Forms of Religious Life in Western Europe in the Middle Ages . Harlow, UK: Longman. ISBN 0-582-40427-4.
- Lightbown, Ronald W. (1978). Secular Goldsmiths' Work in Medieval France: A History. Reports of the Research Committee of the Society of Antiquaries of London. London: Thames and Hudson. ISBN 0-500-99027-1.
- Lindberg, David C.; Numbers, Ronald L. (1986). "Beyond War and Peace: A Reappraisal of the Encounter between Christianity and Science". Church History. Quyển 55 số 3. tr. 338–354. doi:10.2307/3166822. ISSN 0009-6407. JSTOR 3166822.
- Lindberg, David C. (2003). "The Medieval Church Encounters the Classical Tradition: Saint Augustine, Roger Bacon, and the Handmaiden Metaphor". Trong Lindberg, David C. and Numbers, Ronald L. (biên tập). When Science & Christianity Meet. Chicago, IL: University of Chicago Press. ISBN 0-226-48214-6.{{Chú thích bách khoa toàn thư}}:  Quản lý CS1: nhiều tên: danh sách biên tập viên (liên kết)
- Lock, Peter (2006). Routledge Companion to the Crusades. New York: Routledge. ISBN 0-415-39312-4.
- Loyn, H. R. (1989). "Avignon". Trong Loyn, H. R. (biên tập). The Middle Ages: A Concise Encyclopedia. London: Thames and Hudson. tr. 45. ISBN 0-500-27645-5.
- Loyn, H. R. (1989). "Eleanor of Aquitaine". Trong Loyn, H. R. (biên tập). The Middle Ages: A Concise Encyclopedia. London: Thames and Hudson. tr. 122. ISBN 0-500-27645-5.
- Loyn, H. R. (1989). "Famine". Trong Loyn, H. R. (biên tập). The Middle Ages: A Concise Encyclopedia. London: Thames and Hudson. tr. 127–128. ISBN 0-500-27645-5.
- Loyn, H. R. (1989). "Great Schism". Trong Loyn, H. R. (biên tập). The Middle Ages: A Concise Encyclopedia. London: Thames and Hudson. tr. 153. ISBN 0-500-27645-5.
- Loyn, H. R. (1989). "Hundred Years' War". Trong Loyn, H. R. (biên tập). The Middle Ages: A Concise Encyclopedia. London: Thames and Hudson. tr. 176. ISBN 0-500-27645-5.
- Loyn, H. R. (1989). "Jews". Trong Loyn, H. R. (biên tập). The Middle Ages: A Concise Encyclopedia. London: Thames and Hudson. tr. 190–192. ISBN 0-500-27645-5.
- Loyn, H. R. (1989). "Knights of the Temple (Templars)". Trong Loyn, H. R. (biên tập). The Middle Ages: A Concise Encyclopedia. London: Thames and Hudson. tr. 201–202. ISBN 0-500-27645-5.
- Loyn, H. R. (1989). "Language and dialect". Trong Loyn, H. R. (biên tập). The Middle Ages: A Concise Encyclopedia. London: Thames and Hudson. tr. 204. ISBN 0-500-27645-5.
- Loyn, H. R. (1989). "Scholasticism". Trong Loyn, H. R. (biên tập). The Middle Ages: A Concise Encyclopedia. London: Thames and Hudson. tr. 293–294. ISBN 0-500-27645-5.
- "Middle Ages". Dictionary.com. 2004. Truy cập ngày 7 tháng 4 năm 2012.
- Miglio, Massimo (2006). "Curial Humanism seen through the Prism of the Papal Library". Trong Mazzocco, Angelo (biên tập). Interpretations of Renaissance Humanism. Brill's Studies in Intellectual History. Leiden: Brill. tr. 97–112. ISBN 978-90-04-15244-1.
- Mommsen, Theodore (1942). "Petrarch's Conception of the 'Dark Ages'". Speculum. Quyển 17 số 2. tr. 226–242. doi:10.2307/2856364. JSTOR 2856364.
- Morris, Rosemary (1998). "Northern Europe invades the Mediterranean, 900–1200". Trong Holmes, George (biên tập). The Oxford Illustrated History of Medieval Europe. Oxford, UK: Oxford University Press. tr. 175–234. ISBN 0-19-285220-5.
- Murray, Alexander (2004). "Should the Middle Ages Be Abolished?". Essays in Medieval Studies. Quyển 21. tr. 1–22. doi:10.1353/ems.2005.0010.
- Nees, Lawrence (2002). Early Medieval Art. Oxford History of Art. Oxford, UK: Oxford University Press. ISBN 978-0-19-284243-5.
- Nicolle, David (1999). Medieval Warfare Source Book: Warfare In Western Christendom. London: Brockhampton Press. ISBN 1-86019-889-9.
- Numbers, Ronald (ngày 11 tháng 5 năm 2006). "Myths and Truths in Science and Religion: A historical perspective" (PDF). Lecture archive. The Faraday Institute for Science and Religion. Bản gốc (PDF) lưu trữ ngày 20 tháng 1 năm 2013. Truy cập ngày 25 tháng 1 năm 2013.
- Payne, Robert (2000). The Dream and the Tomb: A History of the Crusades . New York: Cooper Square Press. ISBN 0-8154-1086-7.
- Peters, Ted (2005). "Science and Religion". Trong Jones, Lindsay (biên tập). Encyclopedia of Religion. Quyển 12 . Detroit, MI: MacMillan Reference. tr. 8182. ISBN 978-0-02-865980-0.
- Power, Daniel (2006). The Central Middle Ages: Europe 950–1320. The Short Oxford History of Europe. Oxford, UK: Oxford University Press. ISBN 978-0-19-925312-8.
- Reilly, Bernard F. (1993). The Medieval Spains. Cambridge Medieval Textbooks. Cambridge, UK: Cambridge University Press. ISBN 0-521-39741-3.
- Riley-Smith, Jonathan (1989). "Crusades". Trong Loyn, H. R. (biên tập). The Middle Ages: A Concise Encyclopedia. London: Thames and Hudson. tr. 106–107. ISBN 0-500-27645-5.
- Rosenwein, Barbara H. (1982). Rhinoceros Bound: Cluny in the Tenth Century. Philadelphia, PA: University of Pennsylvania Press. ISBN 0-8122-7830-5.
- Russell, Jeffey Burton (1991). Inventing the Flat Earth-Columbus and Modern Historians. Westport, CT: Praeger. ISBN 0-275-95904-X.
- Saul, Nigel (2000). A Companion to Medieval England 1066–1485. Stroud, UK: Tempus. ISBN 0-7524-2969-8.
- Schove, D. Justin (1989). "Plague". Trong Loyn, H. R. (biên tập). The Middle Ages: A Concise Encyclopedia. London: Thames and Hudson. tr. 267–269. ISBN 0-500-27645-5.
- Singman, Jeffrey L. (1999). Daily Life in Medieval Europe. Daily Life Through History. Westport, CT: Greenwood Press. ISBN 0-313-30273-1.
- Stalley, Roger (1999). Early Medieval Architecture. Oxford History of Art. Oxford, UK: Oxford University Press. ISBN 978-0-19-284223-7.
- Tansey, Richard G.; Gardner, Helen Louise; De la Croix, Horst (1986). Gardner's Art Through the Ages . San Diego, CA: Harcourt Brace Jovanovich. ISBN 0-15-503763-3.{{Chú thích sách}}:  Quản lý CS1: nhiều tên: danh sách tác giả (liên kết)
- Thomson, John A. F. (1998). The Western Church in the Middle Ages. London: Arnold. ISBN 0-340-60118-3.
- Vale, Malcolm (1998). "The Civilization of Courts and Cities in the North, 1200–1500". Trong Holmes, George (biên tập). The Oxford Illustrated History of Medieval Europe. Oxford, UK: Oxford University Press. tr. 297–351. ISBN 0-19-285220-5.
- Watts, John (2009). The Making of Polities: Europe, 1300–1500. Cambridge Medieval Textbooks. Cambridge, UK: Cambridge University Press. ISBN 978-0-521-79664-4.
- Whitton, David (1998). "The Society of Northern Europe in the High Middle Ages, 900–1200". Trong Holmes, George (biên tập). The Oxford Illustrated History of Medieval Europe. Oxford, UK: Oxford University Press. tr. 115–174. ISBN 0-19-285220-5.
- Wickham, Chris (2009). The Inheritance of Rome: Illuminating the Dark Ages 400–1000. New York: Penguin Books. ISBN 978-0-14-311742-1.